# Bazylika Santi Giovanni e Paolo w Wenecji
Bazylika Santi Giovanni e Paolo w Wenecji (wen. San Zanipolo, pol. bazylika Świętych Jana i Pawła) – rzymskokatolicki kościół w Wenecji w dzielnicy (sestiere) Castello. Administracyjnie należy do Patriarchatu Wenecji. Jest kościołem parafialnym parafii Santi Giovanni e Paolo Martiri, wchodzącej w skład wikariatu San Marco - Castello.
Wraz z bazylikami św. Marka i Santa Maria Gloriosa dei Frari stanowi panteon sławy i historii Republiki Weneckiej. Jest drugim oficjalnym kościołem Republiki po bazylice św. Marka, a z uwagi na fakt, iż wiele znanych osobistości (w tym 25 dożów) ma tu swoje nagrobki, jest odpowiednikiem londyńskiego Westminster Abbey.
Razem z bazyliką Santa Maria Gloriosa dei Frari stanowi najdoskonalszy przykład gotyku weneckiego, a zarazem gotyckiej architektury sakralnej.

## Historia
Pierwszy kościół w tym miejscu istniał przypuszczalnie w 983 roku, a pierwszy poświadczony w 1184. W 1234 roku doża Jacopo Tiepolo podarował dominikanom podmokły teren, żeby zbudowali kościół i klasztor. Budowę kościoła rozpoczęto w 1246, a ukończono w 1395 roku. Kierowali nią przypuszczalnie bracia zakonni (Benvenuto da Bologna lub Nicolò da Imola). Klasztor został ukończony w 1293 roku i wyposażony w bogaty zbiór kodeksów i cennych książek. Dach kościoła ukończono w 1417 roku. W latach 1420–1430 w piątym przęśle nawy zbudowano chór dla zakonników i emporę organową (rozebraną w 1690 roku). Konsekracja kościoła miała miejsce 14 listopada 1430 roku, a dokonał jej Antonio Correr, biskup diecezji Ceneda. Bazylika została dedykowana, być może na życzenie doży, dwóm braciom, rzymskim męczennikom, Janowi i Pawłowi.
W XV wieku zbudowano kopułę, wysoką na 55 m. W 1448 roku rozpoczęto budowę pierwszej kaplicy bocznej, zaprojektowanej w wykwintnym, gotyckim stylu, widocznym w linearnych zawiłościach okien i ornamentem z terakoty pod okapem. W 1458 roku pod nadzorem Bartolomea Bona zbudowano nowy główny portal wstawiając do niego kolumny zakupione z kościoła San Andrea na Torcello. W portalu pojawiły się klasyczne elementy wystroju, jak gzyms i fryz oraz woluty wewnątrz gotyckich kapiteli. Prace ukończono w 1464 roku. Kościół i klasztor przeszły kilka zmian w okresie baroku.
Klasztor został zniesiony na mocy protokołu z 18 czerwca 1806 roku, będącego wykonaniem dekretu Królestwa Włoch z 8 czerwca 1805 roku W 1809 roku został przeznaczony (razem z sąsiednią Scuola Grande di San Marco) na szpital wojskowy, a w 1819 – na szpital cywilny. W wyniku zniesienia przez Napoleona kilku kościołów, San Marina i San Maria dei Servi, kilka monumentów, w tym nagrobek doży Andrei Vendramina, przeniesiono do kościoła San Giovanni e Paolo. W 1810 roku dotychczasowy kościół klasztorny stał się kościołem parafialnym. W XIX wieku przebudowano XVIII-wieczne lunety nawy południowej na neogotyckie, trzyczęściowe okna. W 1922 roku podczas napraw uszkodzeń, jakich kościół doznał w wyniku I wojny światowej przywrócono dwa małe, okrągłe okna w fasadzie.
5 września 1922 roku papież Pius XI nadał kościołowi Santi Giovanni e Paolo tytuł bazyliki mniejszej.
W październiku 1959 roku zakończył się remont Kaplicy Różańcowej.

## Architektura

### Wygląd zewnętrzny
Bazylika Santi Giovanni e Paolo znajduje się przy placu Campo Santi Giovanni e Paolo, najbardziej monumentalnym, po placu św. Marka, placu weneckim. Oprócz niej architekturę placu uzupełniają: fasada Scuola Grande di San Marco oraz pomnik kondotiera Bartolomea Colleoniego dłuta Andrei del Verrocchio.

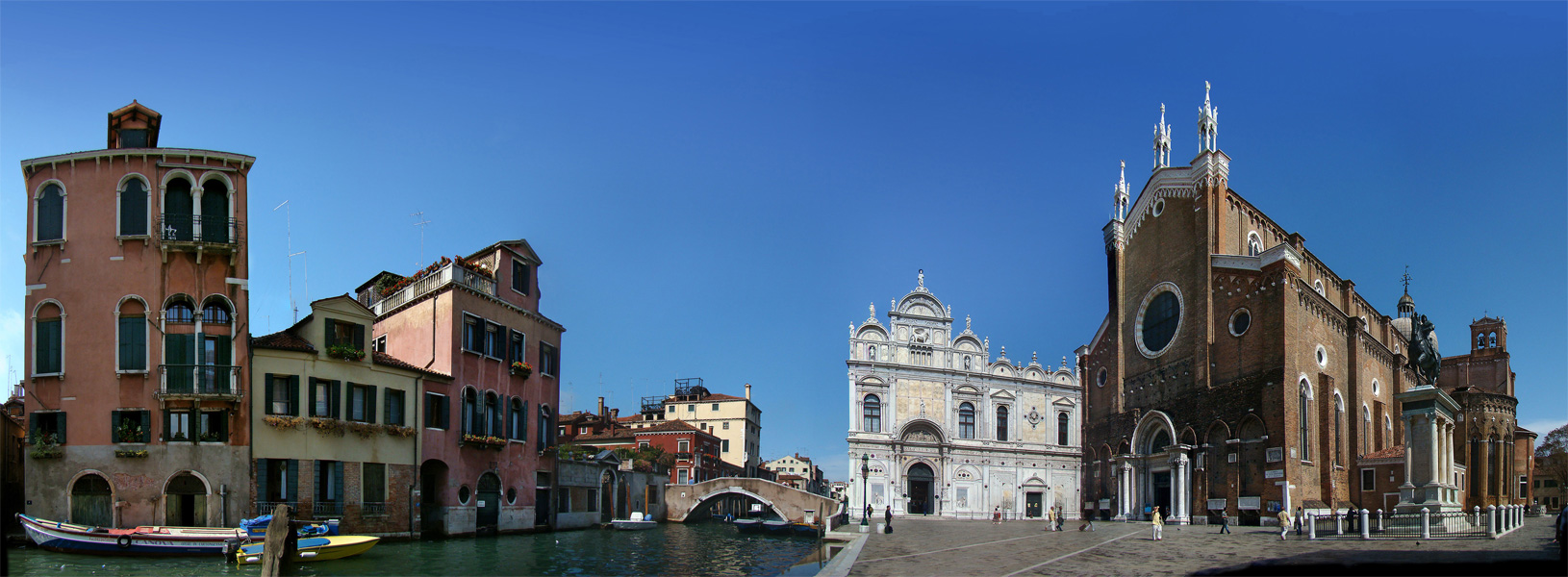
Campo Santi Giovanni e Paolo nad Rio dei Mendicanti: z prawej gotycka bryła bazyliki Santi Giovanni e Paolo, pośrodku renesansowa fasada Scuola Grande di San Marco

Bazylika wykazuje dużo podobieństw, tak zewnętrznych jak i wewnętrznych do bazyliki Santa Maria Gloriosa dei Frari. Jest budowlą w stylu gotyku weneckiego z wąskimi biforiami. Ściany są ozdobione gzymsem i umieszczonym pod nim fryzem arkadkowym. Fasada nie została ukończona. W jej centrum znajduje się duże, okrągłe okno, flankowane dwoma mniejszymi. Szczyt został zwieńczony trzema smukłymi wieżyczkami. W ich edykułach ustawiono figury (od lewe): św. Tomasza z Akwinu, św. Dominika i św. Piotra Męczennika. W przyziemiu znajduje się gotycko-renesansowy, marmurowy portal dłuta Bartolomea Bona. W pilastry wbudowano reliefy bizantyńskie. Po obu stronach portalu, pod gotyckimi arkadami umieszczono, od lewej, urny dożów: Marina Morosiniego, Jacopa Tiepola i jego syna Lorenza oraz Marca Michieli i braci Daniele i Pietro Buono. Przy boku bazyliki wychodzącym na plac znajduje się kilka budynków i kaplic:
- była Scuola del Nome di Gesù,
- dwa portale, które należały do Scuola di S. Pietro Martire,
- apsyda kaplicy bł. Jakuba Salomoni z oryginalną posadzką placu, wyłożoną włoską kostką brukową zwaną cotto,
- portal boczny bazyliki,
- kaplica św. Dominika z 1690 roku,
- kaplica lub Scuola di S. Orsola, wzniesiona w roku 1300[9].

Prezbiterium zamyka dwukondygnacyjna, wieloboczna apsyda, której ściany przepruto wysokimi, ostrołukowymi biforiami. Nad oknami części dolnej umieszczono rozety. Kondygnacje przedziela gzyms ozdobiony fryzem oraz balustrada. Po obu stronach prezbiterium, przy ramionach transeptu, znajdują się mniejsze apsydy, po dwie z każdej strony.

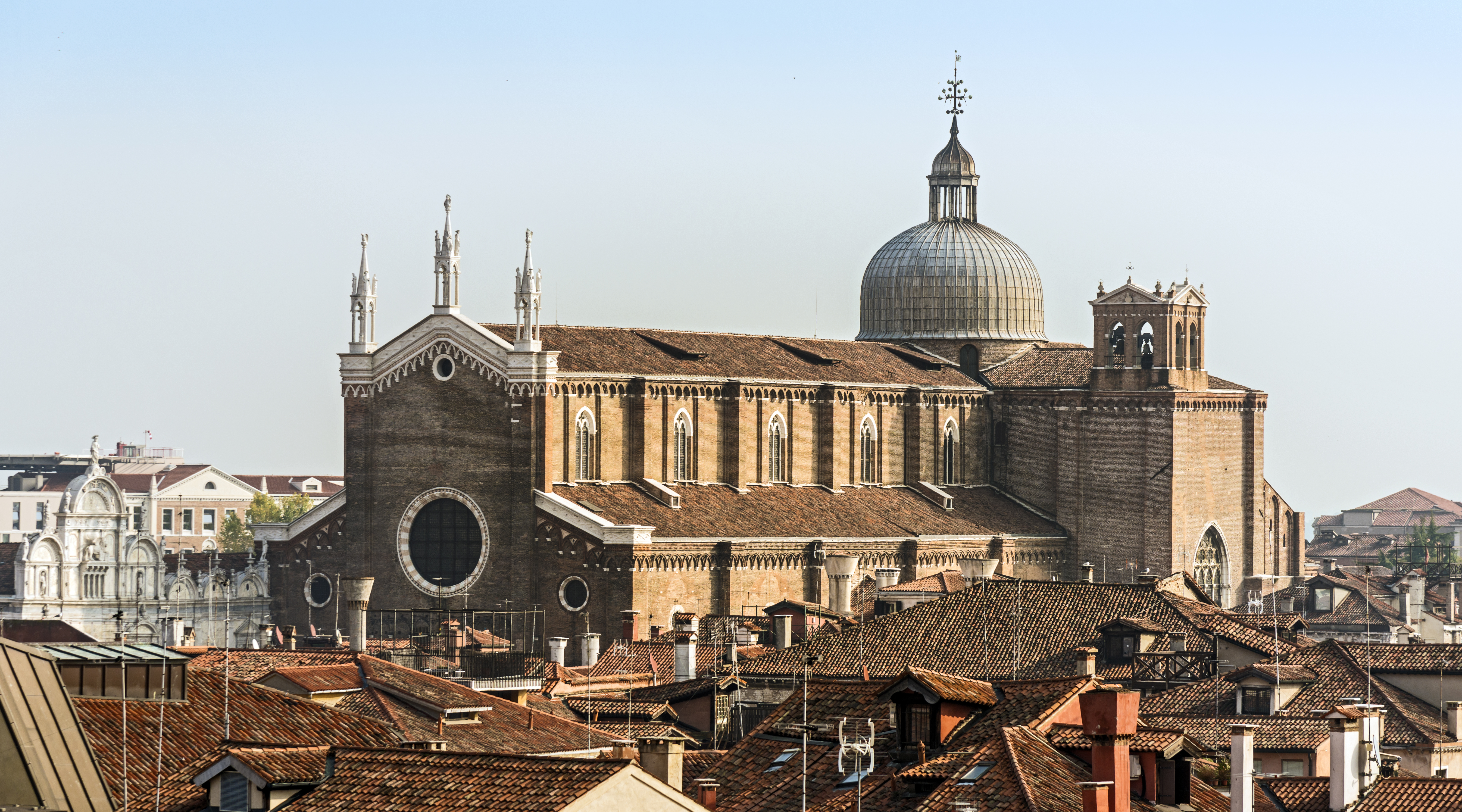
Widok bazyliki z boku
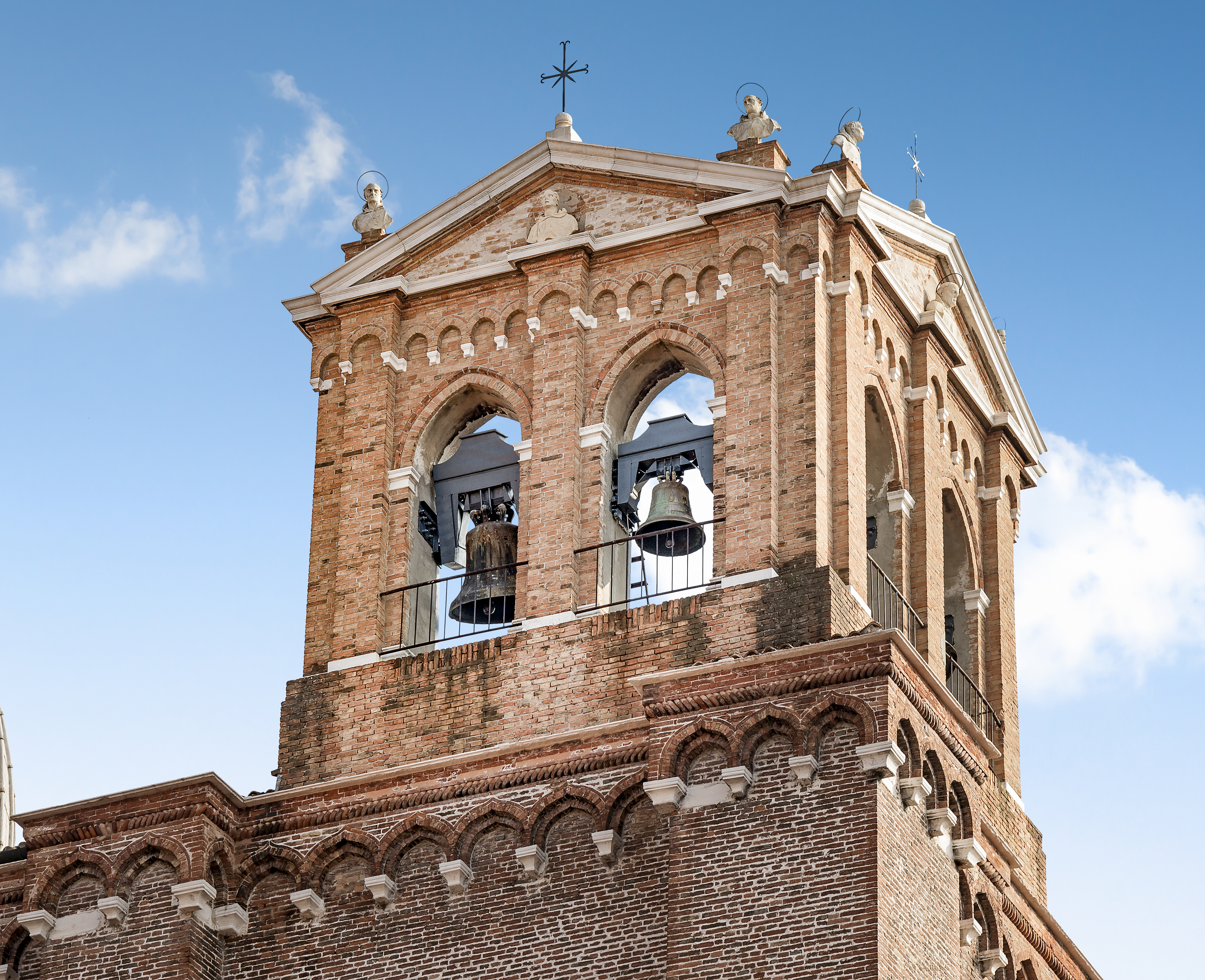
Dzwonnica
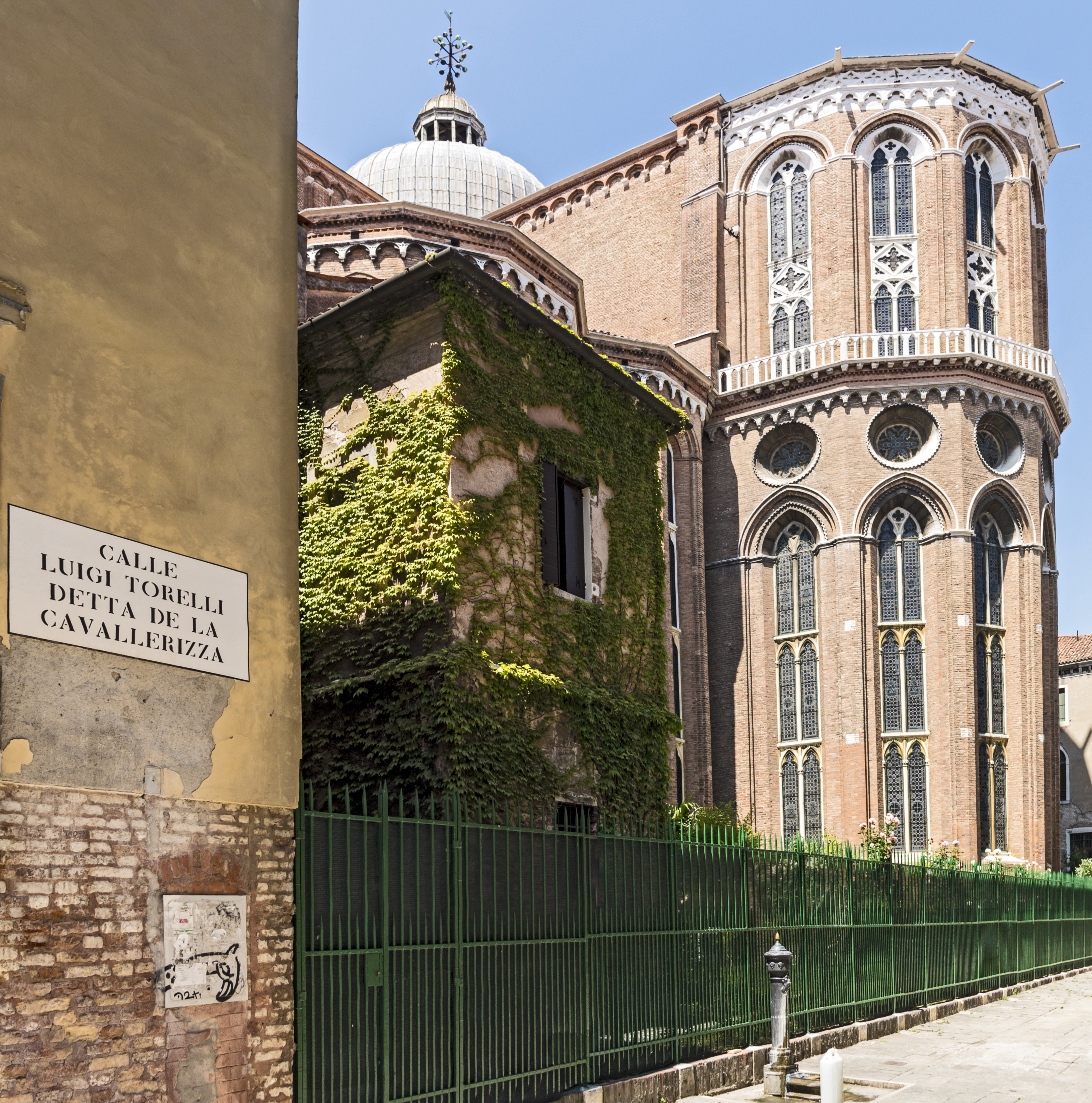
Apsyda
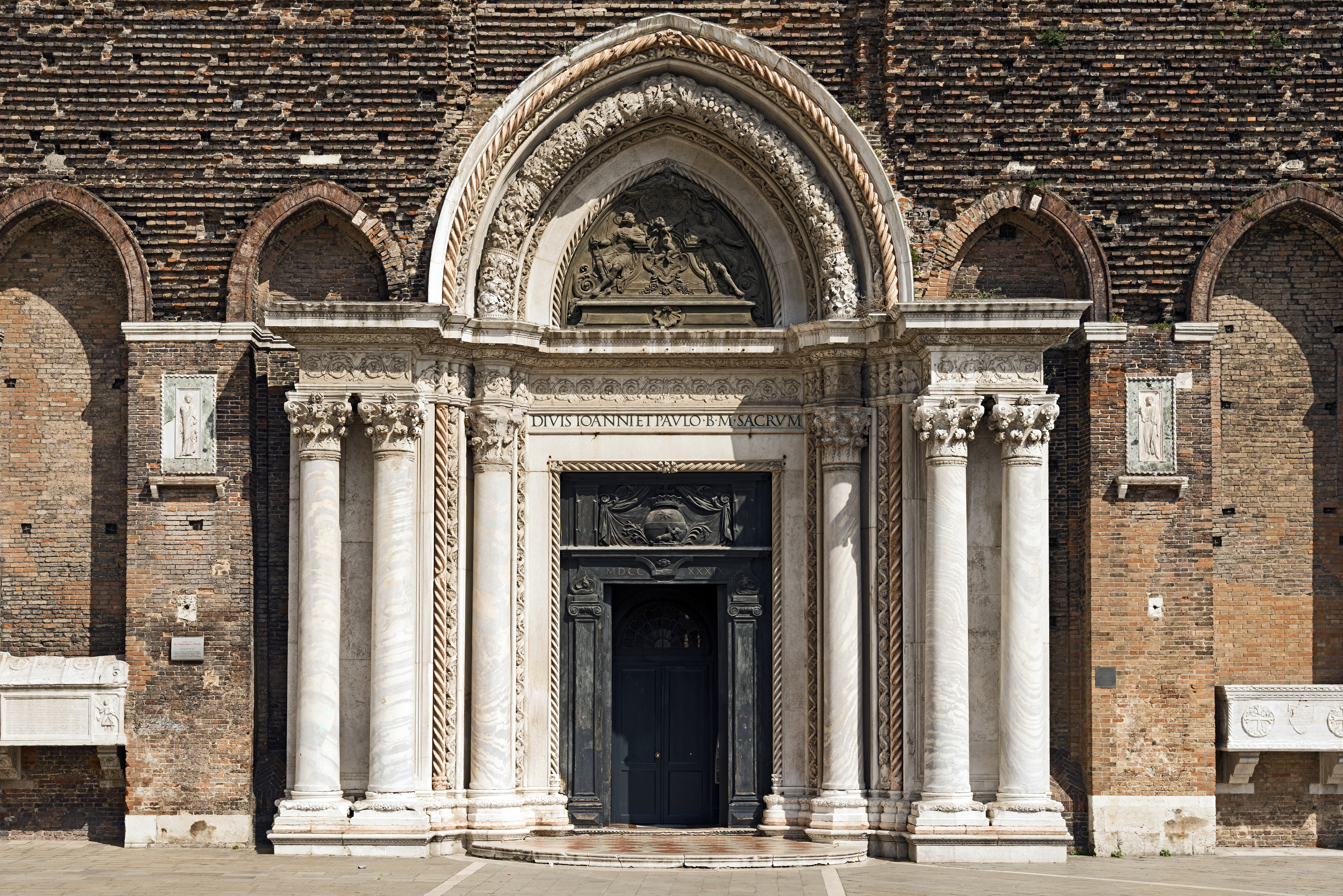
Portal

### Wnętrze

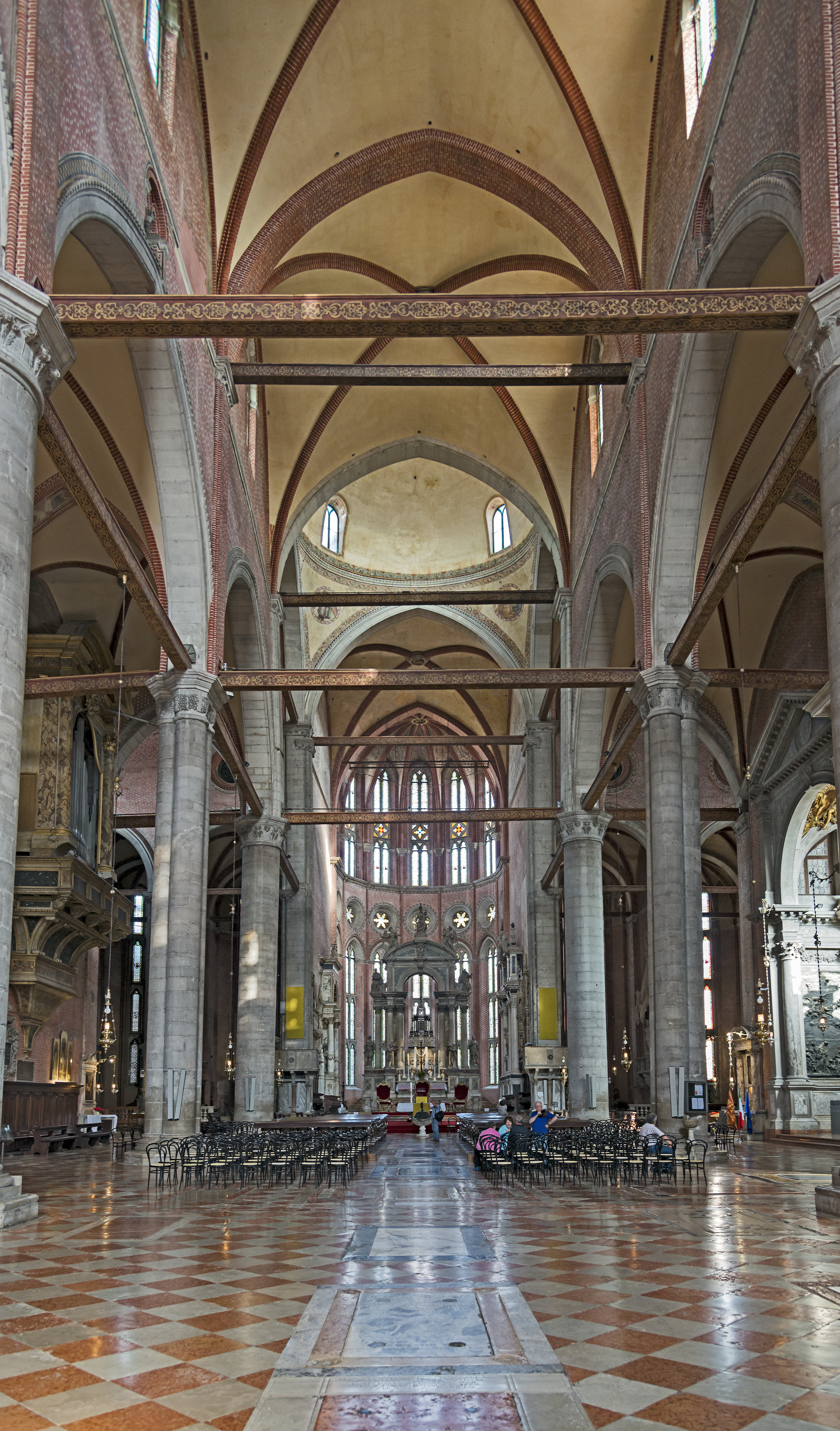
Wnętrze – nawa główna

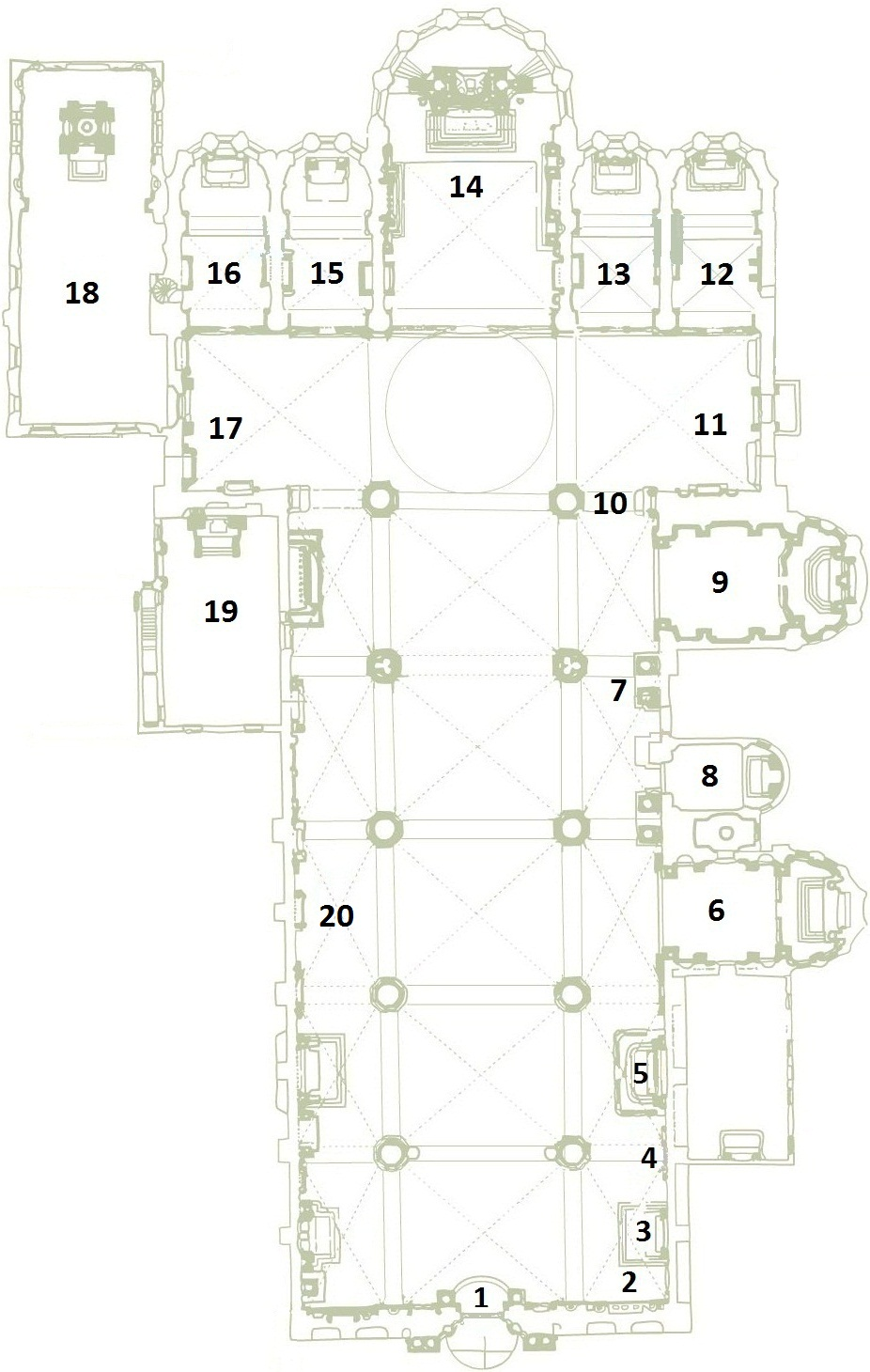
Plan bazyliki:1. Fasada wewnętrzna, 2. Urna doży Raniera Zena, 3. Ołtarz z obrazem Madonna z Dzieciątkiem i świętymi, 4. Pomnik Marcantonia Bragadina, 5. Poliptyk św. Wincentego Ferreriusza, 6. Kaplica bł. Jakuba Salomoni, 7. Mauzoleum rodziny Valier, 8. Kaplica Matki Bożej Królowej Pokoju, 9. Kaplica św. Dominika, 10. Ołtarz św. Katarzyny ze Sieny, 11. Prawe ramię transeptu, 12. Kaplica Świętego Krzyża, 13. Kaplica św. Marii Magdaleny, 14. Prezbiterium, 15. Kaplica Trójcy Świętej, 16. Kaplica św. Piusa V, 17. Lewe ramię transeptu, 18. Kaplica Różańcowa, 19. Zakrystia, 20. Nawa lewa

Bazylika została zbudowana na planie krzyża łacińskiego, jako założenie trzynawowe, z transeptem. Ma 96 m długości i 40 szerokości. Nawy zostały przekryte sklepieniem krzyżowym, wspartym na potężnych filarach, pomiędzy którymi umieszczono charakterystyczne, drewniane belki. Dobrze oświetlone światłem dziennym prezbiterium zwraca uwagę swoimi gotyckimi oknami i barokowym ołtarzem, przypisywanym Longhenie. Witraż jest jednym z nielicznych zachowanych z okresu, kiedy były one produkowane na Murano, głównie przez Bartolomea Vivariniego.
Do arcydzieł należy obraz ołtarz Giovanniego Belliniego Święty Wincenty Ferreriusz, ważny spośród wczesnych dzieł artysty, pozbawiony jednak nieco lekkości i spokoju, cechujących jego późniejsze prace. Ten poliptyk, namalowany w latach 1465–1468, został poświęcony nowemu świętemu, mającemu sławę cudownego uzdrowiciela, która być może zwiększyła jego popularność w Wenecji po wybuchu zarazy w 1464 roku.
Do wybitnych dzieł należą także malowidła sklepienne Veronesego w Kaplicy Różańcowej, zniszczonej przez pożar w 1867 roku. Malowidła te pochodzą ze zniesionego kościoła Santa Maria dell'Umiltà. Wywiezione do Wiednia powróciły do Wenecji pod koniec I wojny światowej i zostały zamontowane w bazylice w czerwcu 1925 roku.
Zwracają uwagę okazałe grobowce dożów, których jest 25. Wszystkie ich pogrzeby po XV wieku odbywały się tutaj. Szczególnie wykwintne są trzy grobowce dożów Mocenigo na ścianie wejściowej. Jeden z nich, należący do doży Pietro, jest dziełem Pietra Lombarda i jego synów, Tullia i Antonia.

#### Fasada wewnętrzna
Przy wewnętrznej ścianie fasady znajdują się grobowce rodu Moncenigo. Pośrodku jest grobowiec doży Alvise I i jego żony Loredany Marcello. Poniżej, po prawej stronie umieszczono pomnik poety Bartolomea Bragadina, przypisywany Lorenzowi Bregno, wykonany w formie sarkofagu, na frontonie którego widnieją postacie świętych: Marka, Jana Chrzciciela i Bartłomieja, a w zwieńczeniu – Madonny z Dzieciątkiem.
Po prawej stronie znajduje się pomnik doży Giovanniego Moncenigo, wyrzeźbiony z marmuru karraryjskiego przez Tullia Lombarda. Pomnik wieńczą herby rodowe. W centrum ukazany jest doża w pozycji leżącej. Nad nim znajduje się płaskorzeźba Giovanni Moncenigo przedstawiany Matce Bożej przez św. Jana Chrzciciela. Na frontonie urny widnieją trzy płaskorzeźby, przedstawiające zdobycie miasta Polesine.
Po lewej stronie znajduje się grobowiec Pietro Mocenigo, arcydzieło sztuki kamieniarskiej Pietra Lombarda, ukończone w 1481 roku. Grobowiec ma formę arkady, do której przylega 6 nisz z posągami wojowników ubranych w stylu rzymskim (po trzech z każdej strony). Trzech innych wojowników podtrzymuje sarkofag ozdobiony 2 płaskorzeźbami przedstawiającymi najważniejsze wydarzenia z życia dozy: zdobycie Smyrny i przekazanie kluczy do Famagusty Katarzynie Cornaro (z prawej). W centrum sarkofagu widnieje napis „ex hostium manubiis”, przypominający, iż jego budowa została sfinansowana z azjatyckich łupów wojennych. Na sarkofagu umieszczony został posąg doży w płaszczu generalskim, flankowany posągami dwóch paziów. Na bazie grobowca widnieją płaskorzeźby przedstawiające trofea wojenne i dwie spośród dwunastu prac Herkulesa.
Na posadzce znajdują się trzy kamienie nagrobne dożów: Alvise I oraz innych członków rodu Mocenigo: Alvise III Sebastiana i Alvise IV Giovanniego.

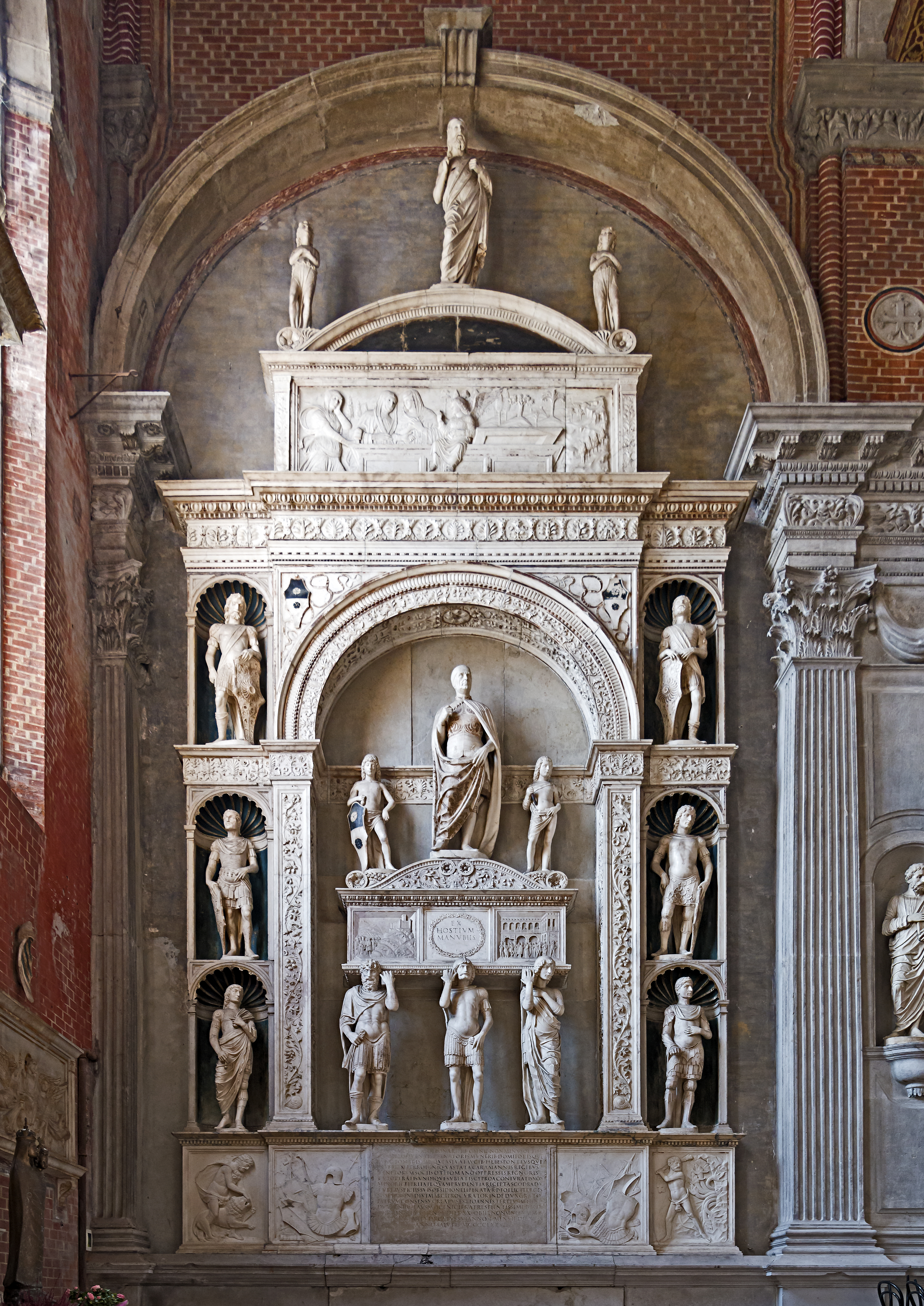
Pomnik doży Pietra Mocenigo
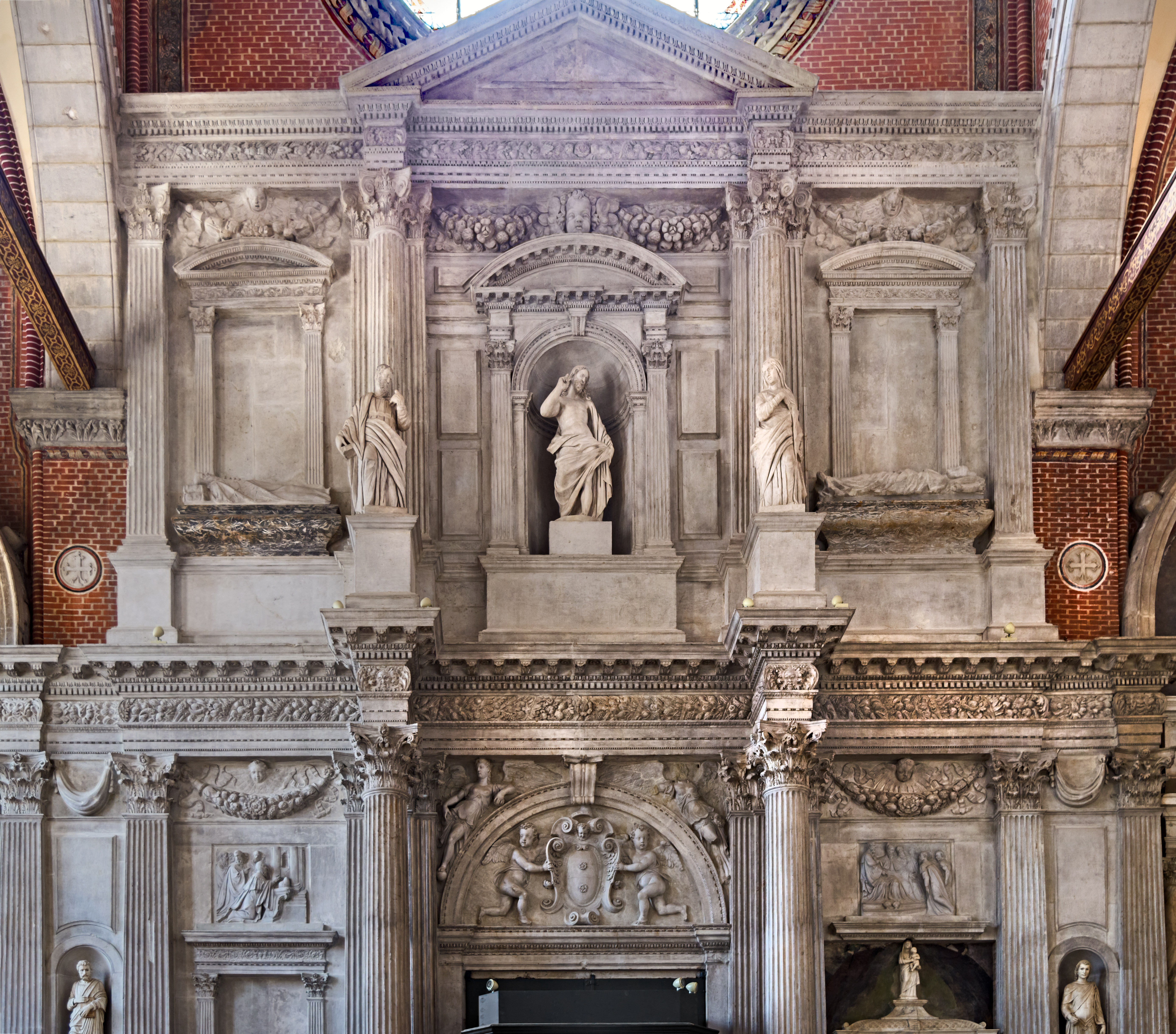
Pomnik doży Alvise Mocenigo
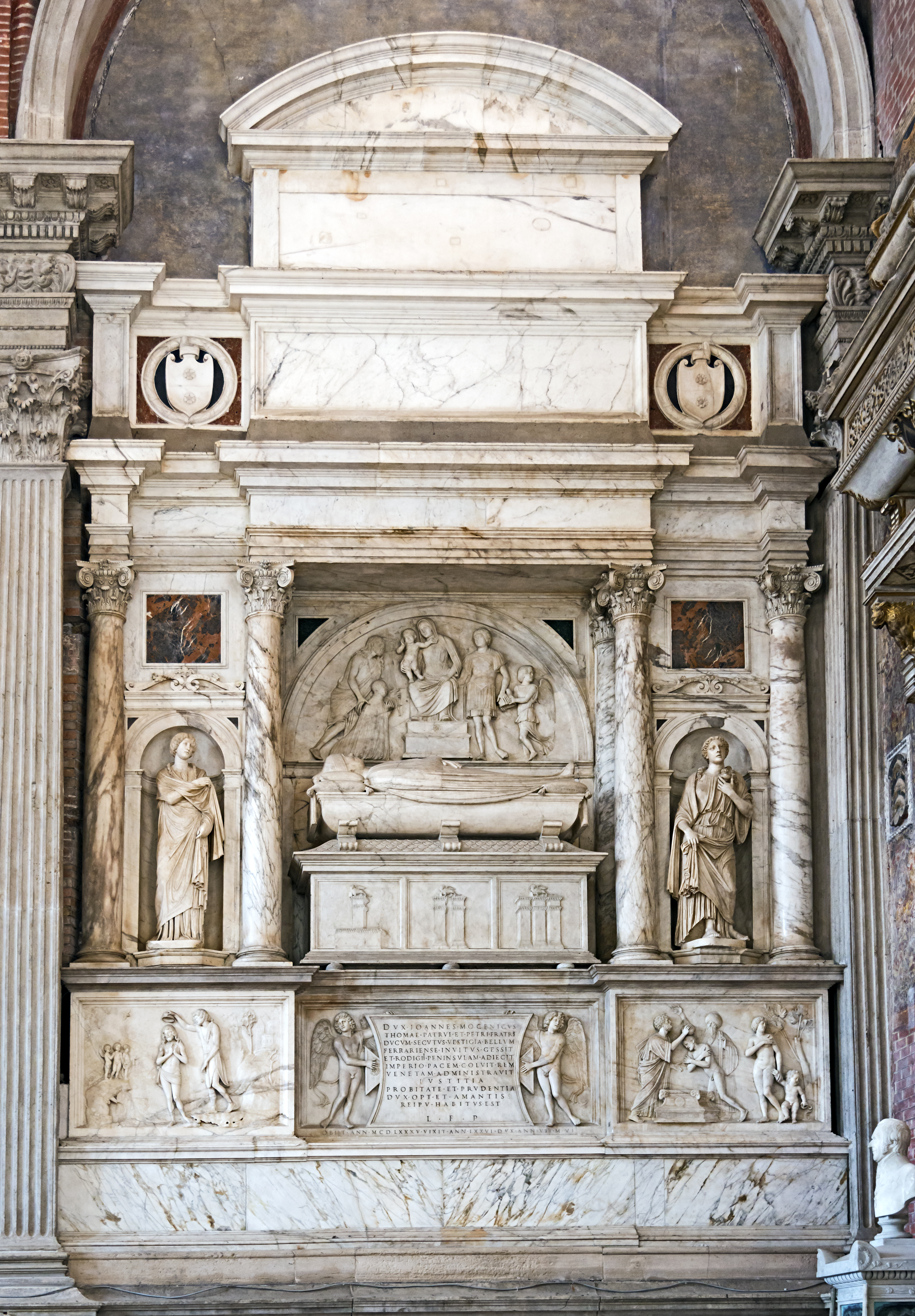
Pomnik doży Giovanniego Mocenigo
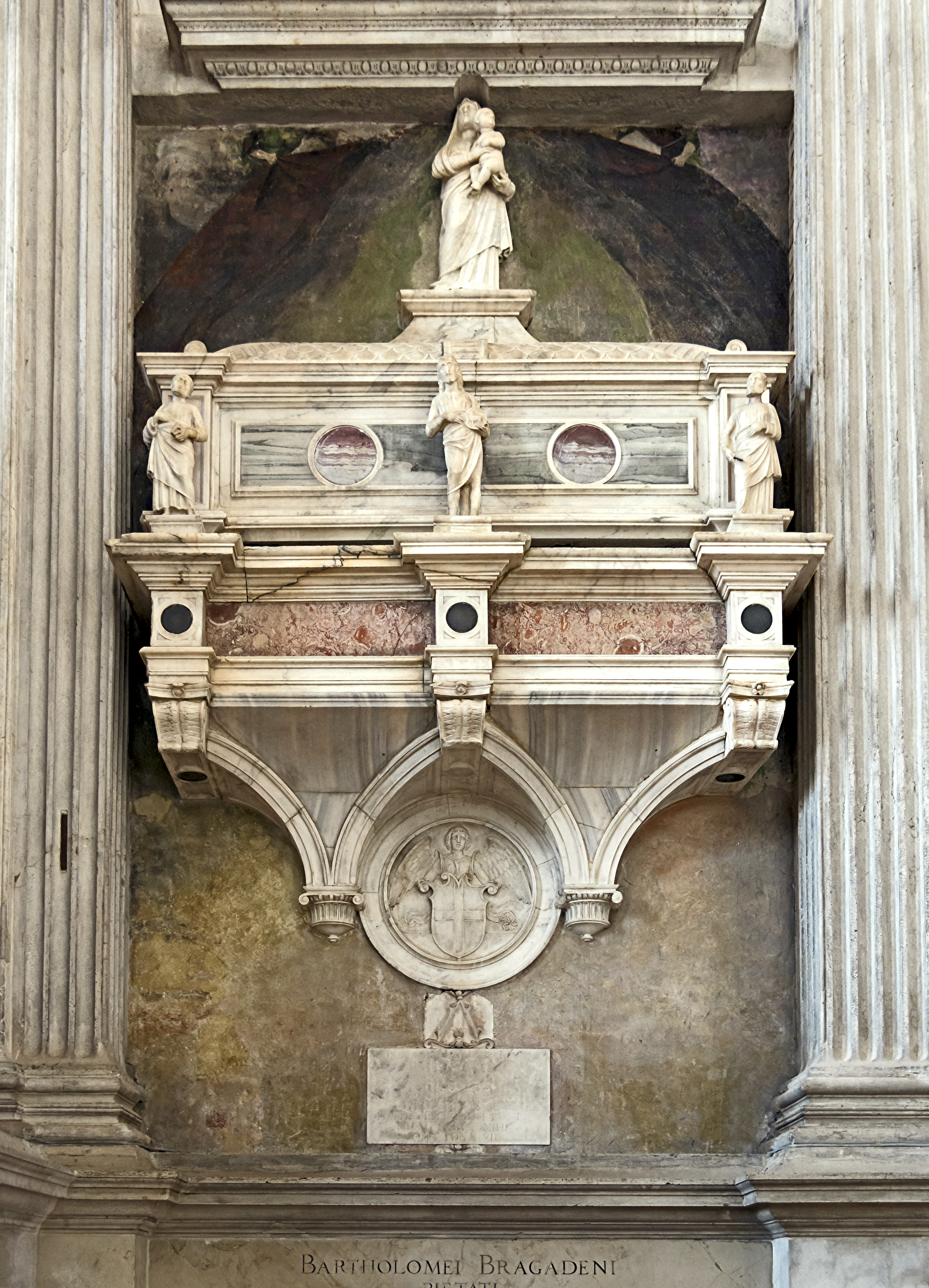
Pomnik poety Bartolomea Bragadina

#### Nawa prawa

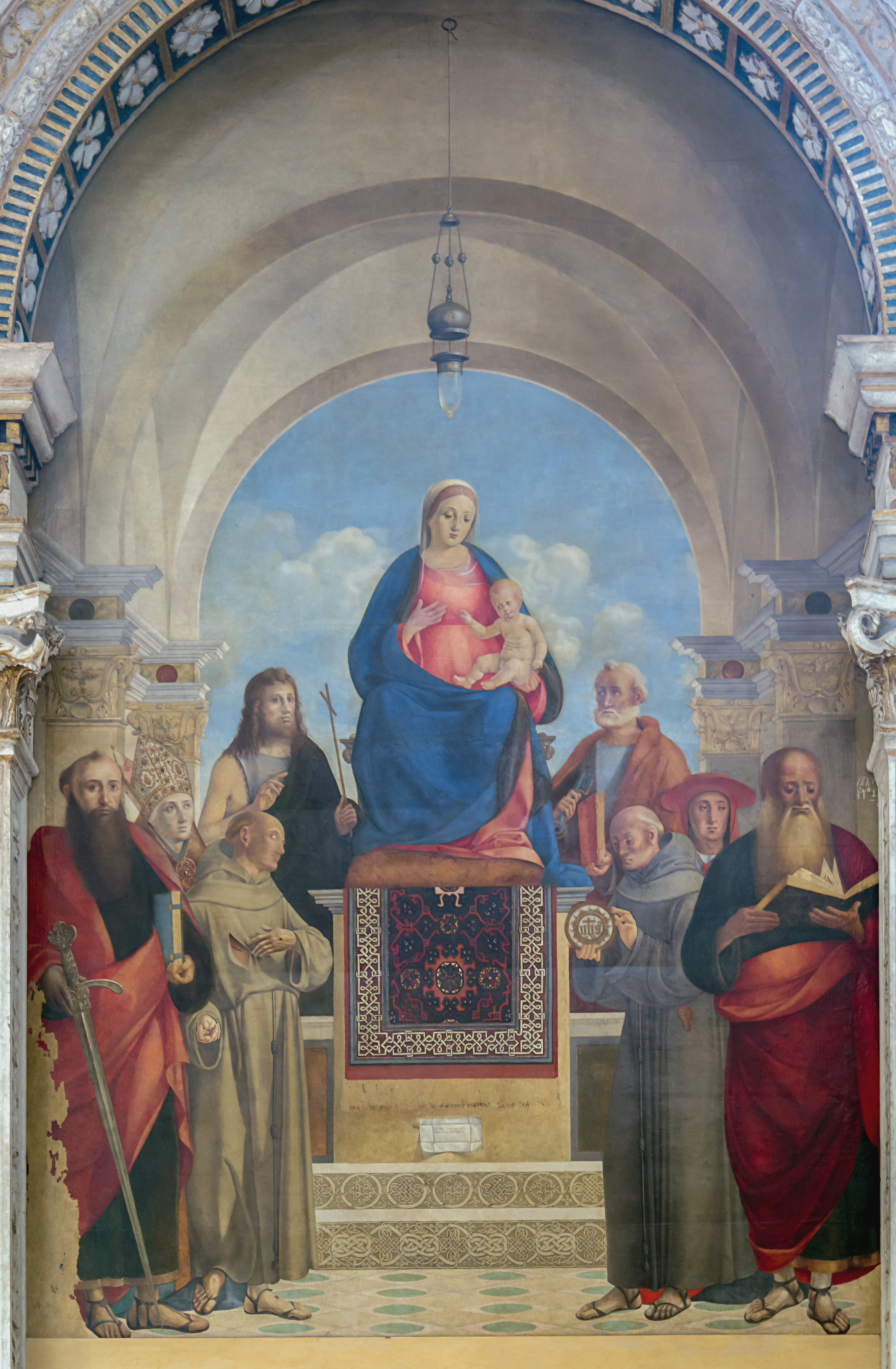
Ołtarz z obrazem Madonna z Dzieciątkiem i świętymi

Na podwyższeniu znajduje się urna z prochami doży Raniera Zena (2). Płaskorzeźba przedstawia Zbawiciela podtrzymywanego przez dwóch aniołów. Przy ścianie nawy stoi renesansowy ołtarz z obrazem Madonna z Dzieciątkiem i świętymi (3), którymi są: św. Paweł, św. Ludwik, św. Franciszek i św. Jan Chrzciciel (po lewej stronie) oraz: św. Piotr, św. Bernardyn, św. Bonawentura i św. Hieronim (po prawej). Przypuszczalnym autorem obrazu jest Francesco Bissolo lub Cristoforo Diana.

##### Pomnik Marcantonia Bragadina
Obok ołtarza Madonna z Dzieciątkiem i świętymi znajduje pomnik Marcantonia Bragadina (4), świetlanej postaci w tysiącletniej historii weneckiej wojskowości. Klasycyzujący pomnik przypisywany jest Vincenzowi Scamozziemu, relief, przedstawiający męczeństwo Bragadina – Giuseppe Alabardiemu lub Cosimowi da Castelfranco, natomiast popiersie Bragadina – uczniowi Alessandra Vittorii.
Bragadin dowodził obroną Famagusty. Po jedenastu miesiącach oblężenia, wobec braku pomocy, poddał miasto. 17 sierpnia 1571 roku został schwytany i obdarty żywcem ze skóry. Opalona skóra została, jako makabryczne trofeum, przewieziona do Konstantynopola, skąd w 1580 roku została wykradziona przez Girolamo Polidoro. Po przywiezieniu do Wenecji umieszczono ją w rodzinnym grobowcu w kościele San Gregorio. 18 maja 1596 roku została przeniesiona do obecnego kościoła i umieszczona w ołowianej szkatule w zagłębieniu w tylnej części urny. 24 listopada 1961 roku po otwarciu i zbadaniu zawartości szkatuły okazało się, że znajdują się w niej strzępy spalonej ludzkiej skóry. 24 marca 1962 roku w obecności władzom miasta skóra została z powrotem złożona w urnie.

##### Poliptyk św. Wincentego Ferreriusza

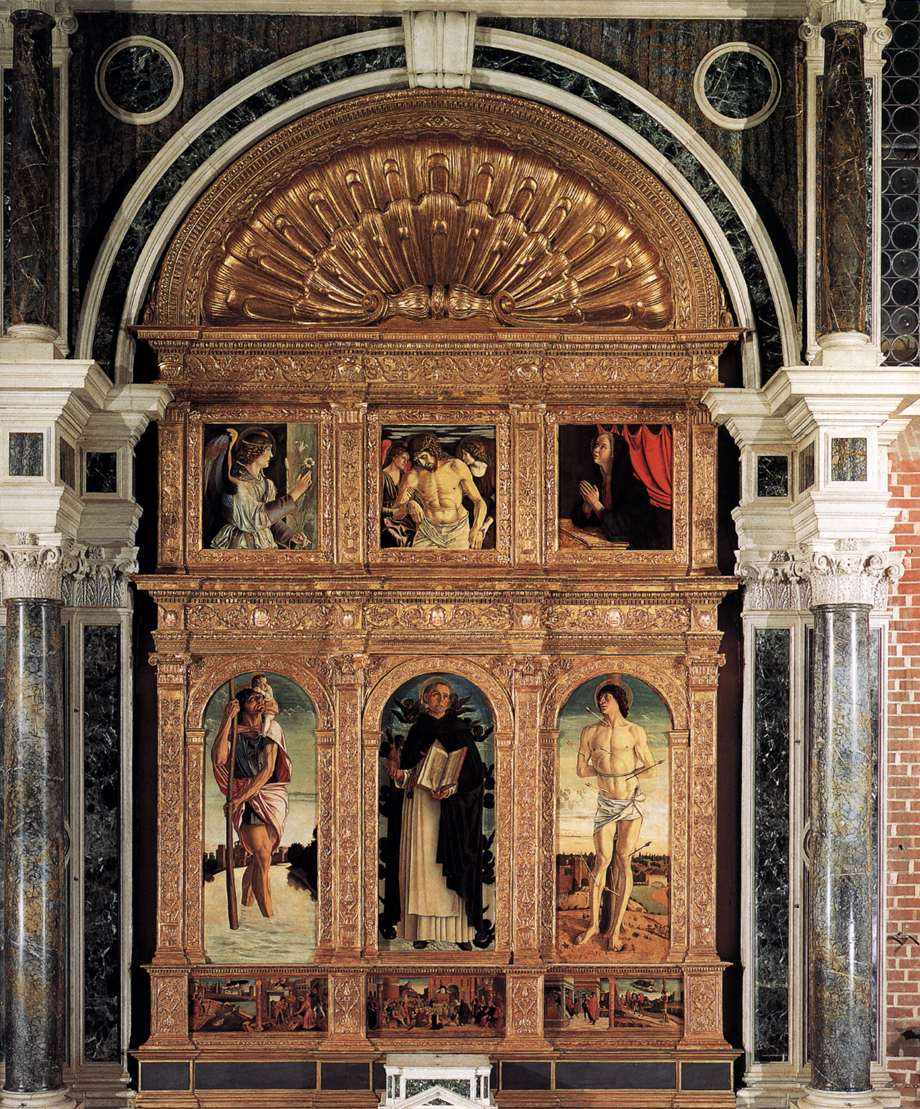
Poliptyk św. Wincentego Ferreriusza

Drugi w kolejności ołtarz w prawej nawie został dedykowany św. Wincentemu Ferreriuszowi (5). Poliptyk jest podzielony na 9 części (kiedyś istniała 10 część, Przedwieczny, umieszczona w lunecie. W 1914 roku historyk sztuki Roberto Longhi ustalił, iż autorem ołtarza jest Giovanni Bellini, który namalował go w latach 1460–1465. W 1994 roku ołtarz odrestaurowano przywracając go do dawnej świetności.
Postać świętego umieszczona została umieszczona w centrum, pomiędzy figurami świętych Krzysztofa (po lewej) i Sebastiana (po prawej). W trzech górnych sekcjach znajdują się: Archanioł Gabriel (po lewej), martwy Chrystus (w środku) i Maryja w chwili Zwiastowania (po prawej). Część dolną ołtarza stanowi predella, podzielona na trzy sekcje, w których widnieją wyobrażenia pięciu cudów św. Wincentego, kolejno od lewej: uratowanie kobiety porwanej przez wody rzeki, ochrona kobiety i dziecka uwiezionych pod gruzami zawalonego domu (przedzielone kolumienką), kazanie świętego w Toledo (pośrodku) oraz wskrzeszenie dziecka i uwolnienie kilku więźniów (po prawej; również przedzielone kolumienką). Rama poliptyku pochodzi z początku XVI wieku. Pod ołtarzem spoczywa bł. Tommaso Caffarini, spowiednik i pierwszy biograf św Katarzyny ze Sieny.

##### Kaplica bł. Jakuba Salomoni (lub Imienia Jezus)
Kaplica bł. Jakuba Salomoni (Cappella del Beato Giacomo Salomoni; 6) jest pierwszą z kaplic prawej nawy. W zwieńczeniu łuku znajduje się herb z inicjałami SNDB (Sit nomen Domini Benedictum) przypominający, że niegdyś była to kaplica szkoły Imienia Jezusa (Scuola del Nome di Gesù), zbudowanej w 1563 roku w stylu gotyckim (6). W 1639 roku nadano jej formę barokową, zachowaną do dziś.
Strop kaplicy jest pokryty sztukaterią w kolorach białym i czarnym oraz obrazami Giovanniego Battisty Lorenzettiego, przedstawiającymi Jezusa Zbawiciela oraz trzy postacie ze Starego Testamentu, noszące imię Jezus: po lewej – Jezus Filius Syrac (autor Mądrości Syracha), po prawej – pierwszy Wielki Kapłan po niewoli babilońskiej. Jezus Filius Josedech oraz, w kierunku wejścia, kondotier Jesus Nave.
Na ołtarzu znajduje się sarkofag z prochami bł. bł. Jakuba Salomoni. Obraz ołtarzowy Magdalena i św. Ludwik z Tuluzy pod krzyżem namalował Pietro Liberi. Na ścianach bocznych znajdują się malowidła Obrzezanie Jezusa i Chrzest Jezusa pędzla Pietra de Mery.

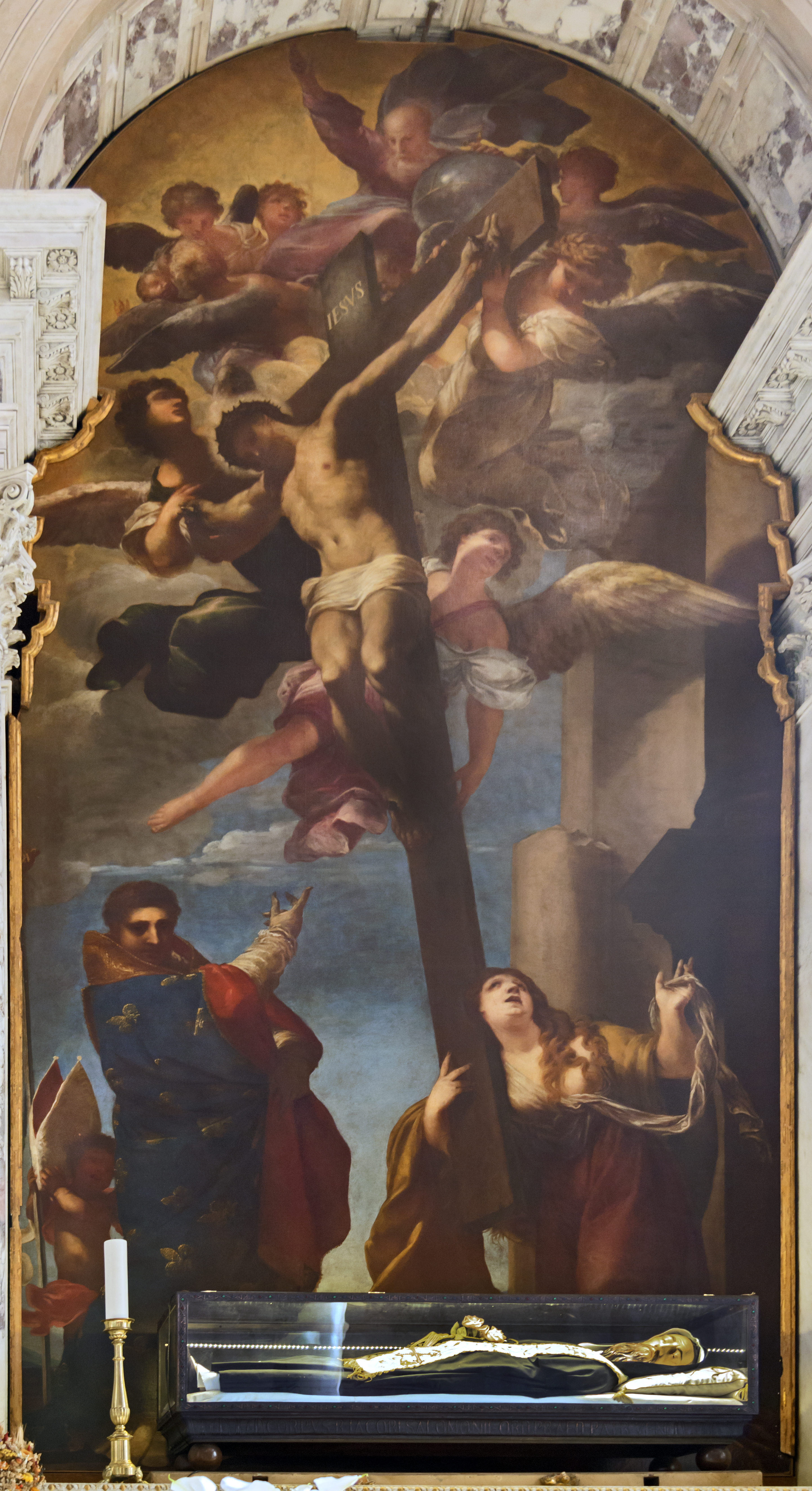
Magdalena i św. Ludwik z Tuluzy pod krzyżem, poniżej sarkofag z prochami bł. Jakuba Salomoni
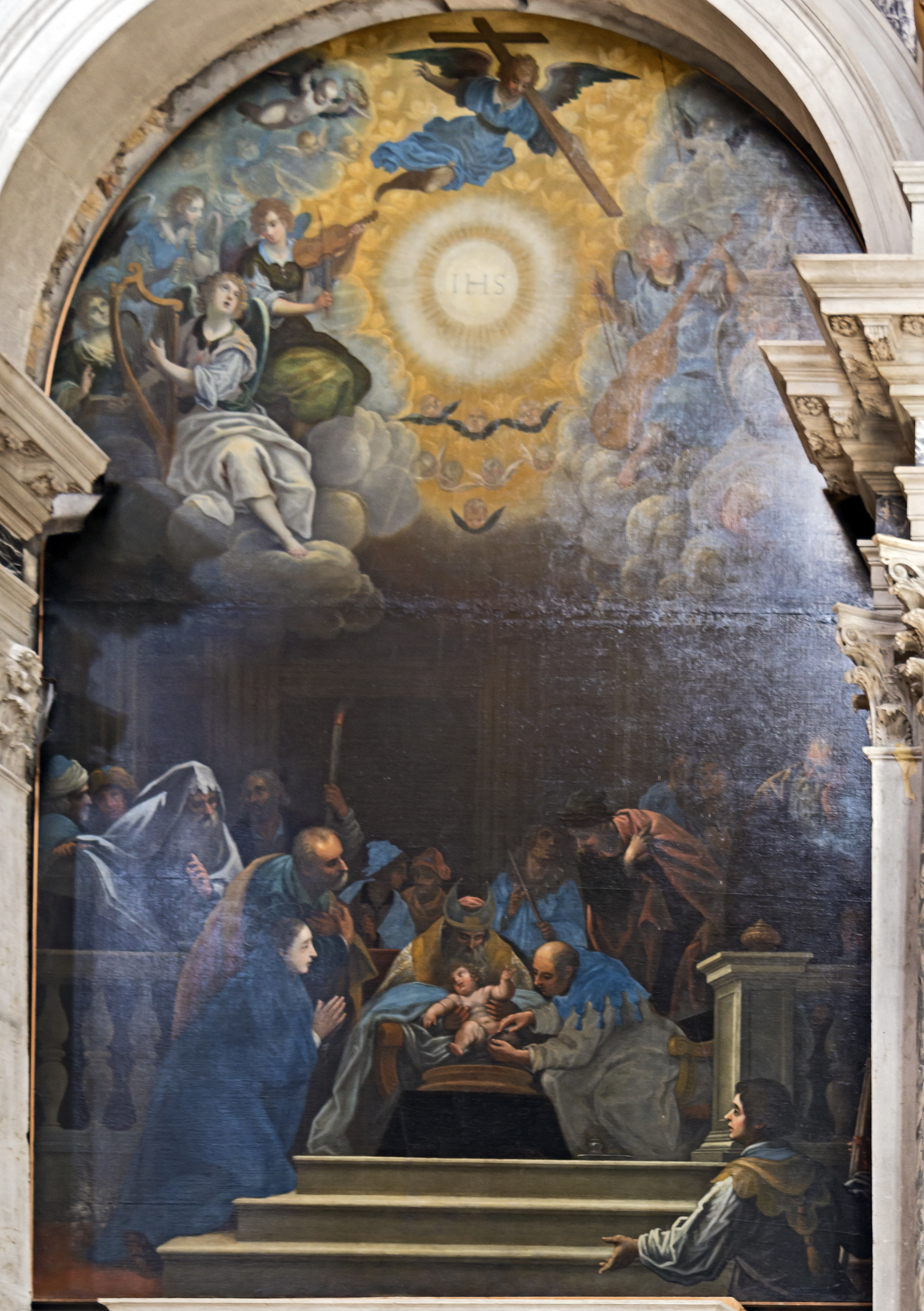
Obrzezanie Jezusa
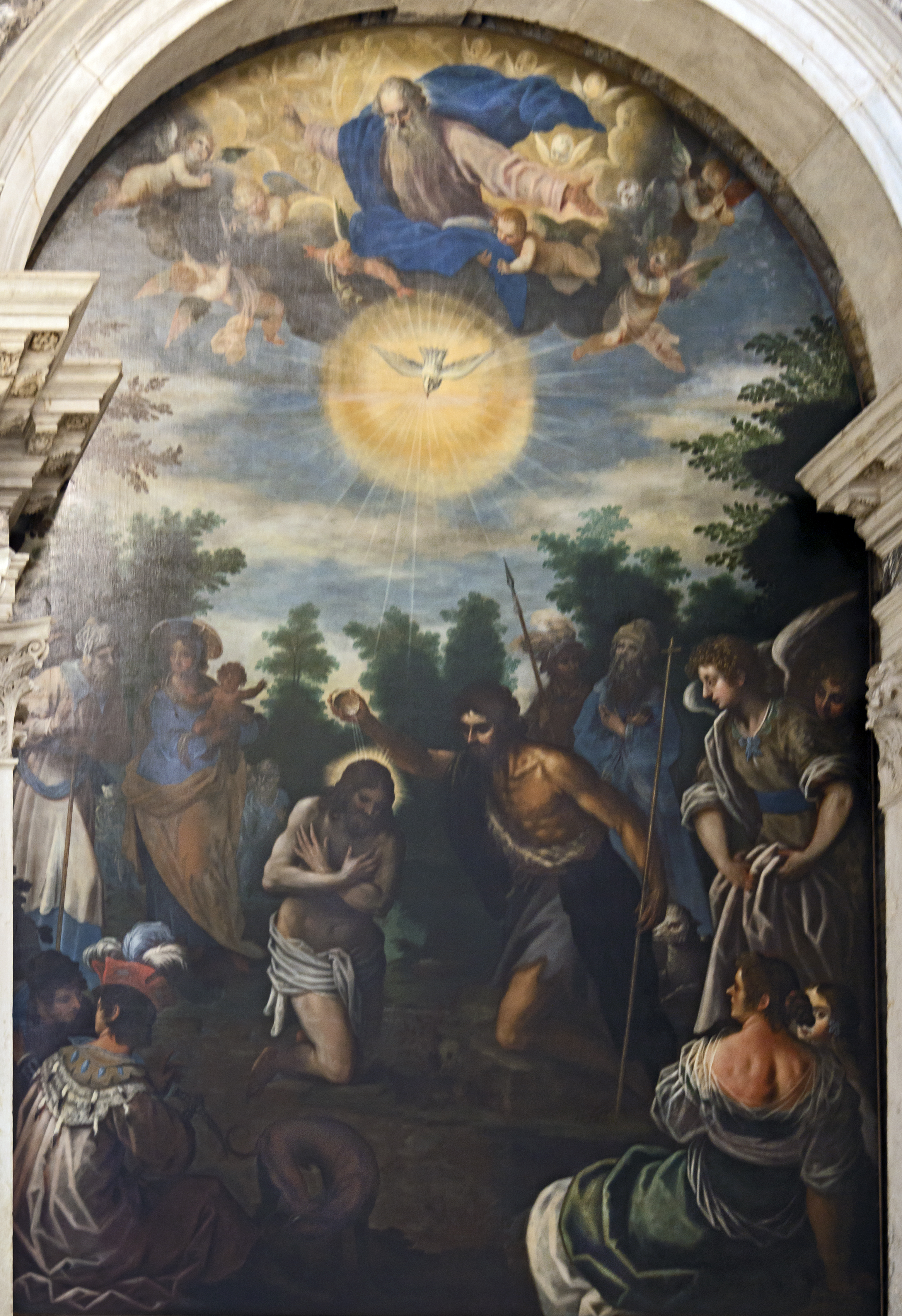
Chrzest Jezusa

##### Mauzoleum rodu Valier

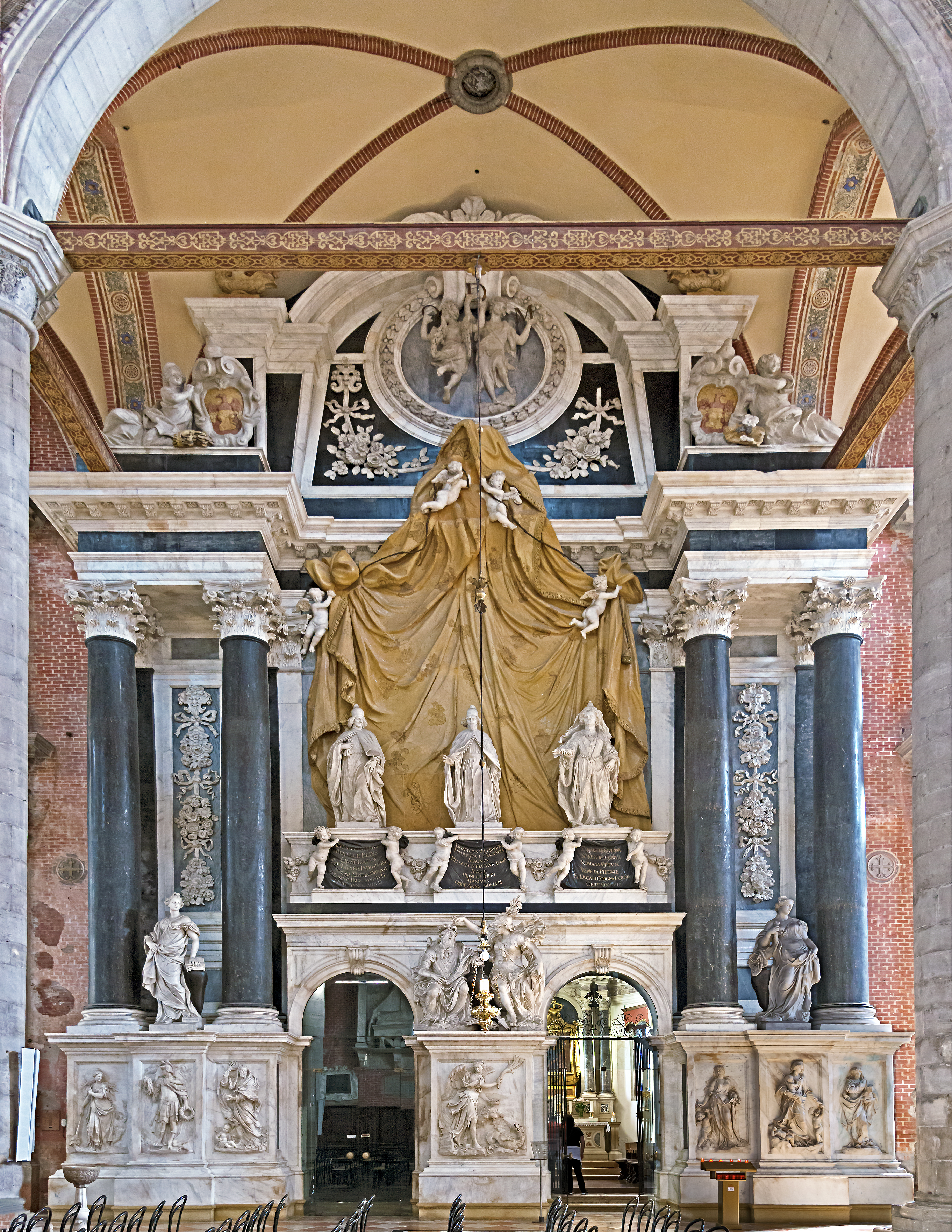
Mauzoleum rodu Valier

Barokowe mauzoleum rodziny dożów Valier (7) jest dziełem Andrei Tirali, natomiast rzeźby i płaskorzeźby wyszły spod dłuta najlepszych weneckich mistrzów epoki. Pod ogromną żółtą draperią z marmuru, wspartą na czterech aniołach siedzą na tronach, ulokowani pomiędzy czterema podwójnymi kolumnami: w centrum – doża Bertuccio Valier (dłuta Pietra Baratty), po lewej – jego syn, Silvestro (Antonia Tersii, a po prawej – żona Silvestra, dogaressa Elisabetta Querini (Giovanniego Bonazzy).
Pomiędzy kolumnami stoją posągi: po lewej – Mądrość (Pietra Baratty), a po prawej – Obfitość (Antonia Tersii). Wysoki cokół zdobią płaskorzeźby, od lewej: Czas (Giovanniego Bonazzy), Wartość (nieznanego artysty), Pokój (Antonia Tersii), po prawej: Wytrwałość (nieznanego artysty) oraz Miłość i Łagodność (Pietra Baratty), pośrodku: Cnota wieńcząca zasługę (Giovanniego Bonazzy), a poniżej – Alegoria zwycięskiej bitwy pod Dardanelami, stoczonej 26 czerwca 1656 roku (Groppellego Marino).
Pod jednym z dwóch łuków mauzoleum Valier przejście prowadzi do kaplicy Matki Boskiej Królowej Pokoju (lub Najświętszego Sakramentu).

##### Kaplica Matki Boskiej Królowej Pokoju
Kaplica Matki Boskiej Królowej Pokoju (Cappella della Madonna della Pace, 8) nosiła niegdyś nazwę Najświętszego Sakramentu, od nazwy szkoły, która została zniesiona w 1806 roku. Nad ołtarzem kaplicy wisi bizantyńska ikona przywieziona ze Wschodu w 1349 roku i podarowana dominikanom w 1503 roku. Na sklepieniu kaplicy znajduje się obraz przedstawiający św. Marka (w centrum) oraz cztery obrazy świętych, namalowane przez Palmę Młodszego. nad drzwiami widnieje malowidło Św. Anna i Najświętsza Maryja Panna, a na ścianach: Św. Jacek idący po wodach Dniepru, pędzla Leandra Bassana z 1610 roku oraz Ubiczowanie (Antonia Vassilacchiego).

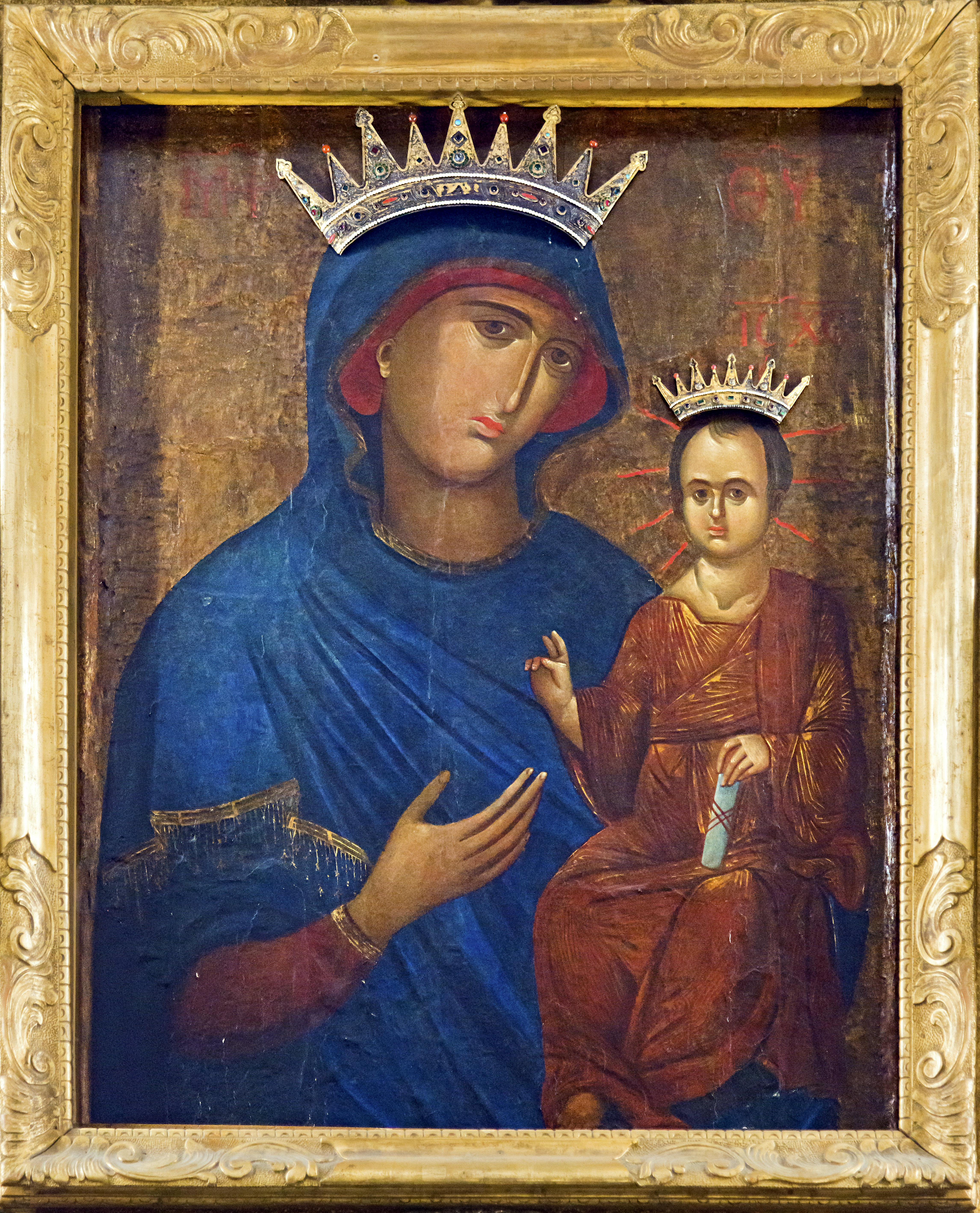
Ikona Matki Boskiej Królowej Pokoju
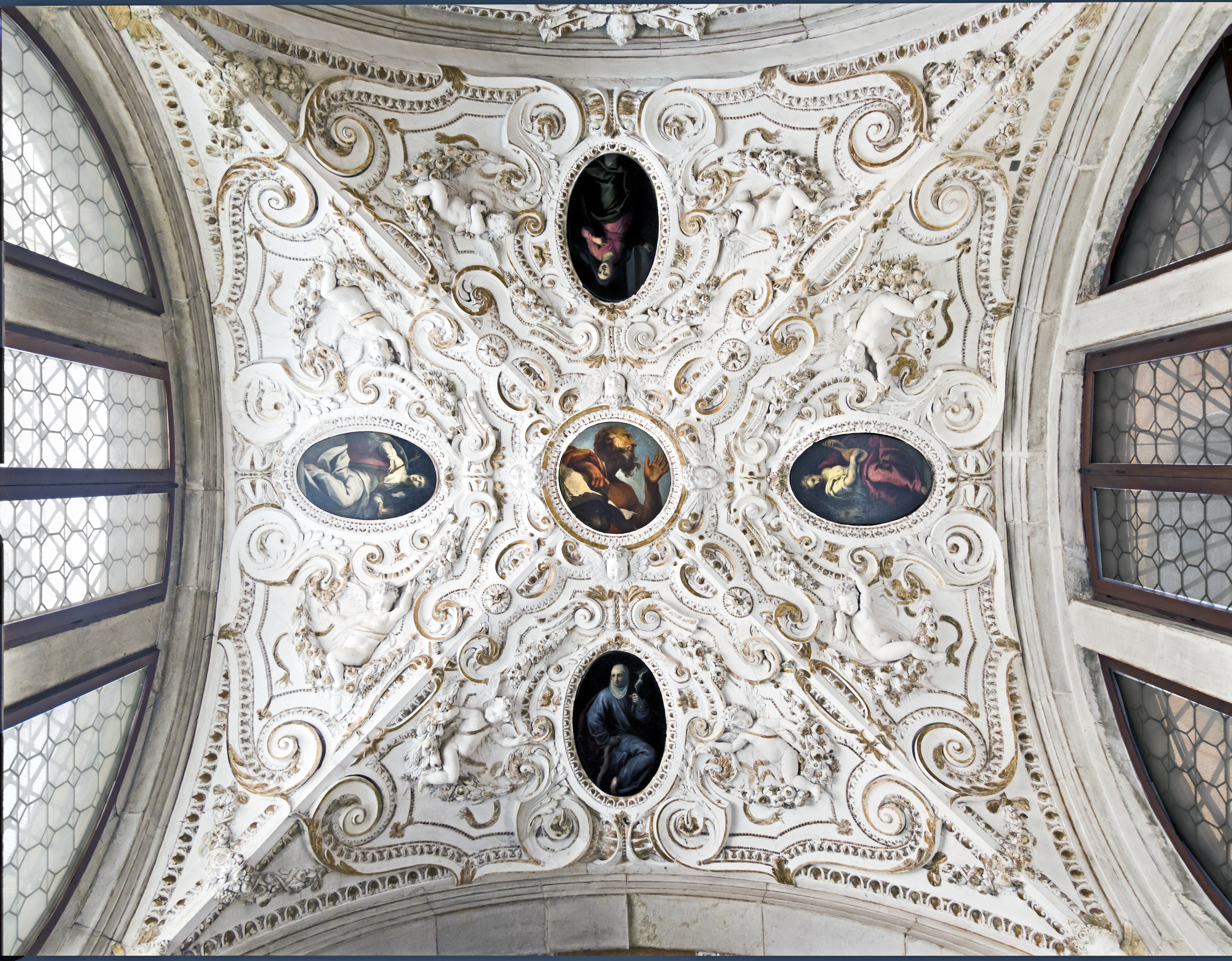
Sklepienie kaplicy z obrazami Palmy Młodszego
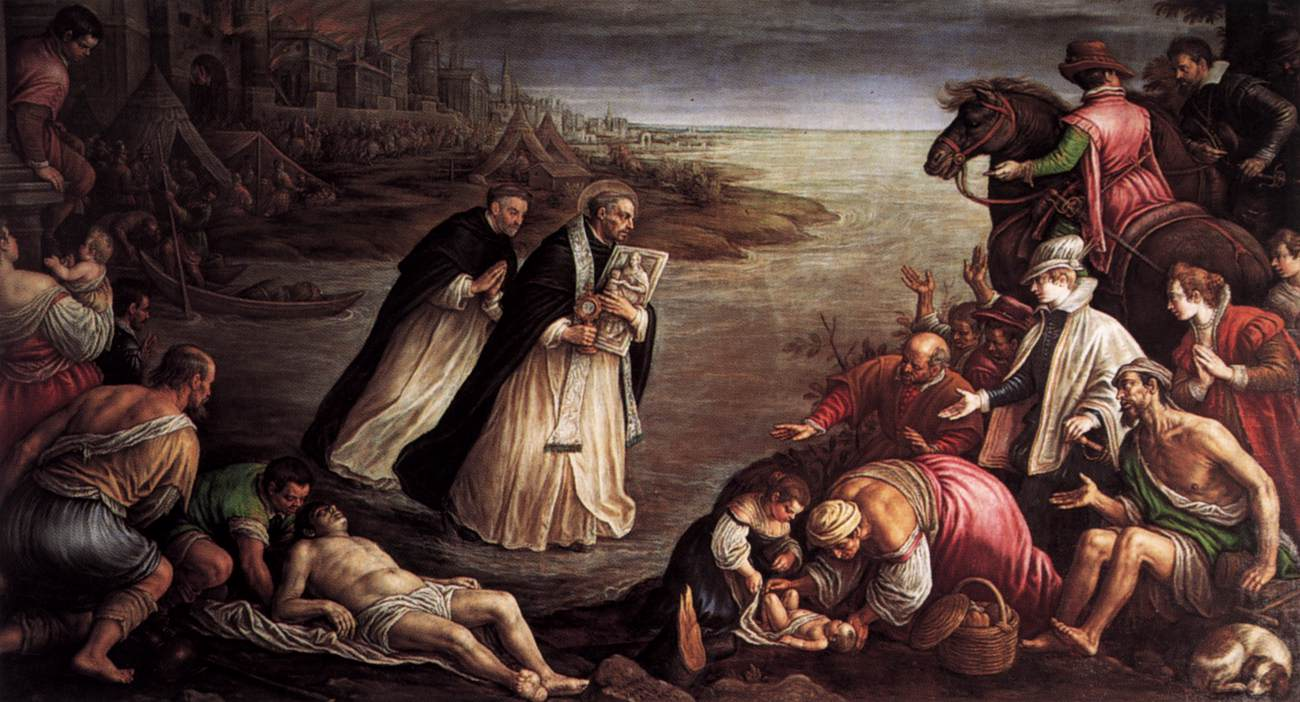
Leandro Bassano, Św. Jacek idący po wodach Dniepru

##### Kaplica św. Dominika
Kaplicę św. Dominika (Cappella di San Domenico, 9) zrealizował w 1690 roku Andrea Tirali. Bogato rzeźbiony strop z ośmioma aniołami niemal naturalnej wielkości, jest dziełem Francesca Bernardoniego. Pośrodku znajduje się Chwała św. Dominika, dzieło Giovanniego Battisty Piazzetty, ukończone w 1727 roku. Postać zakonnika spoglądającego w dół jest portretem artysty. Malowidło zostało gruntownie odrestaurowane w latach 1968–1969. Ten sam artysta namalował również 4 okrągłe obrazy, umieszczone w narożnikach, przedstawiające cnoty kardynalne. Na ścianach znajduje się 6 płaskorzeźb przedstawiających epizody z życia św. Dominika. Autorem 5 z nich, odlanych brązu, jest Giuseppe Mazza; szóstą wyrzeźbił w drewnie Giobatta della Meduna.
Przed przejściem do transeptu znajduje się niewielki, XV-wieczny ołtarz św. Katarzyny ze Sieny (10), będący pozostałością po wyburzonym chórze. W kwietniu 1961 roku ołtarz został udekorowany relikwią, stopą św. Katarzyny, patronki Włoch i Europy.

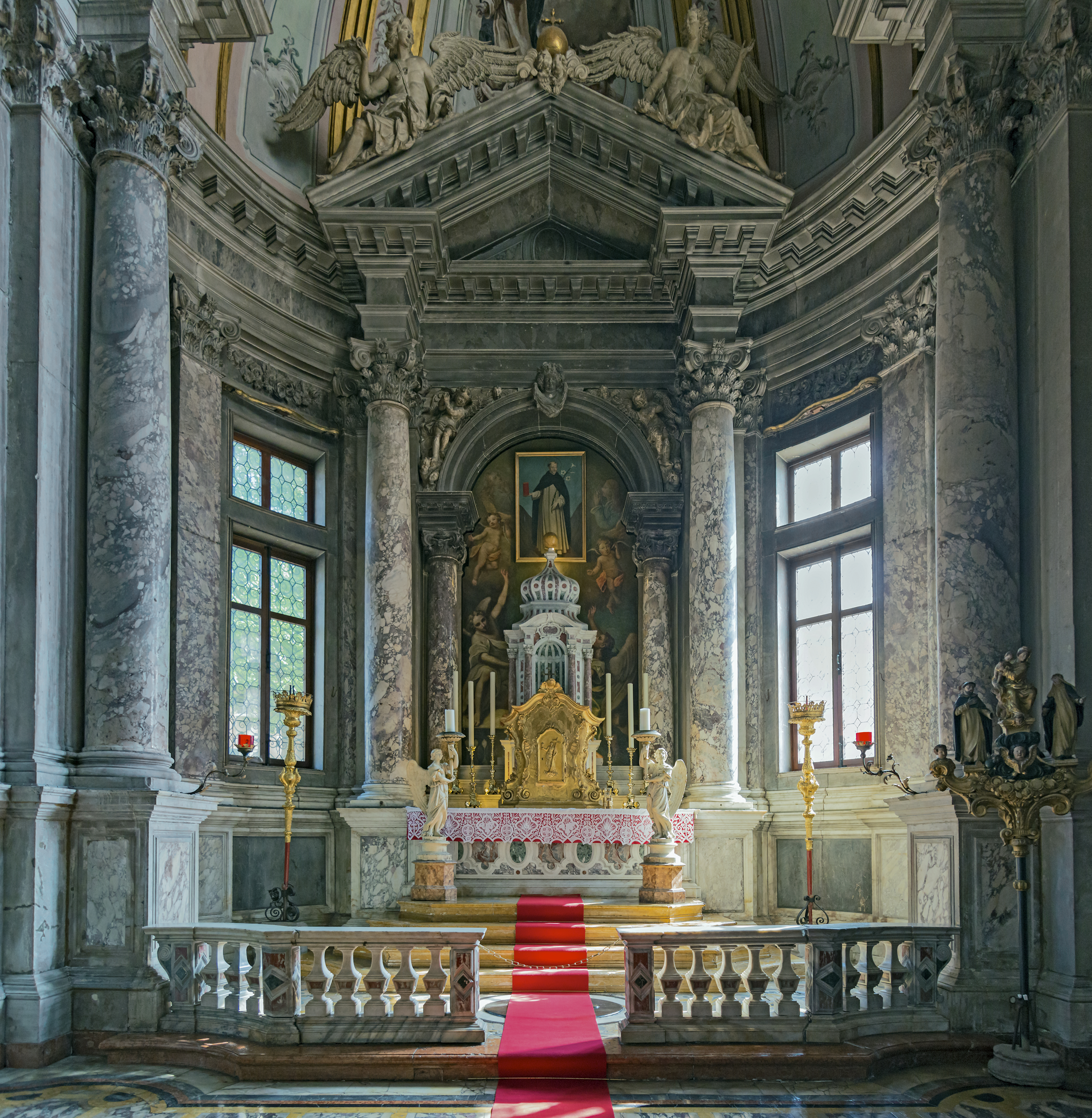
Wnętrze kaplicy św. Dominika
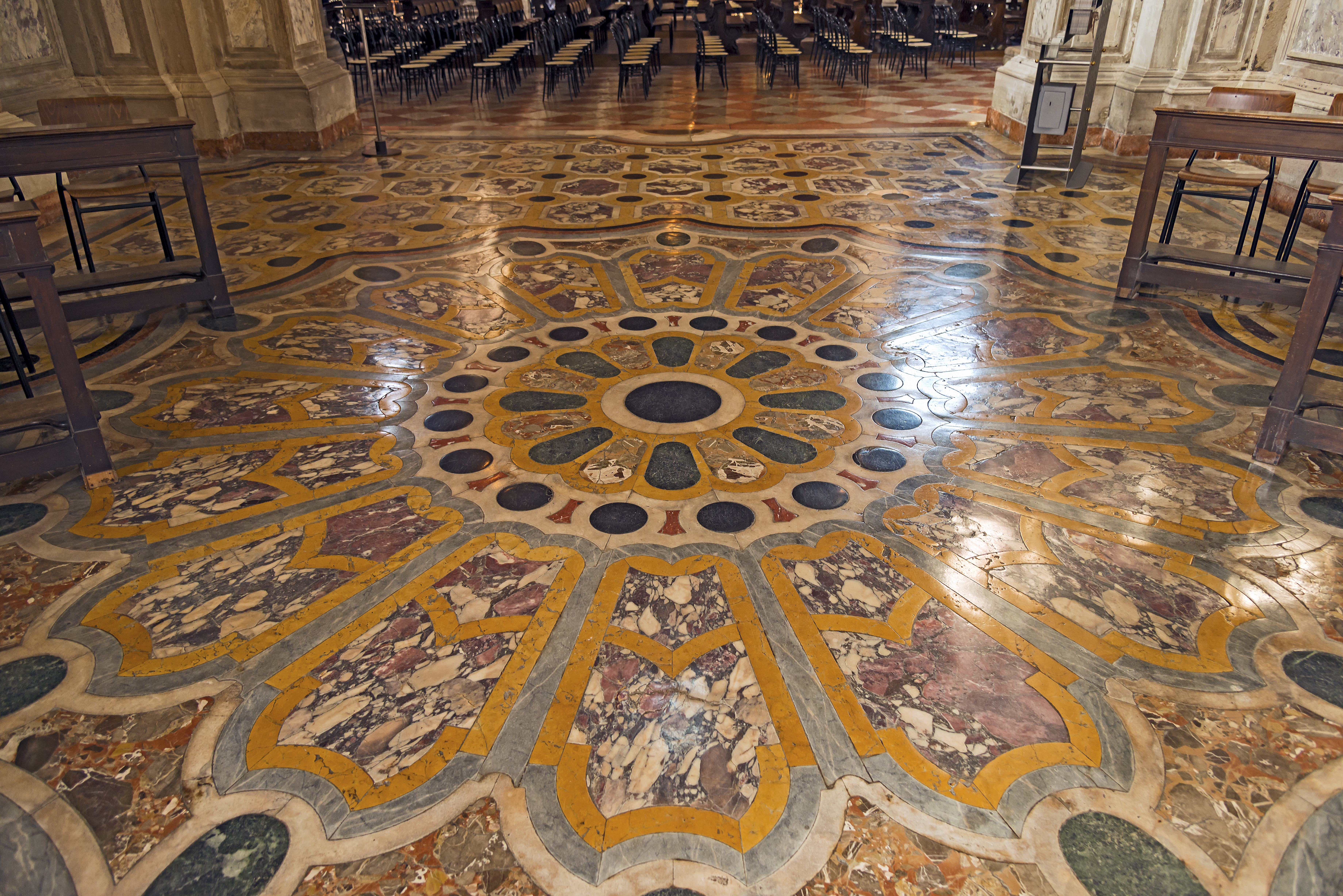
Marmurowa posadzka
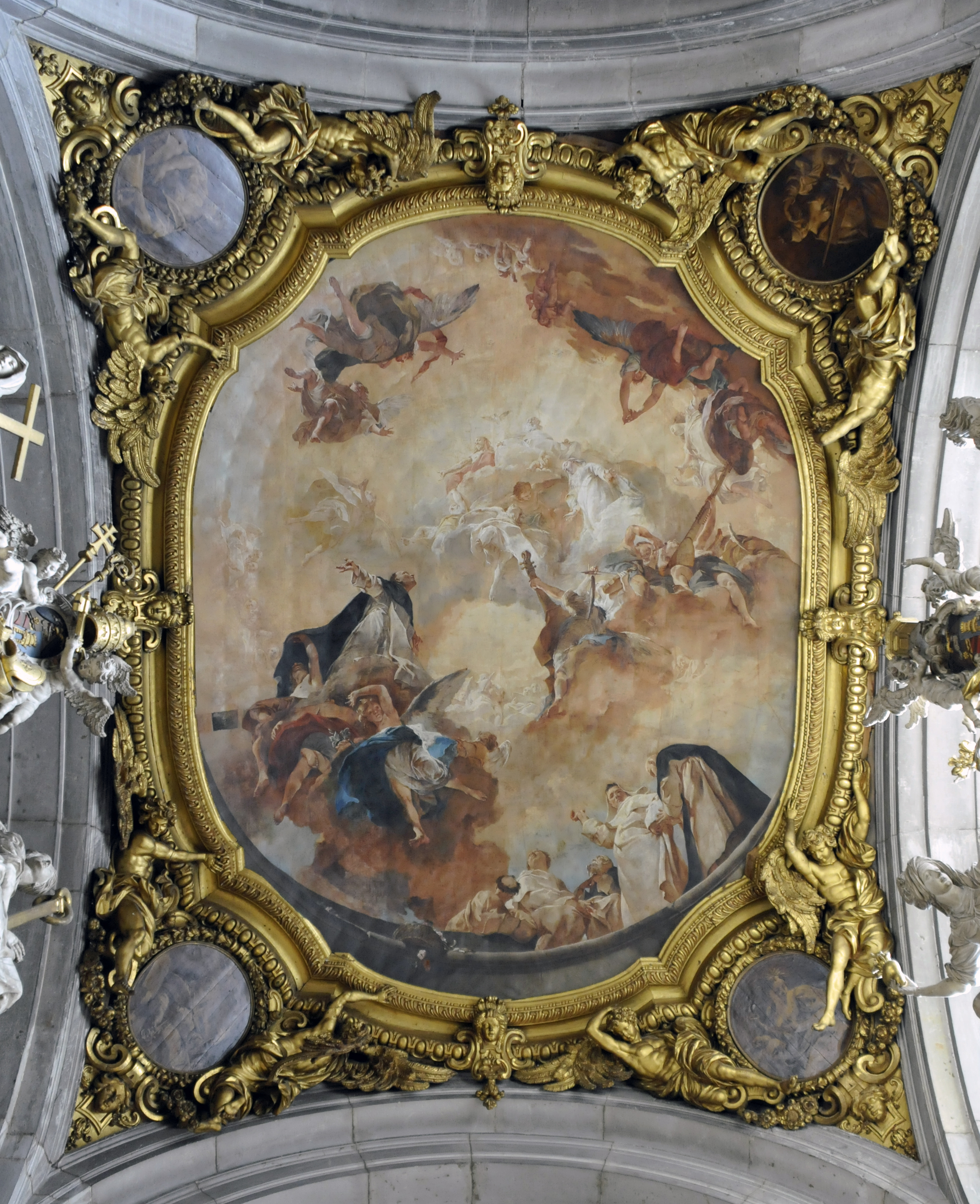
Obraz Chwała św. Dominika
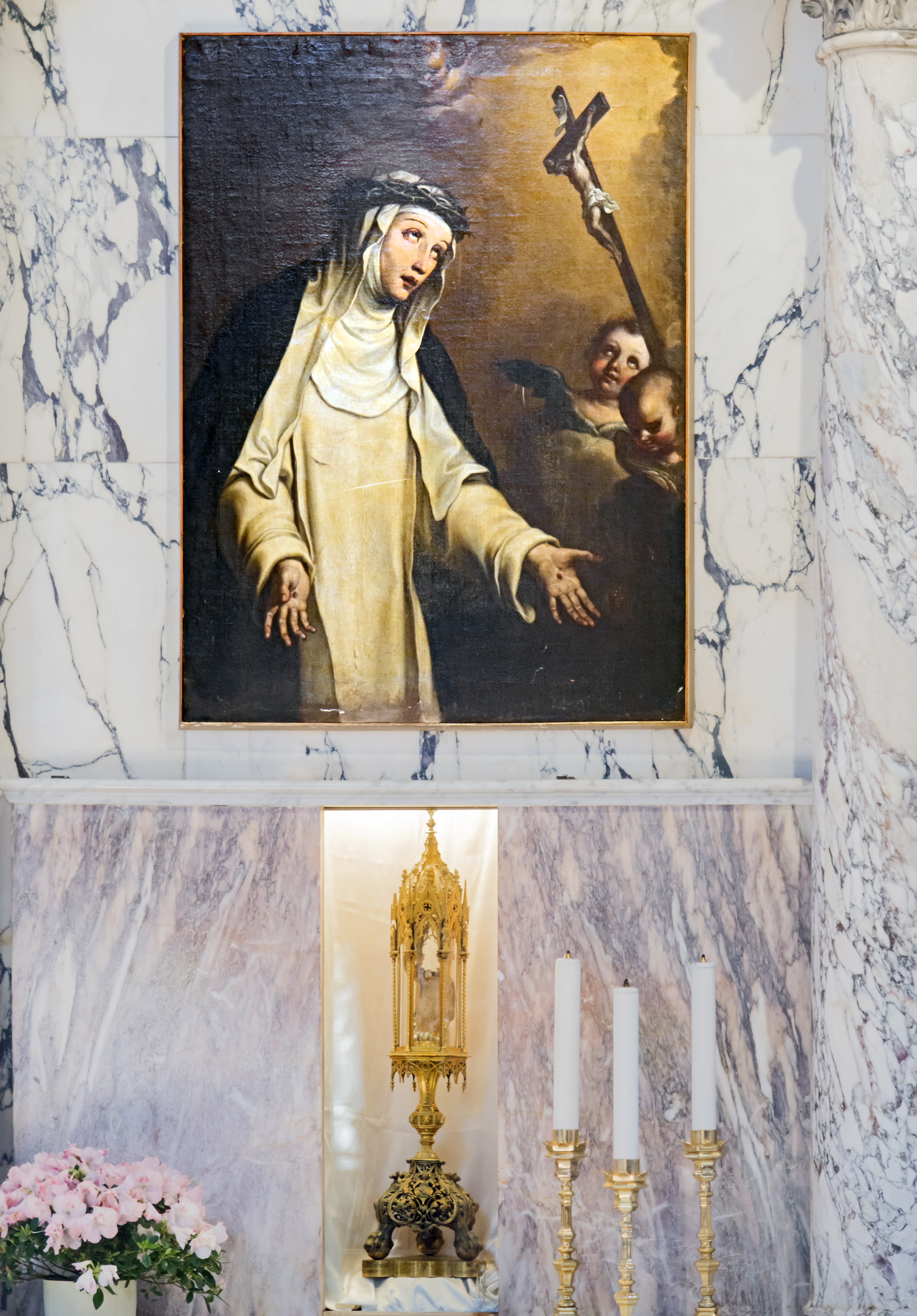
Ołtarz św. Katarzyny ze Sieny

#### Prawe ramię transeptu
Na prawej ścianie prawego ramienia transeptu (11) znajduje się obraz Koronacja Najświętszej Maryi Panny pędzla Cimy da Conegliano. Powyżej umieszczono pomnik Niccolò Orsiniego, hrabiego Pitigliano, wodza Republiki Weneckiej w wojnie z Ligą Kambryjską. Autor konnego pomnika z pozłacanego drewna jest nieznany, natomiast autorem dwóch Cnót jest Tullio Lombardo.
W tylnej ścianie znajduje się wielkie gotyckie okno, z pięknym, barwnym witrażem pochodzącym przypuszczalnie z warsztatów na Murano, wykonany prawie na pewno przez Gian Antonio Licino da Lodi, według szablonów przypisywanych Bartolomeo Vivariniemu (postać św. Pawła i część szczytowa), Cimie da Conegliano (postacie Madonny, św. Jana Chrzciciela i św. Piotra) oraz Girolamowi Mocetto (część dolna).
W sześciu sekcjach, zdominowanych przez Boga Ojca błogosławiącego umieszczono poczynając od góry:
- Dawida i Izajasza, a po obu ich stronach scenę Zwiastowania,
- św. Pawła, Madonnę z Dzieciątkiem, św Jana Chrzciciela i św. Piotra,
- symbole czterech ewangelistów: orła – św. Jana, lwa – św. Marka, wołu – sw. Łukasza i anioła – sw. Mateusza),
- czterech Ojców Kościoła: św. Ambrożego, św. Grzegorza Wielkiego, św. Hieronima i św. Augustyna,
- świętych dominikańskich: Wincentego Ferreriusza, św. Dominika, św. Piotra Męczennika i św. Tomasza z Akwinu,
- czterech świętych wojowników: św. Teodora, św.św. Jana i Pawła oraz św. Jerzego.

Pod oknem znajduje się pomnik kondotiera Dionigiego Naldiego da Brisighella dłuta Lorenza Bregna. Po obu jego stronach stoją dwa ołtarze renesansowe, z prawej Jałmużna św. Antoniego, z obrazem namalowanym przez Lorenza Lotta i z lewej Chrystus pomiędzy Świętymi Piotrem i Andrzejem, pędzla Rocca Marconiego.

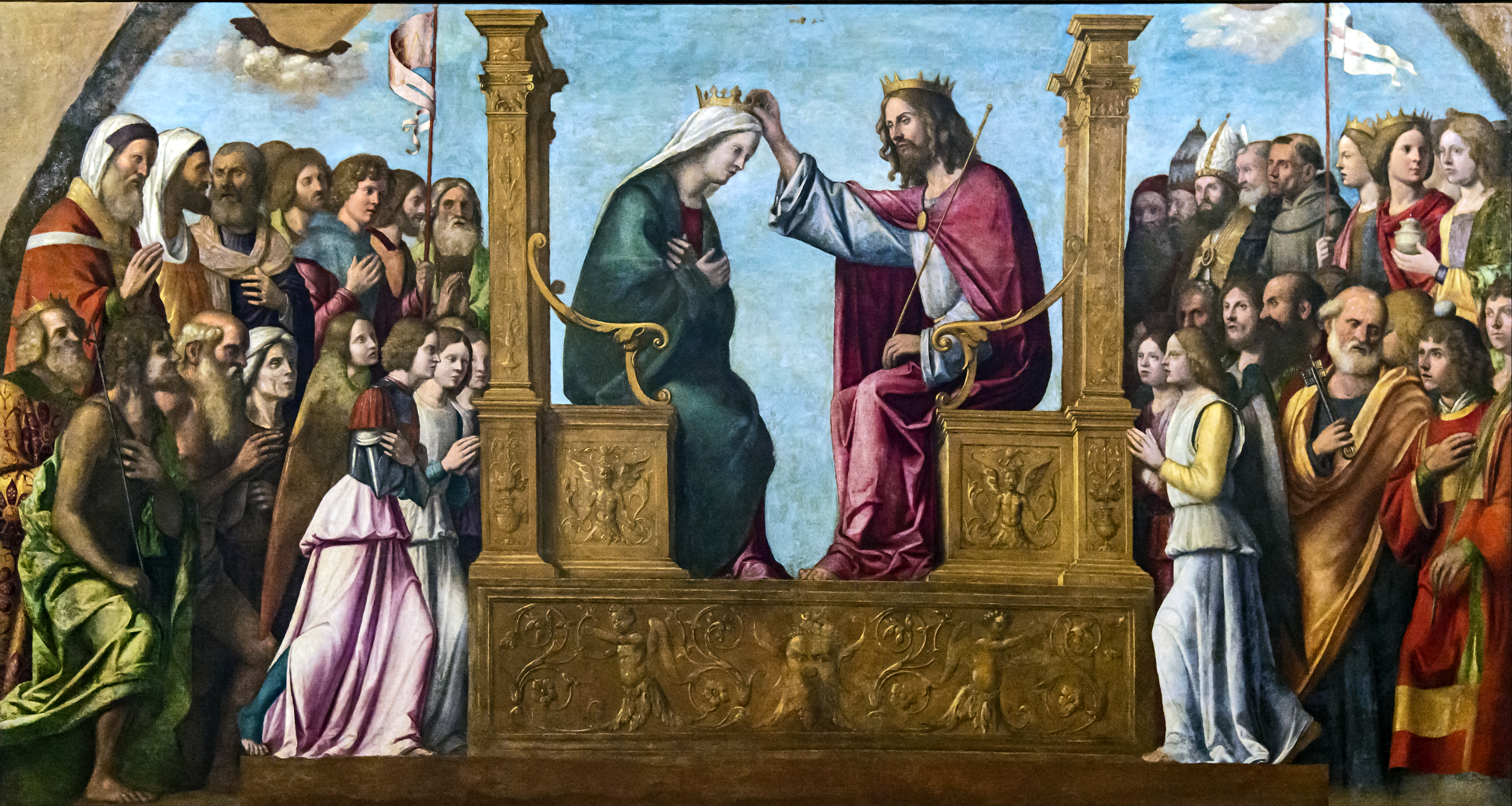
Cima da Conegliano, Koronacja Najświętszej Maryi Panny
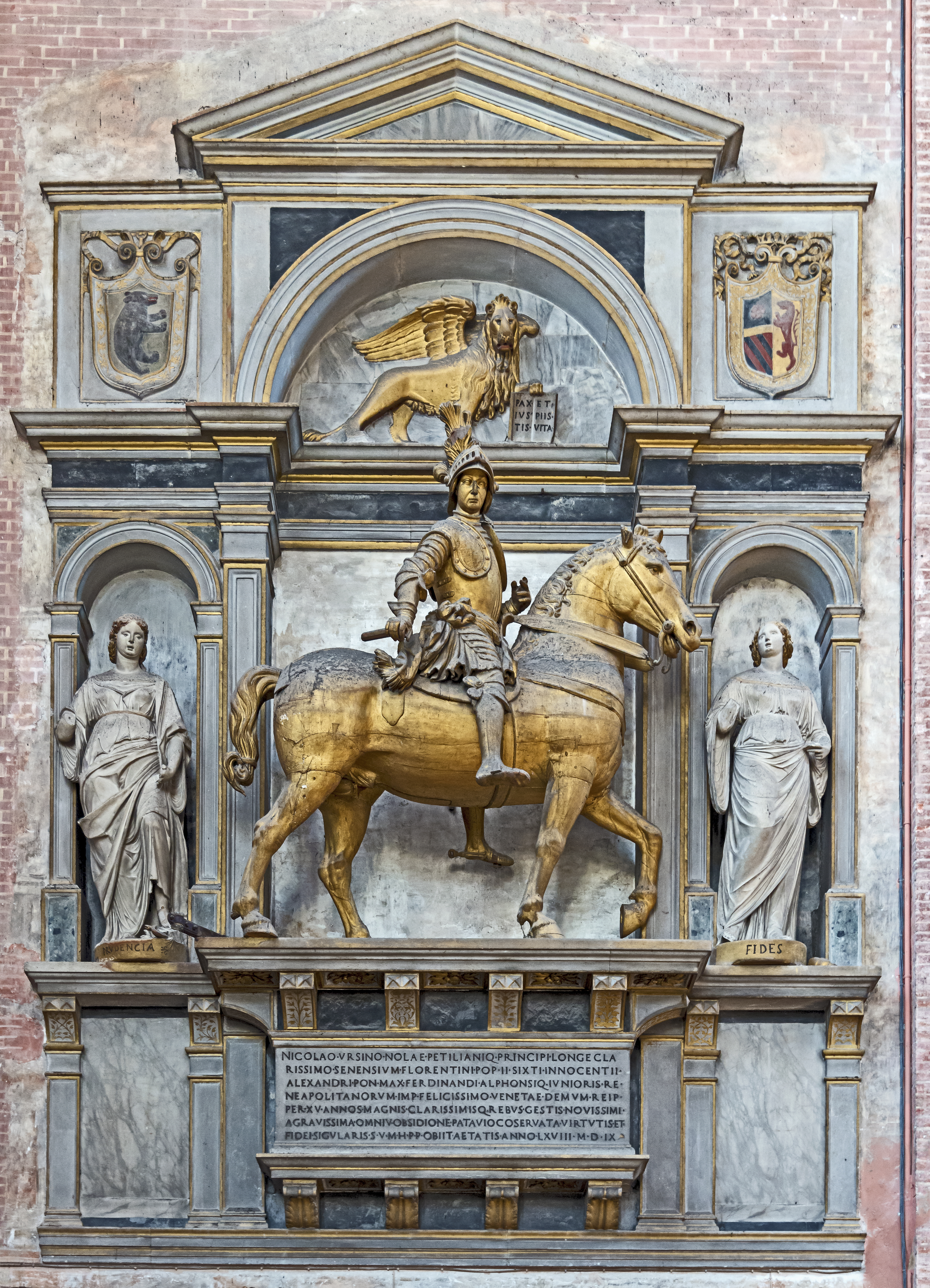
Pomnik nagrobny Nicolò Orsiniego
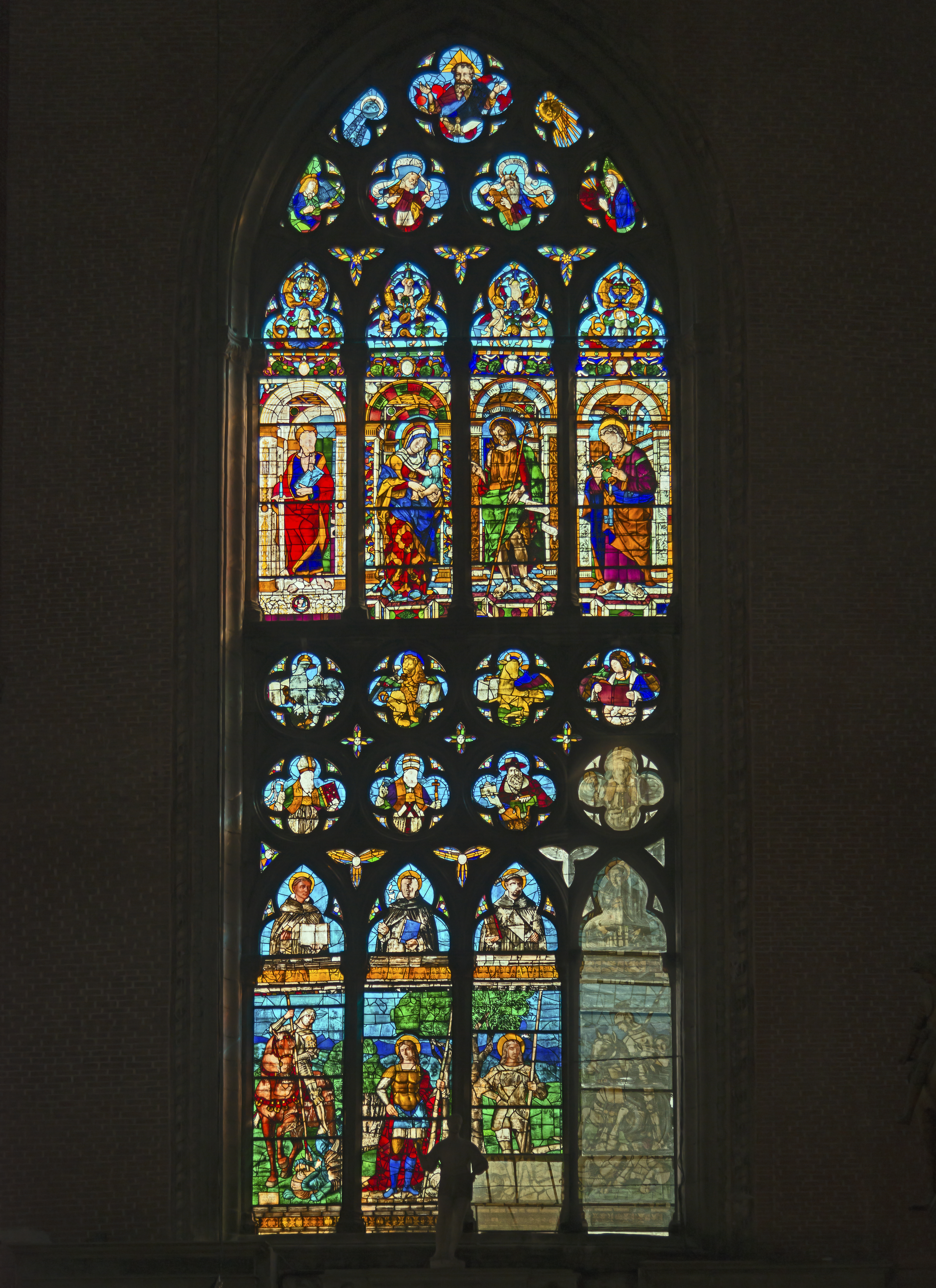
Okno gotyckie
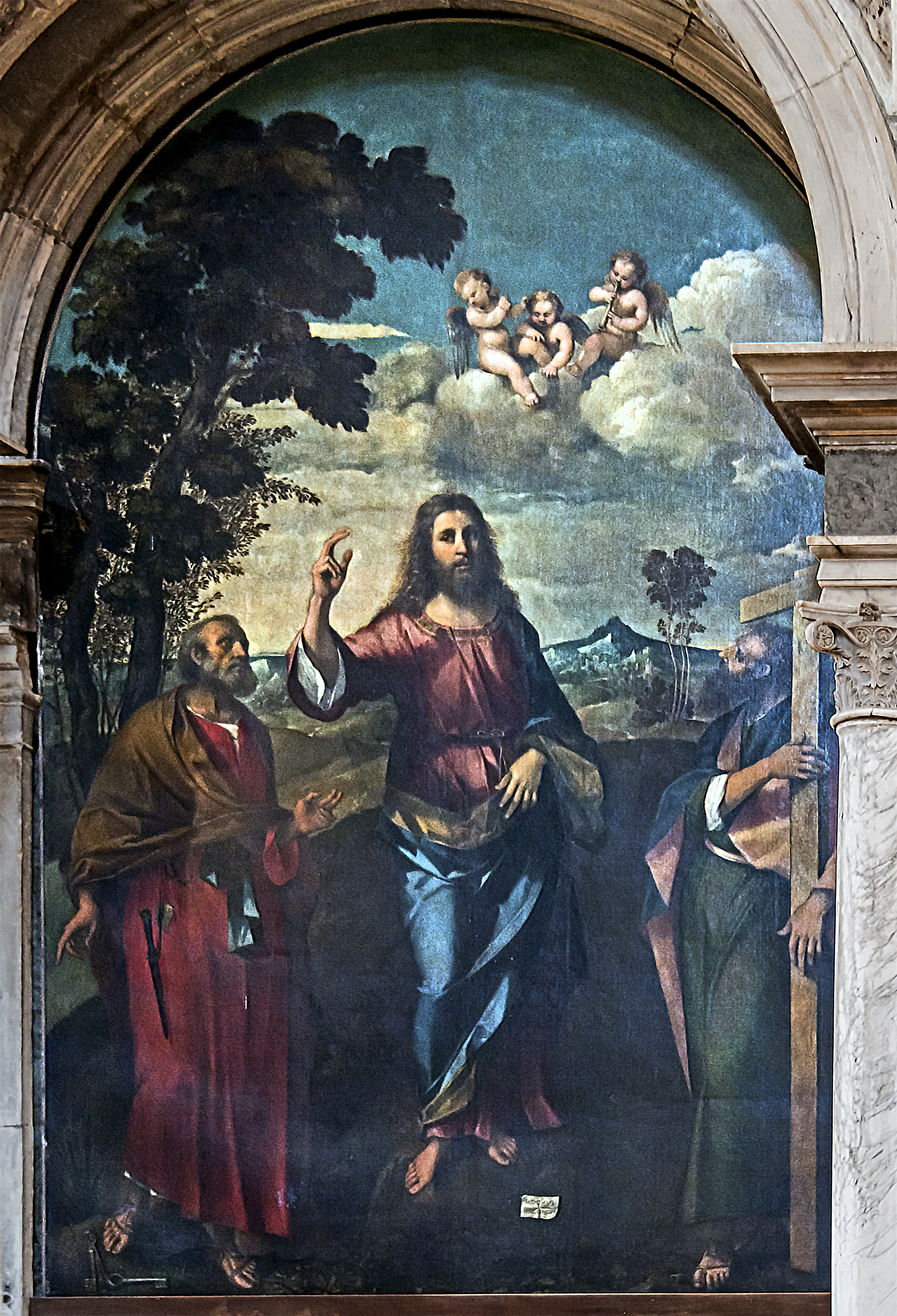
Rocco Marconi, Chrystus pomiędzy Świętymi Piotrem i Andrzejem

#### Kaplice apsydialne po prawej stronie

##### Kaplica Świętego Krzyża
W Kaplicy Świętego Krzyża (Cappella del Crocifisso; 12) miała swoją siedzibę Szkoła św. Hieronima (Scuola di S. Girolamo), opiekująca się skazanymi na śmierć, których cmentarz znajdował się za apsydą kaplicy.
Ołtarz z czarnego marmuru zbudował Alessandro Vittoria; jego dziełem są również rzeźby z brązu, Matka Boska Bolesna i Św. Jan Ewangelista. Autorem krucyfiksu z marmuru karraryjskiego jest Francesco Cavrioli. Na ścianie, po prawej stronie ołtarza znajduje się pomnik nagrobny angielskiego para, Edwarda Windsora (1532–1574), a po prawej – XIV-wieczny sarkofag.

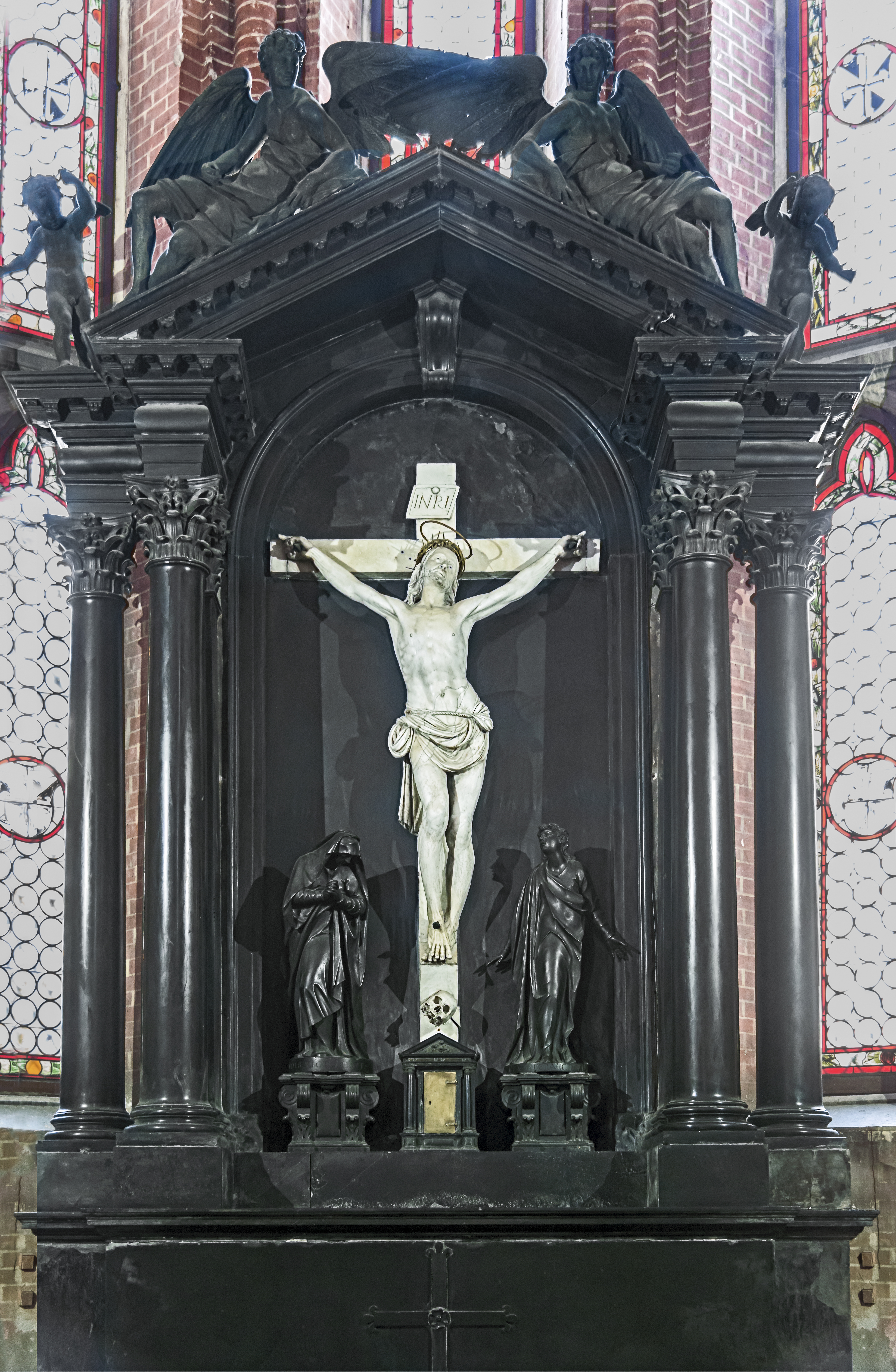
Ołtarz
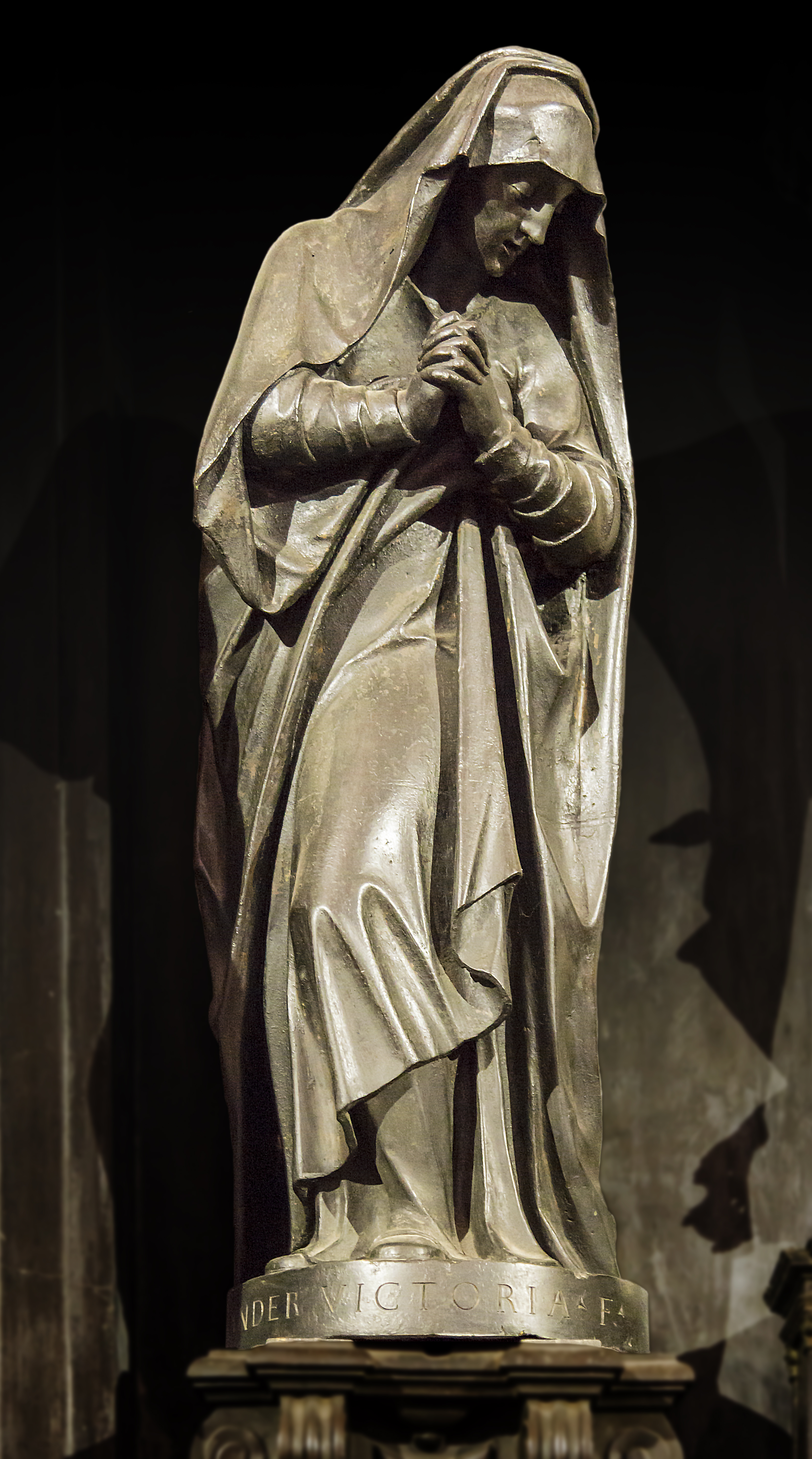
Figura Matki Boskiej Bolesnej
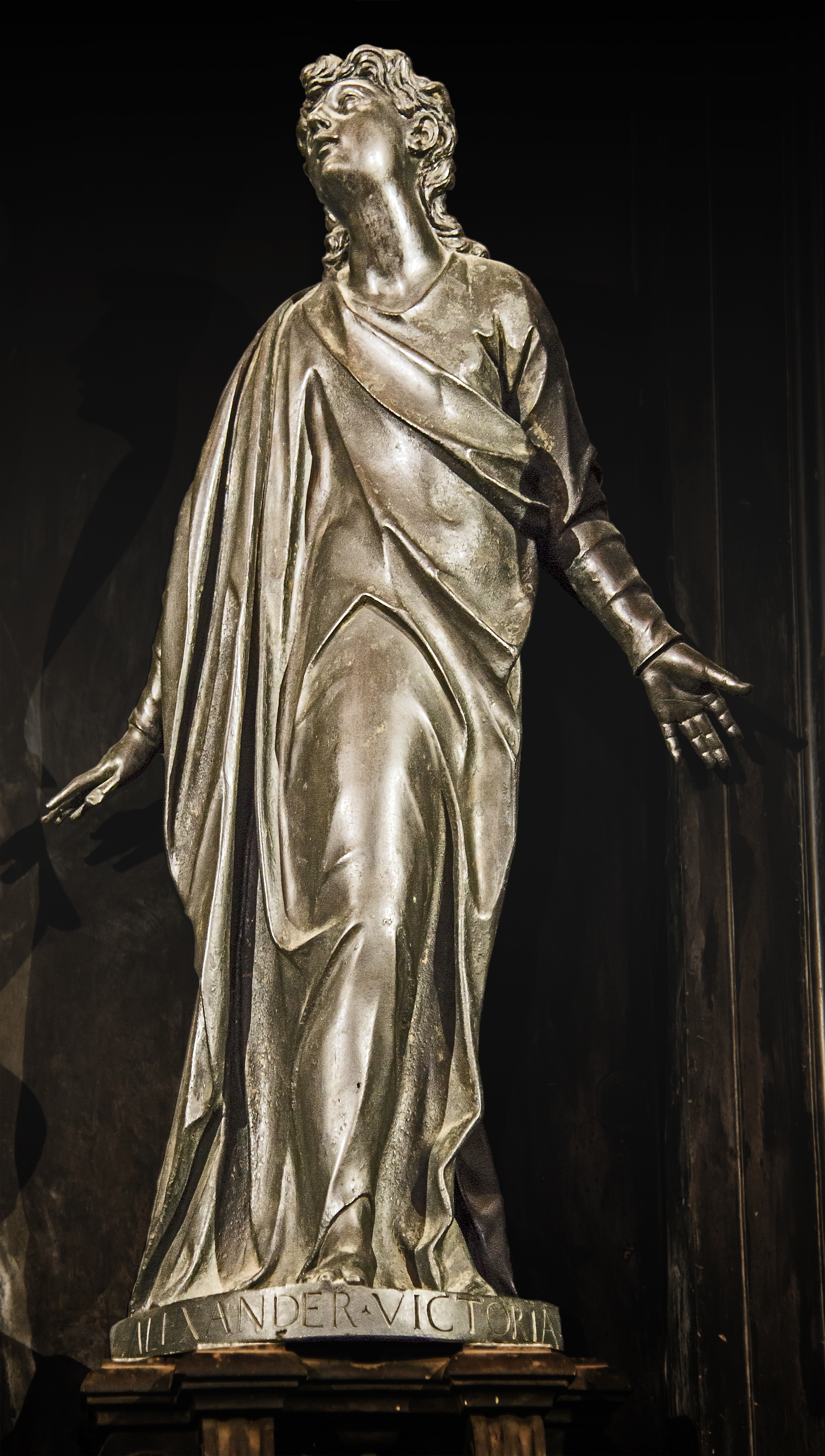
Figura św. Jana Ewangelisty
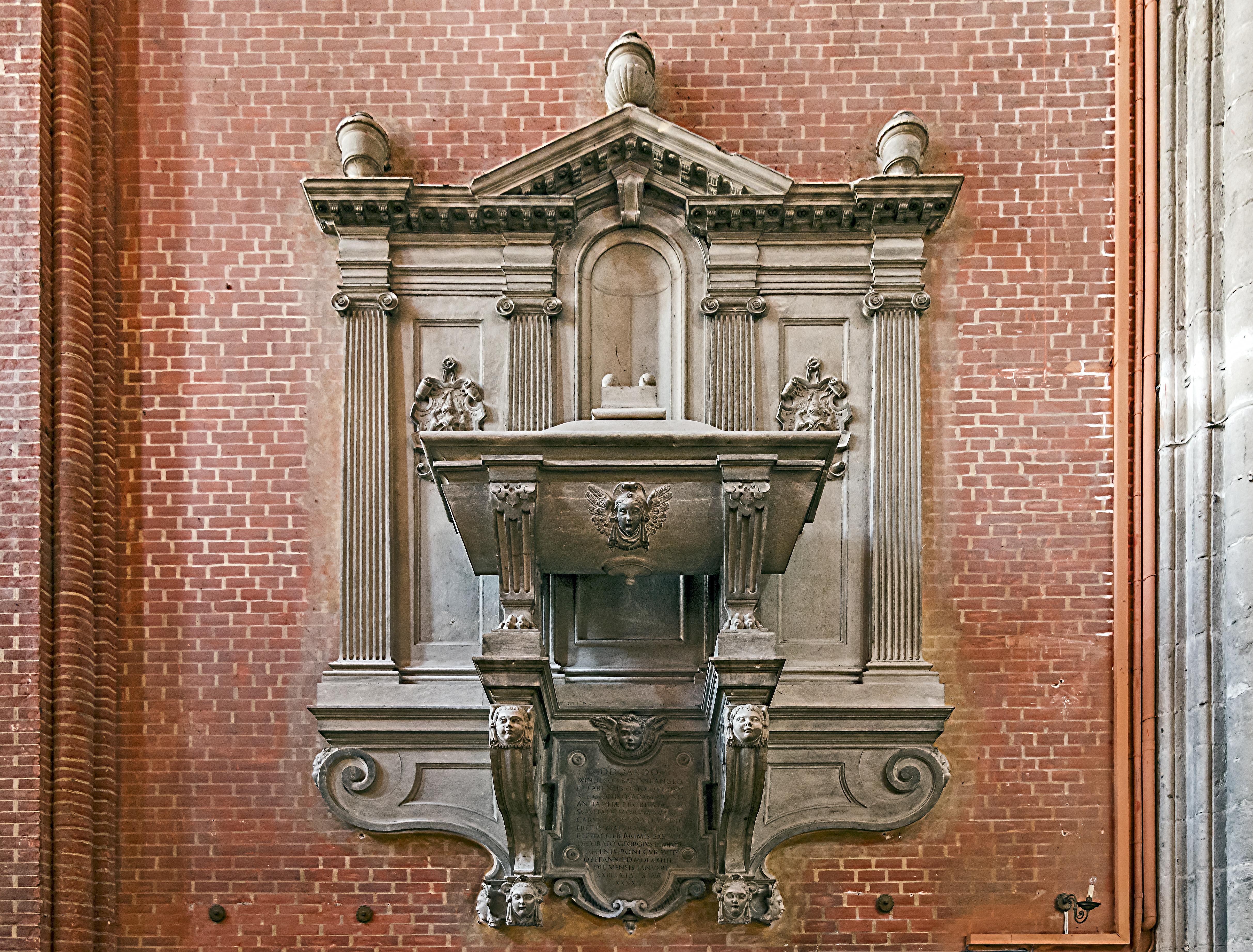
Pomnik nagrobny Edwarda Windsora

##### Kaplica św. Marii Magdaleny
Kaplica św. Marii Magdaleny (Cappella della Maddalena, 13) jest położona przy prezbiterium. W ołtarzu z początku XVI wieku, w stylu renesansu lombardzkiego, mającego formę tryptyku, znajduje się posąg patronki kaplicy dłuta Bartolomea Bergamasca, flankowany figurami św. Andrzeja i św. Filipa Apostoła. Fresk na górze, w pobliżu okien, przedstawiający czterech ewangelistów, przypisywany jest Palmie Młodszemu.
Na prawej ścianie znajduje się pomnik Vettora Pisaniego, zwycięskiego wodza spod Chioggii, a na lewej – XIV-wieczny sarkofag Marca Giustinianiego z Bragory, ozdobiony plaskorzeźbami Madonna z Dzieciątkiem (pośrodku) oraz Św. Marek i Św. Dominik (po bokach). Wystroju kaplicy dopełniają: pomnik nagrobny malarza Melchiora Lanzy, posąg Melancholia dłuta Melchiora Barthela i obraz Zdjęcie z krzyża, pędzla Lattanzia Quareny.

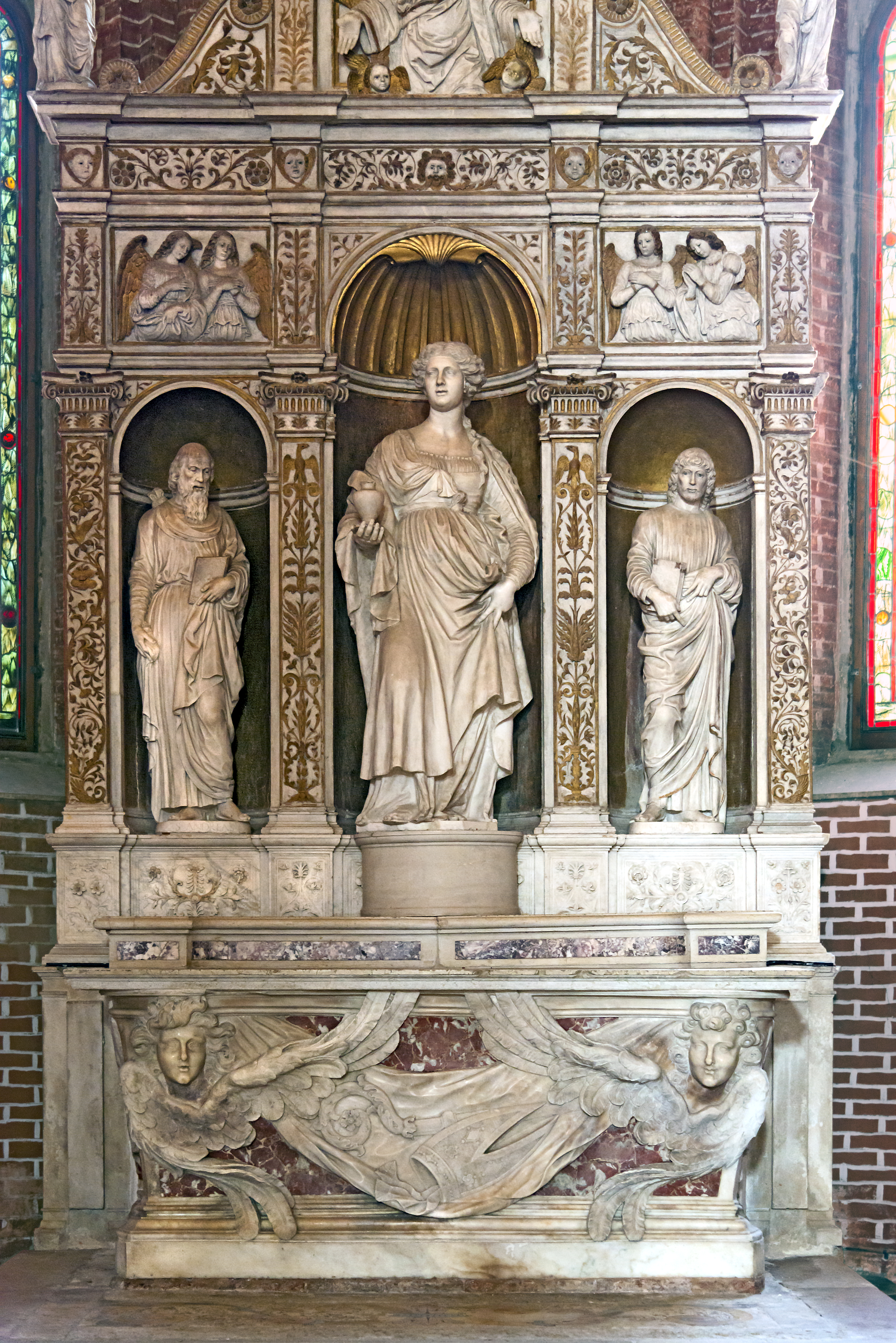
Ołtarz
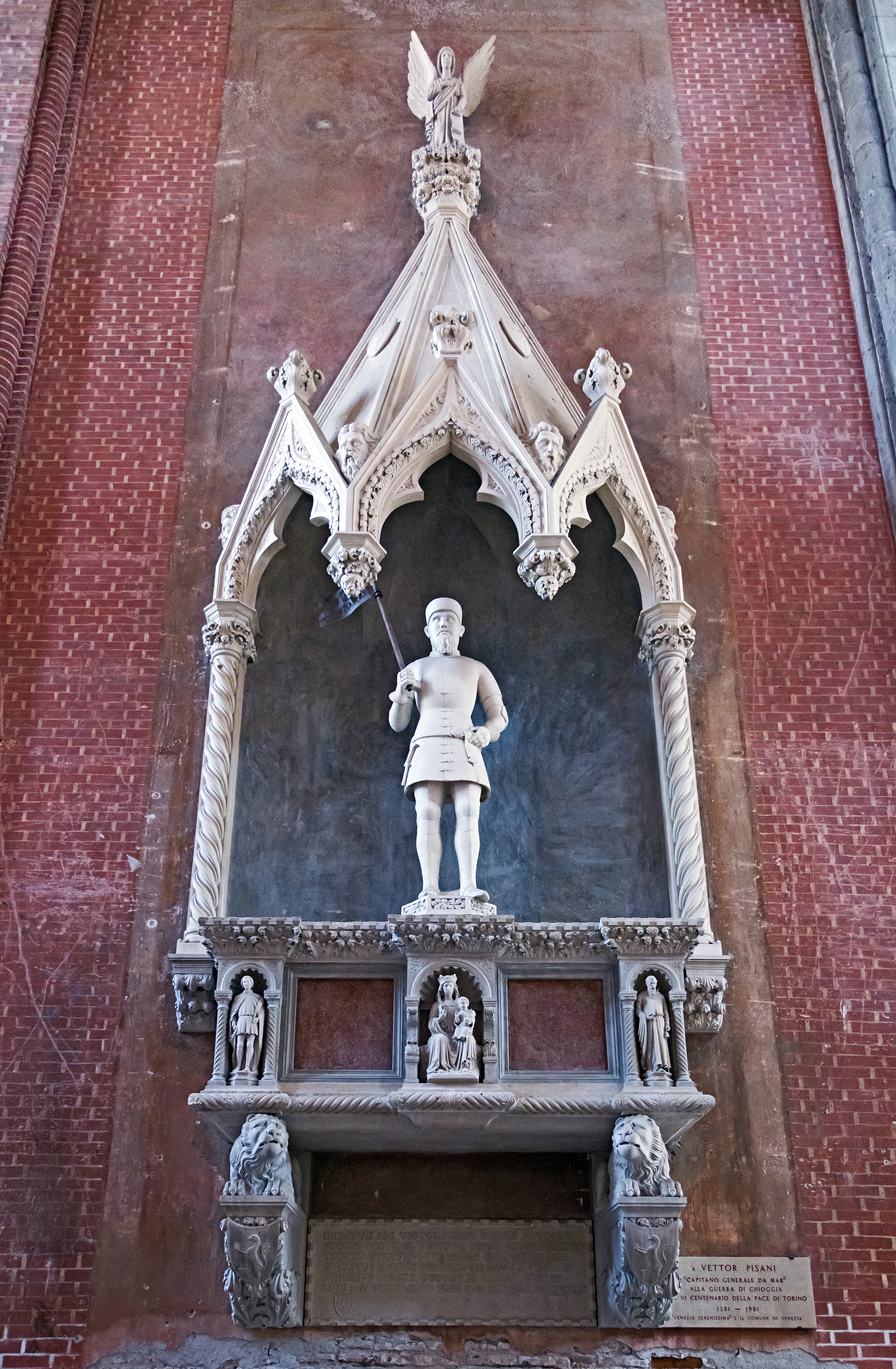
Pomnik Vettora Pisaniego
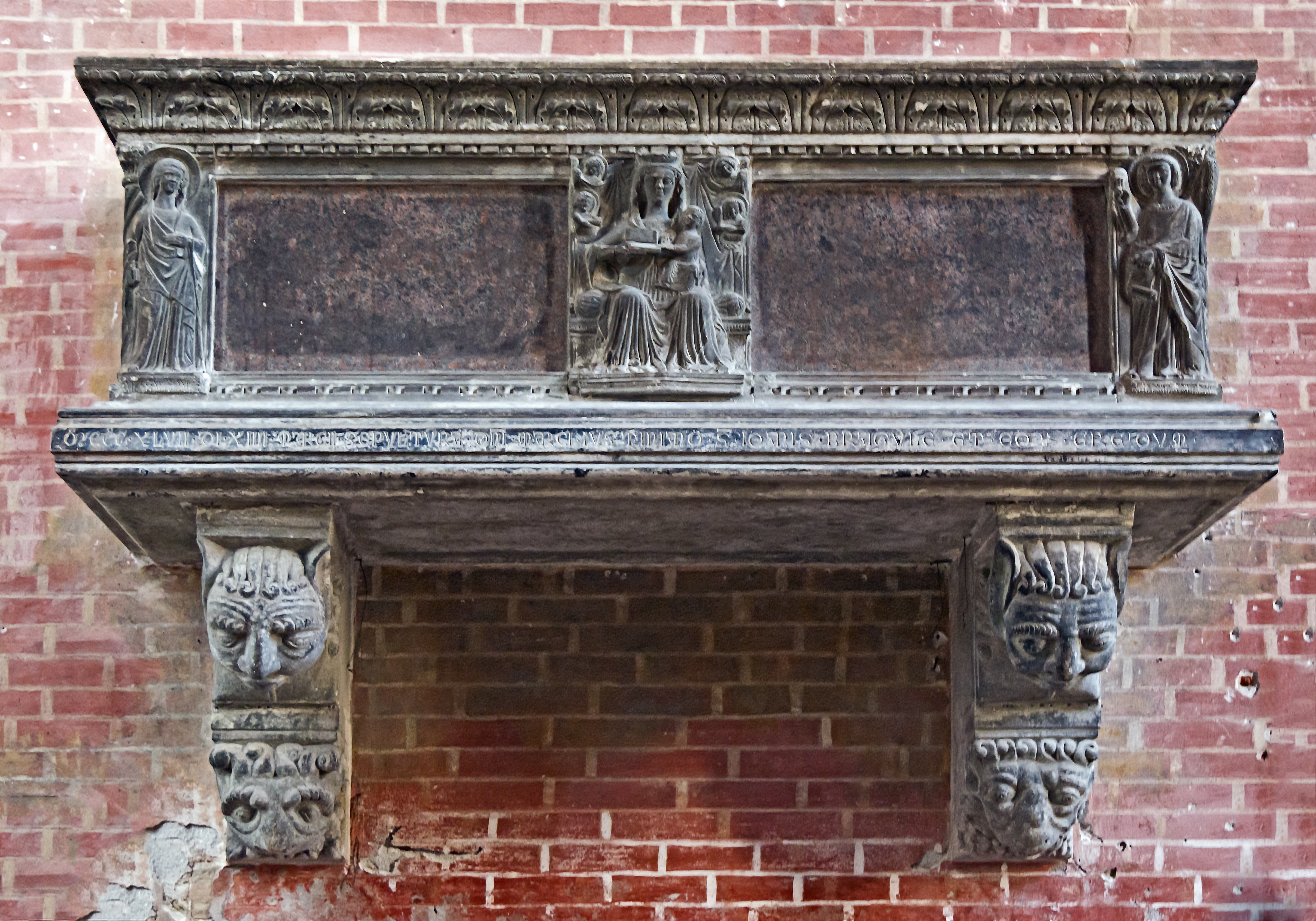
Sarkofag Marca Giustinianiego
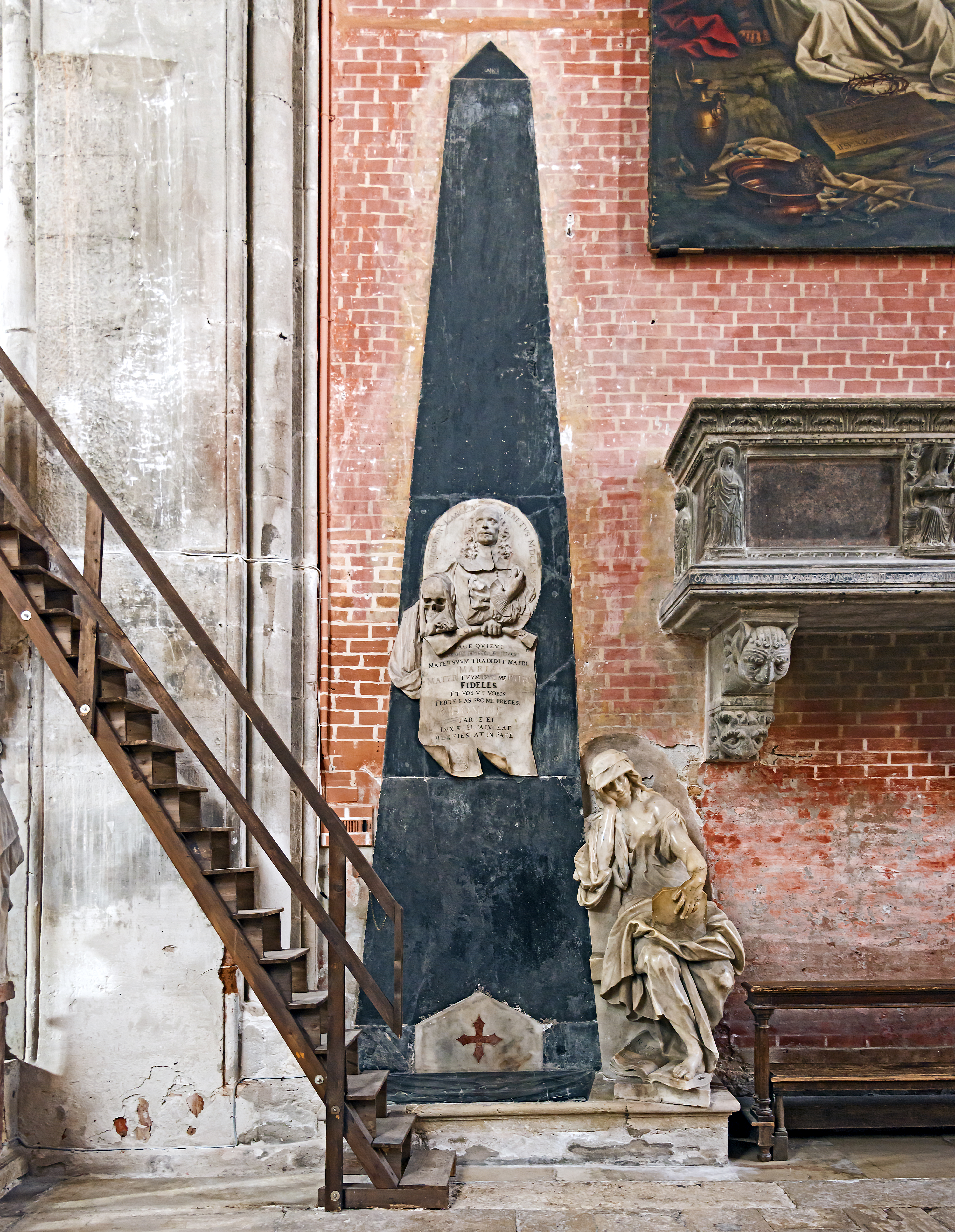
Pomnik nagrobny Melchiora Lanzy
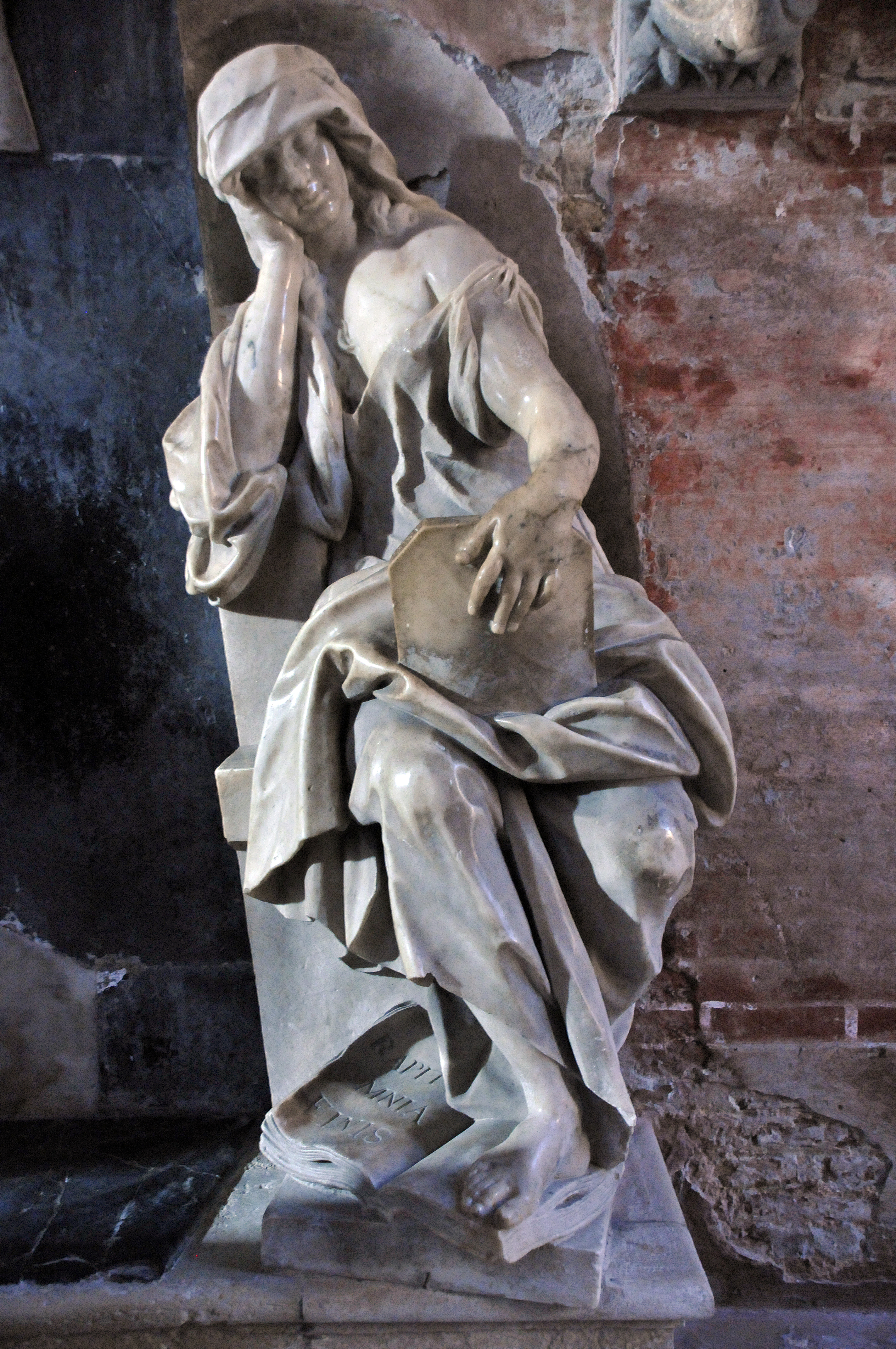
Posąg Melancholia
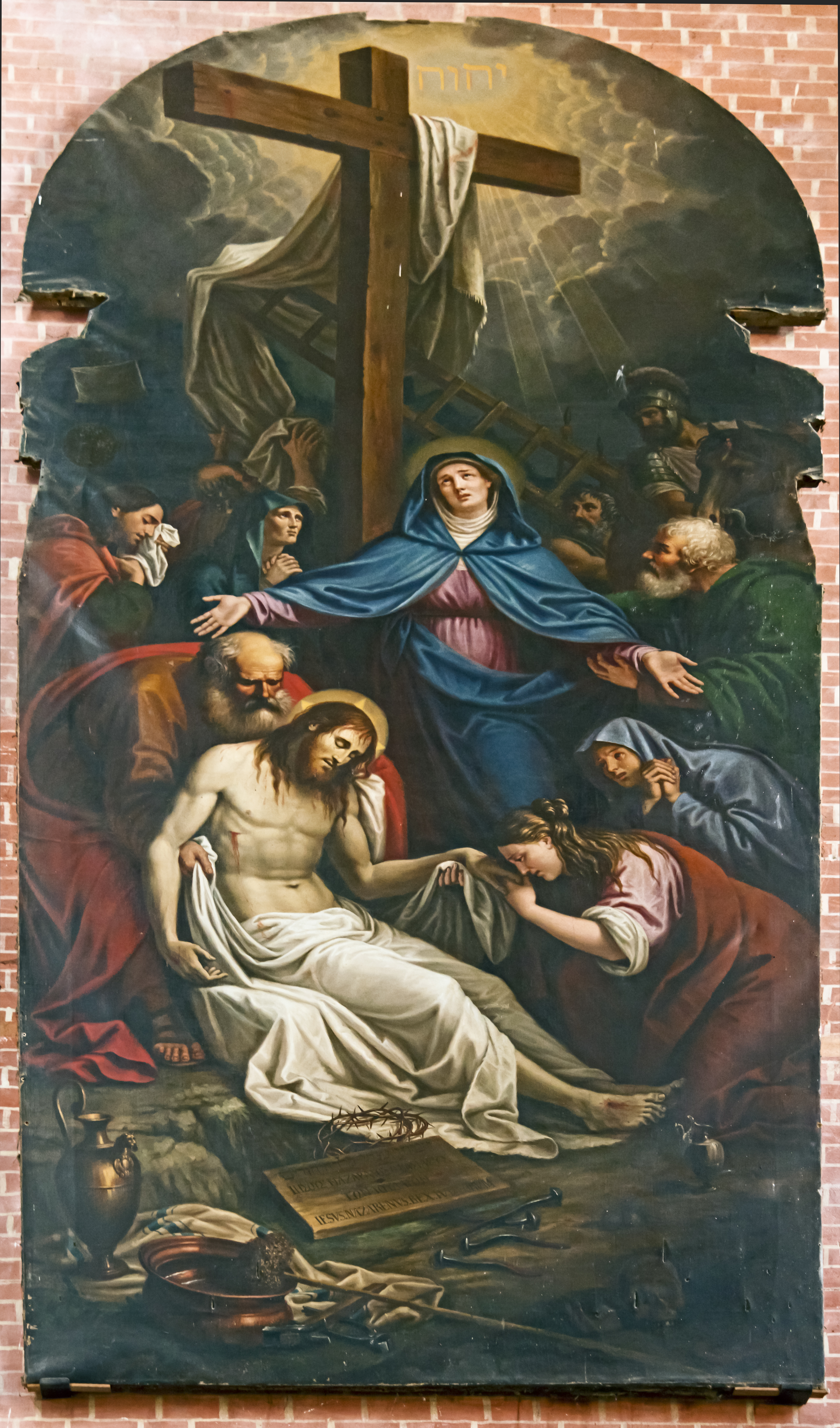
Obraz Zdjęcie z krzyża

#### Prezbiterium

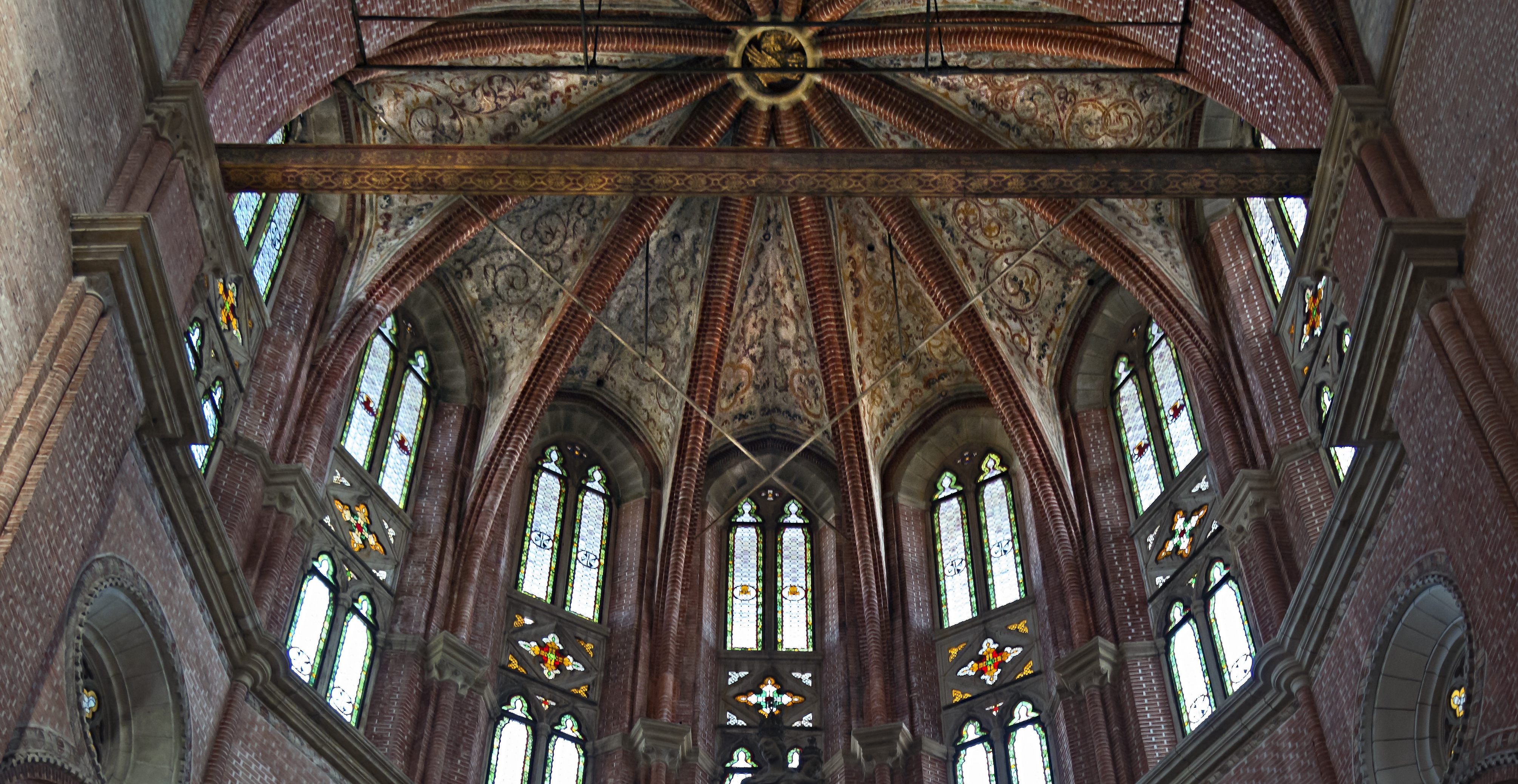
Sklepienie

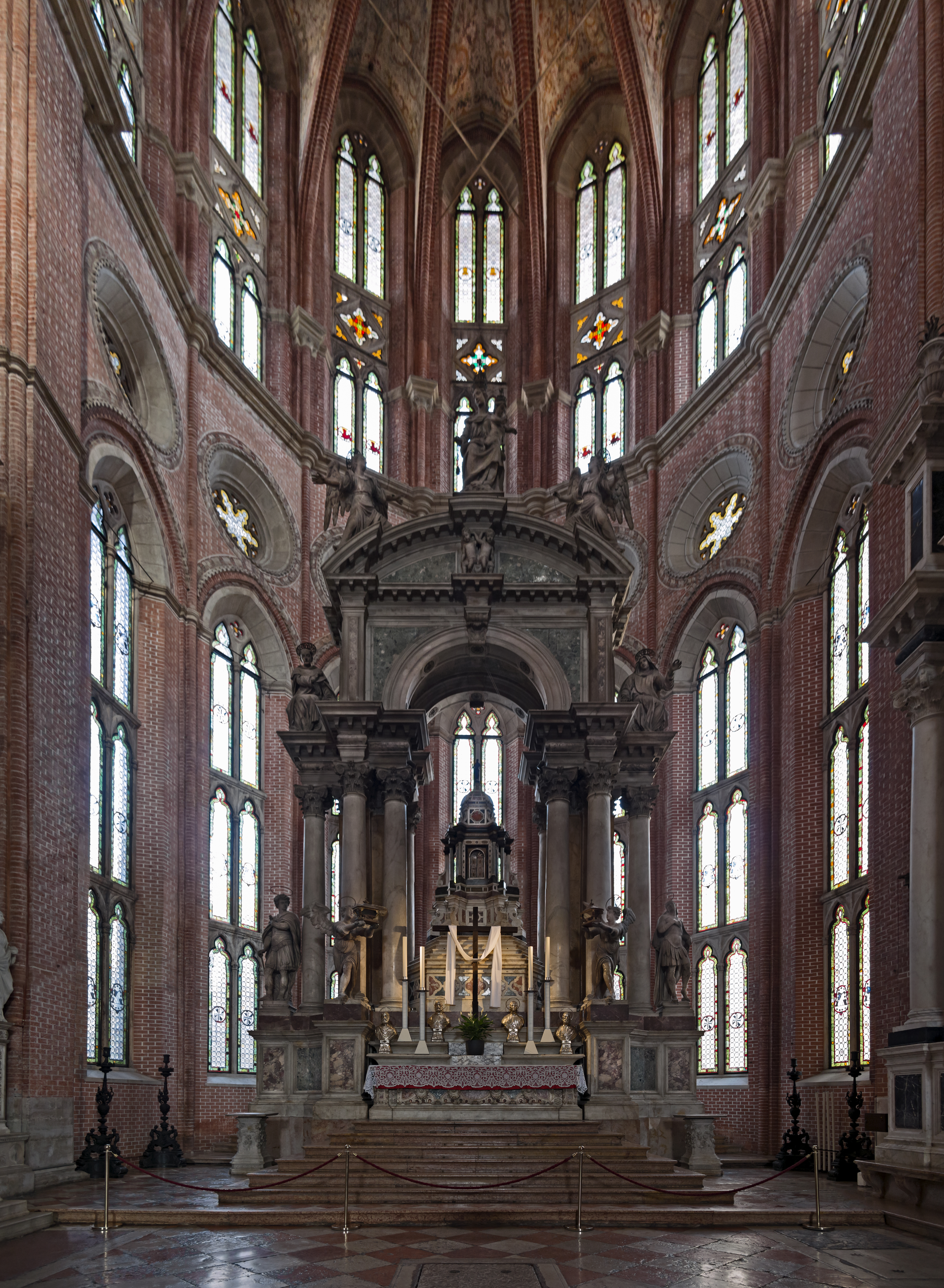
Ołtarz główny

Prezbiterium (14) jest oświetlone dzięki pięknym, ostrołukowym oknom. Majestatyczna architektura i bogata gra świateł stwarzają poczucie głębi pomieszczenia. Łęki sklepienne zbiegają się na górze, w zworniku, na którym umieszczono herb Scuola Grande di San Marco, której członkowie zbierali się w tutejszym kościele z okazji uroczystości religijnych.

##### Ołtarz główny
Pośrodku prezbiterium znajduje się barokowy ołtarz główny, rozpoczęty w 1619 roku prawdopodobnie przez Mattię Carnera, udekorowany figurami Matki Boskiej Różańcowej z Dzieciątkiem (na szczycie), św. Dominika, św. Katarzyny (dłuta Clemente Moli) oraz św. Jana i Pawła (dłuta Francesca Cavrioli). Przed pierwszym stopniem znajduje się grób dziesięciu biskupów dominikańskich, wśród których spoczywa (drugi od lewej), Antonio Corner, konsekrator kościoła z 1430 roku.

##### Ściana prawa

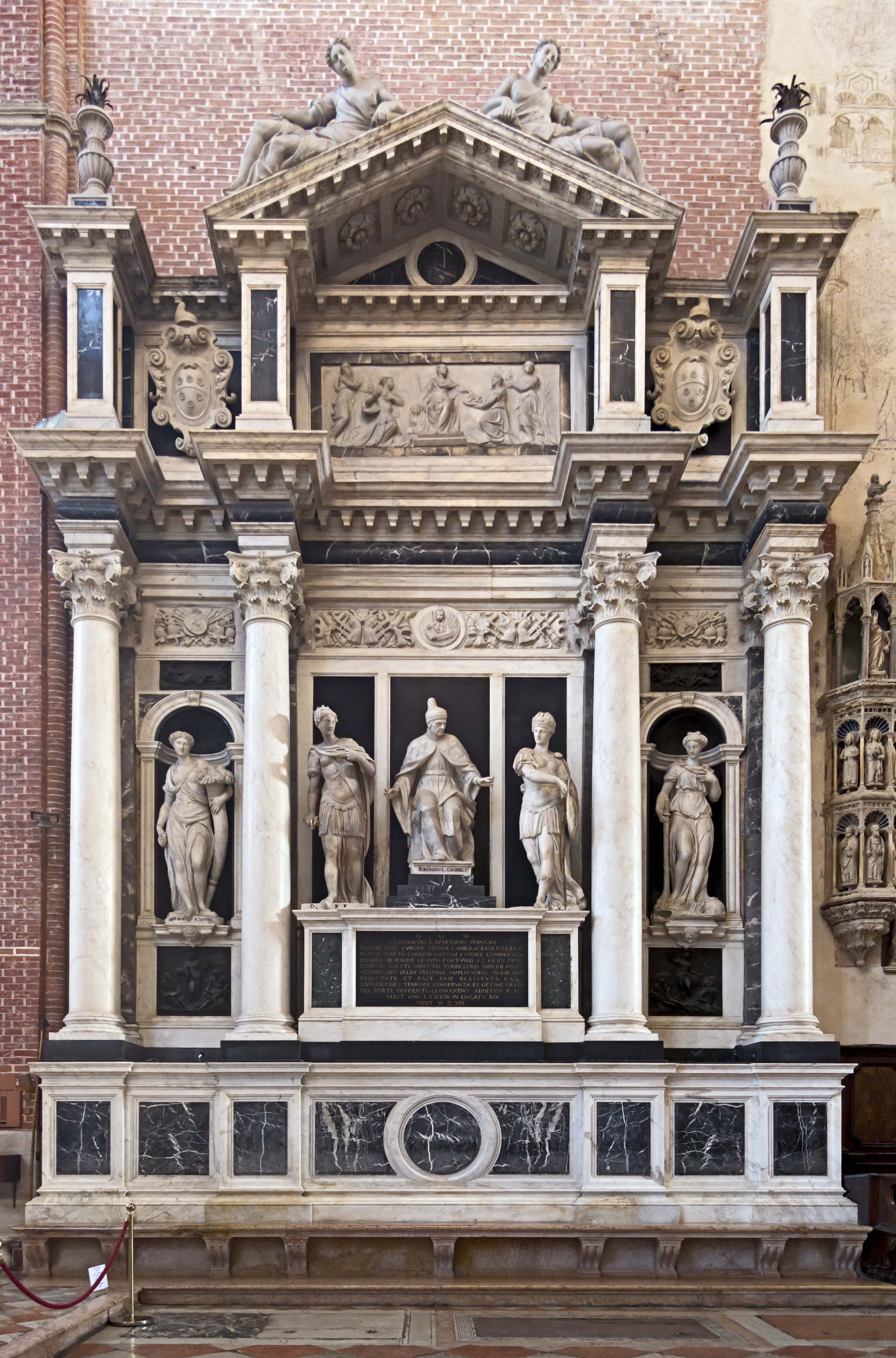
Pomnik doży Leonarda Loredana

###### Pomnik doży Leonarda Loredana
Nieopodal ołtarza znajduje się pomnik nagrobny doży Leonarda Loredana, zbudowany około 1572 roku przez Giovanniego Girolama Grapiglię, z posągiem doży dłuta Girolama Campagni, flankowanym alegorycznymi posągami Wenecja (po lewej) i Liga w Cambrai (po prawej) oraz Obfitość i Pokój (pomiędzy kolumnami), dłuta Danese Cattaneo.
W grobowcu u stóp pomnika spoczywa doża Francesco Loredano.

###### Pomnik doży Michele Morosiniego

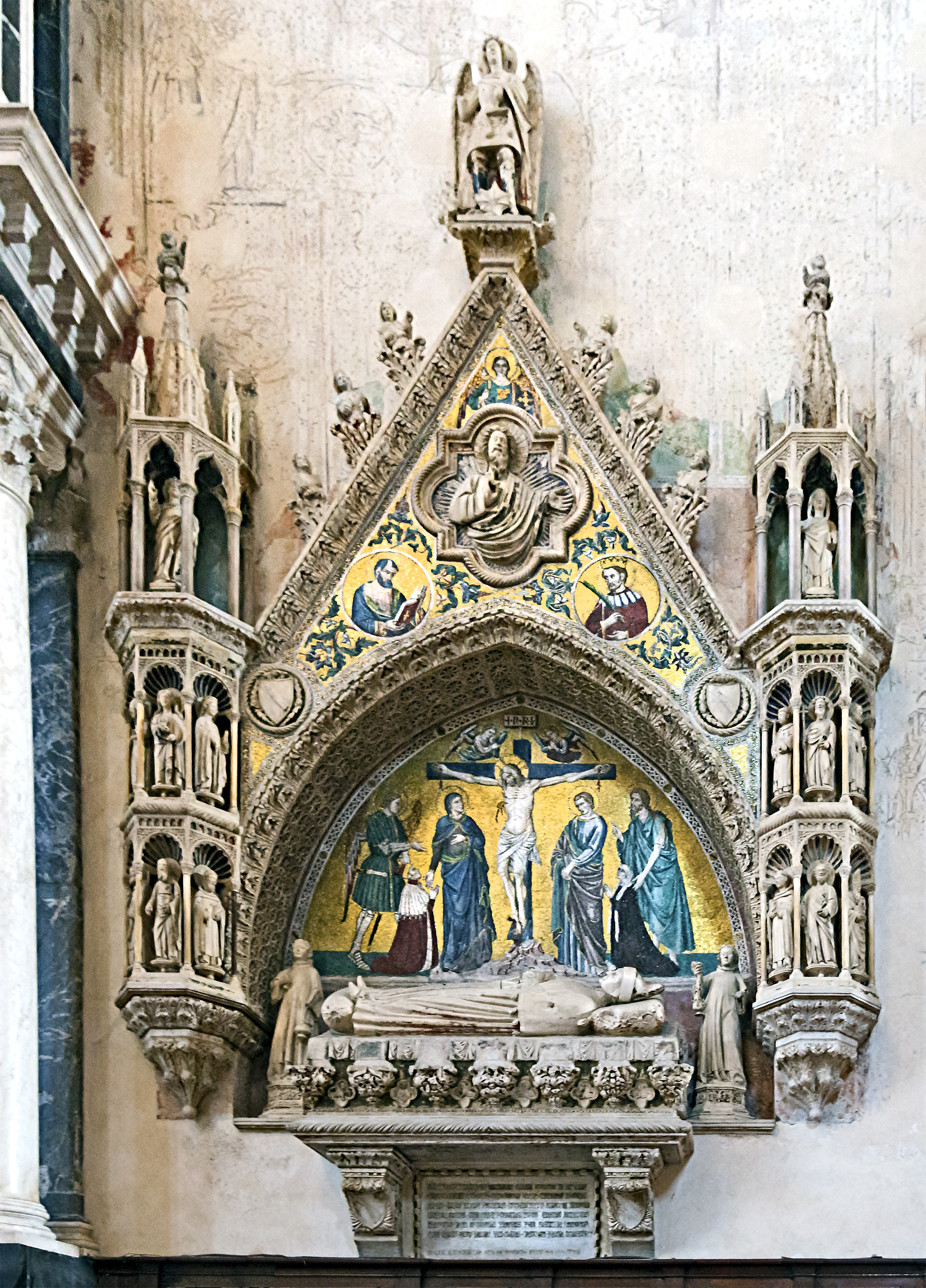
Pomnik doży Michele Morosiniego

W dalszej odległości, na ścianie, znajduje się pomnik doży Michele Morosiniego. Doża ukazany jest w pozycji leżącej, na sarkofagu, flankowany figurami dwóch aniołów z kadzielnicą i wodą święconą. Kompozycja jest dziełem artysty ze szkoły braci Dalle Masegne. Nad sarkofagiem w lunecie znajduje się mozaika z początku XV wieku, przedstawiająca Ukrzyżowanie, po bokach którego znajdują się: Najświętsza Maryja Panna i św. Michał, uosabiający dożę (po lewej) oraz św. Jan Ewangelista i św. Jan Chrzciciel, przedstawiający dogaressę (po prawej). W tympanonie pomnika znalazły się wyobrażenia Boga Ojca oraz króla Dawida i św. Marka. Na szczycie tympanonu widnieje figura św. Michała Archanioła. W dwóch kolumnach flankujących pomnik, podzielonych na trzy poziomy, umieszczono 12 figur świętych, natomiast w dwóch edykułach – scenę Zwiastowania.

##### Ściana lewa

###### Pomnik doży Andrei Vendramina

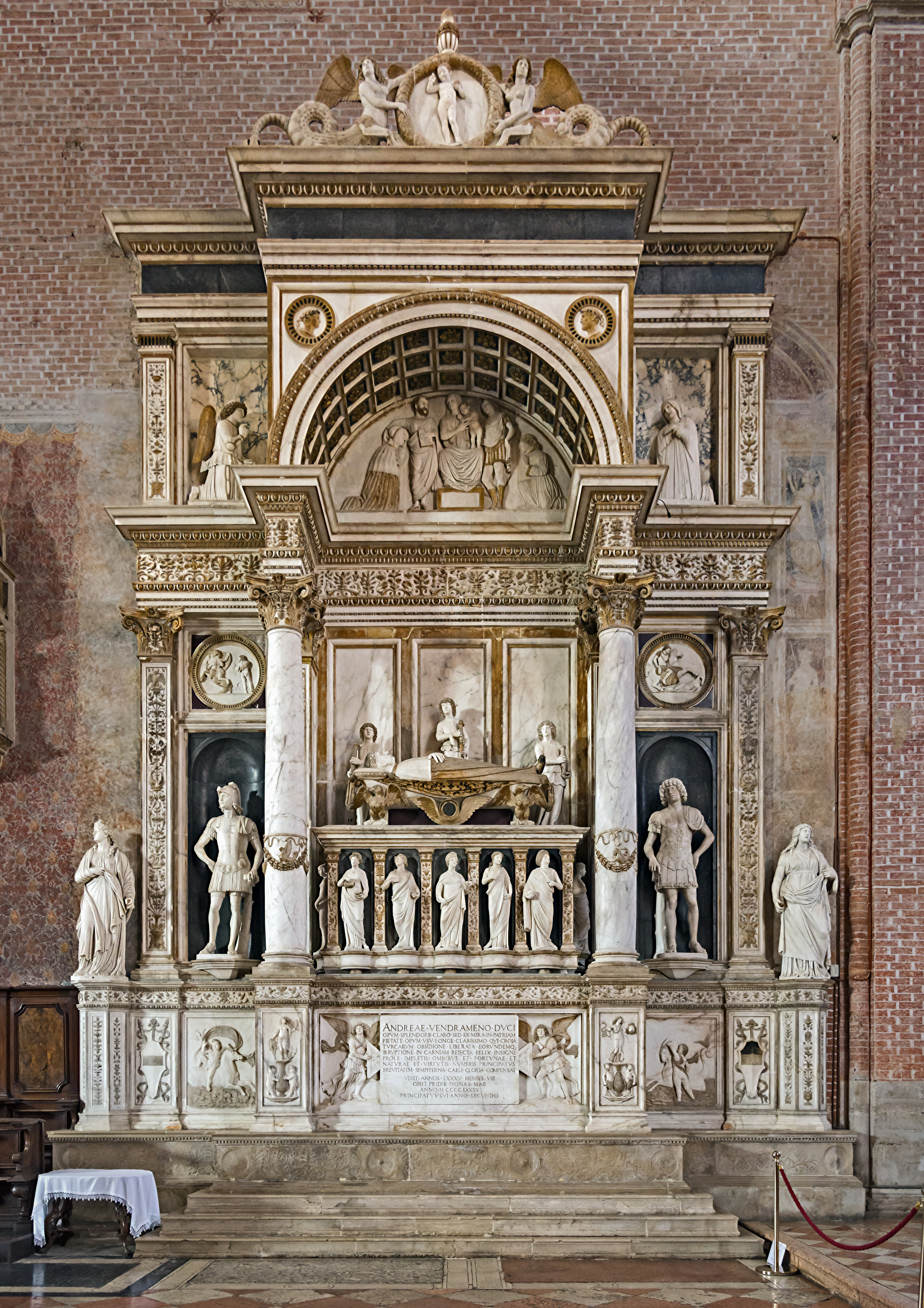
Pomnik doży Andrei Vendramina

Pomnik doży Marco Cornera

Pomnik doży Andrei Vendramina, arcydzieło dłuta Tullia Lombarda, został przypuszczalnie zaprojektowany przez Alessandra Leopardiego. Pod dekoracyjnym łukiem umieszczono posąg doży, leżącego na marach i wspieranego przez dwa orły oraz skrzydlaty okrąg. Za dożą stoi trzech młodzieńców ze świecami. W półkolistym zwieńczeniu pomnika znajduje się płaskorzeźba przedstawiająca św. Andrzeja prezentującego dożę klęczącego przed Dziewicą Maryją w towarzystwie św. Teodora, u którego boku klęczy syn doży. Wyżej, w pendentywach, widnieją dwa medaliony, a na szczycie, ponad gzymsem - medalion z dzieckiem, podtrzymywany przez dwie syreny. Zwieńczenie pomnika flankuje scena Zwiastowania. Pod nią umieszczone zostały dwa mitologiczne medaliony: z Dejanirą i Nessosem (po lewej) oraz Perseuszem i Meduzą (po prawej), zaś pod nimi - dwaj rzymscy wojownicy w zbrojach. Baza pomnika jest ozdobiona herbami, owocami, aniołami, konikami morskimi i innymi wyobrażeniami. Pomnik został przeniesiony do tutejszego kościoła w 1817 roku z kościoła Santa Maria dei Servi, po zamknięciu go dla kultu. Pomnik jest niekompletny; pierwotnie zawierał posągi Adama i Ewy (ten pierwszy znajduje się obecnie w nowojorskim Metropolitan Museum of Art).

###### Pomnik doży Marco Cornera
Następny jest pomnik doży Marco Cornera. W jego centrum znajduje się Madonna ze Świętymi Piotrem i Pawłem. Posąg św. Piotra wyrzeźbił Nino Pisano, natomiast św. Pawła, dożę i aniołów – jego uczniowie.

#### Kaplice apsydialne po lewej stronie

##### Kaplica Trójcy Świętej
Do lewej strony prezbiterium przylega kaplica Trójcy Świętej (Cappella della SS. Trinità; 15). Obraz ołtarzowy Trójca Święta namalował Leandro Bassano. Na lewej ścianie znajdują się obrazy: Ukrzyżowanie z pobożnymi kobietami i Jezus Zmartwychwstały ze świętymi pędzla Giuseppe Porty oraz wiszący pomnik Andrei Morosiniego, natomiast na prawej – obraz Niewierność św. Tomasza  Leandra Bassana, wiszący pomnik nagrobny Pietra Cornaro i umieszczony ponad nim obraz Matka Boża Różańcowa Lorenza Gramiccii.

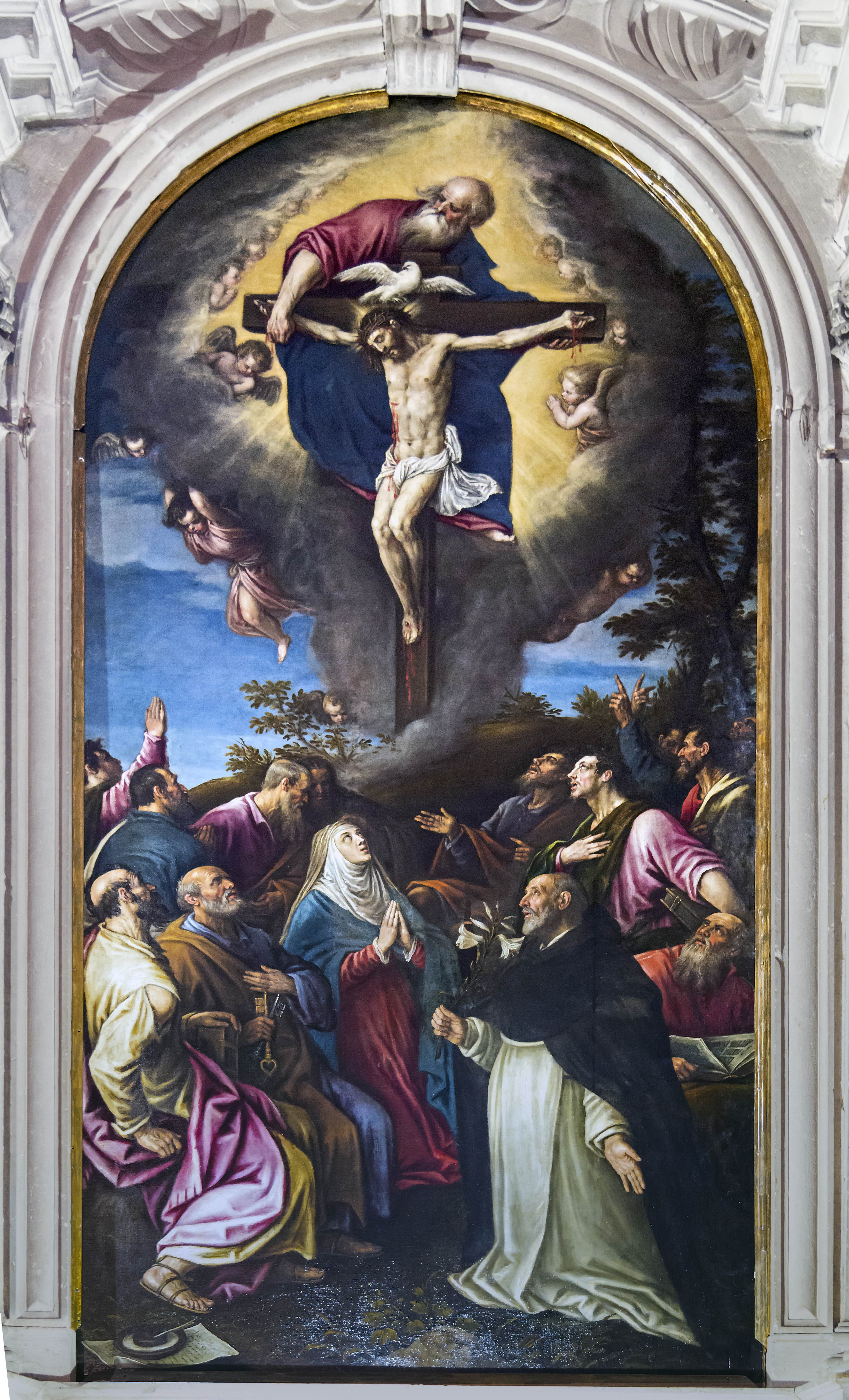
Leandro Bassano, Trójca Święta
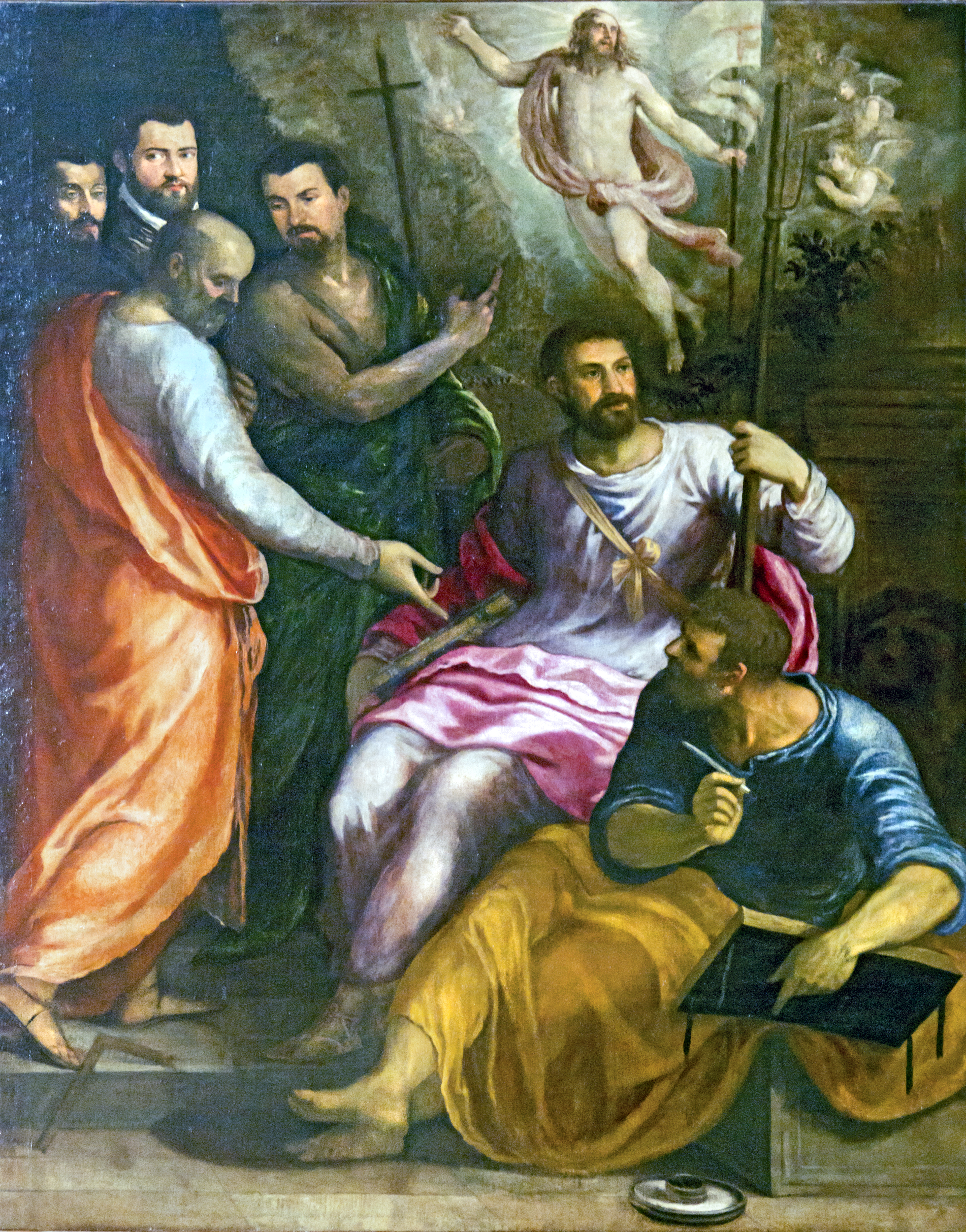
Giuseppe Porta, Jezus Zmartwychwstały ze świętymi
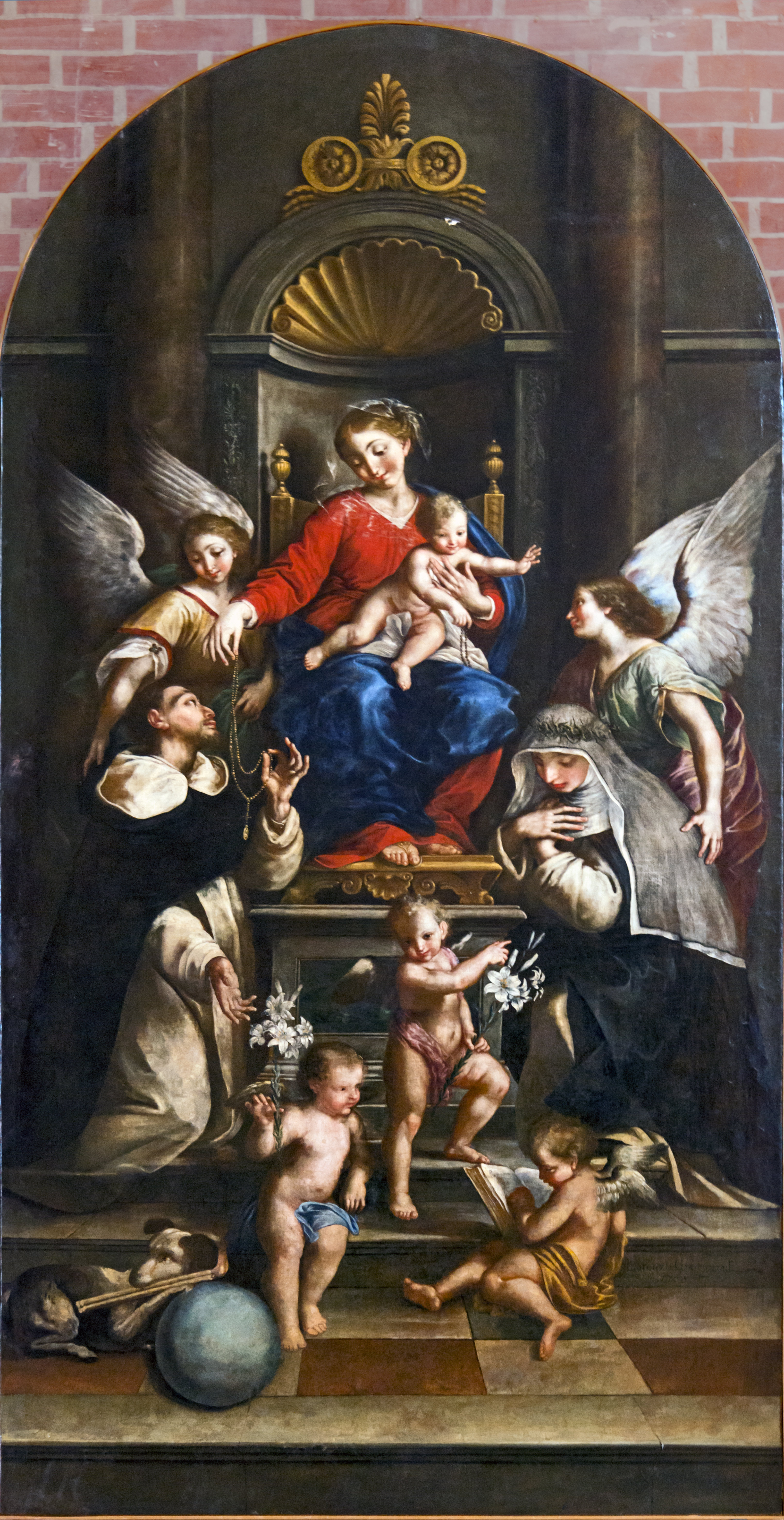
Lorenzo Gramiccia, Matka Boża Różańcowa
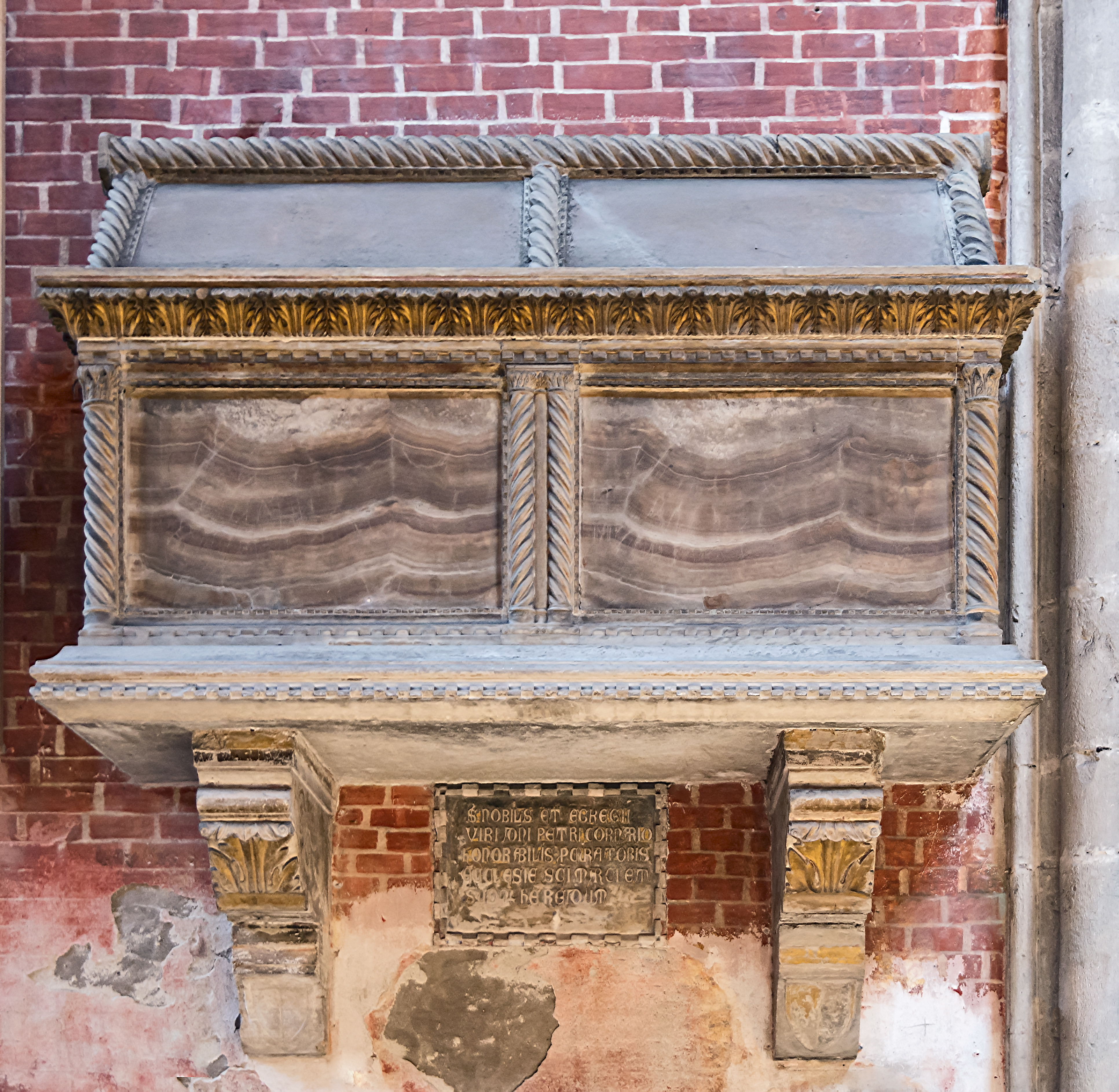
Pomnik nagrobny Pietra Cornaro

##### Kaplica św. Piusa V
Obok kaplicy Trójcy Świętej znajduje się kaplica św. Piusa V (Cappella di S. Pio V, 16), należąca do rodu Cavalli. Obraz ołtarzowy Św. Pius V powstał w kręgu szkoły Paola Veronese. Po prawej stronie ołtarza znajduje się sarkofag Jacopa Cavallego, dowódcy wojsk lądowych Republiki Weneckiej w wojnie pod Chioggią, dzieło Paolo Dalle Masegne z XIV wieku. Doża jest ukazany w pozycji leżącej, natomiast jego sarkofag zdobią symbole Ewangelistów oraz wizerunki aniołów. Ponad sarkofagiem widnieje fresk Bitwa pod Chioggią, namalowany w II połowie XVI wieku przez Lorenza Vecellia.
Na lewej ścianie wisi obraz Św. Pius X pędzla Maria Ferrariego Bravo, a następnie XIV-wieczny sarkofag doży Giovanniego Dolfina. Płaskorzeźba na frontonie sarkofagu przedstawia Jezusa na tronie oraz dożę i dogaressę po jego bokach. Pomiędzy Chrystusem a małżonkami Dolfin znalazły się sceny biblijne: Pokłon Trzech Króli (po lewej) i Wniebowzięcie Najświętszej Maryi Panny (po prawej). Ponad sarkofagiem wisi obraz Cud św. Antoniego z Padwy. Pod sarkofagiem znajduje się grobowiec senatora Marina Cavallego.

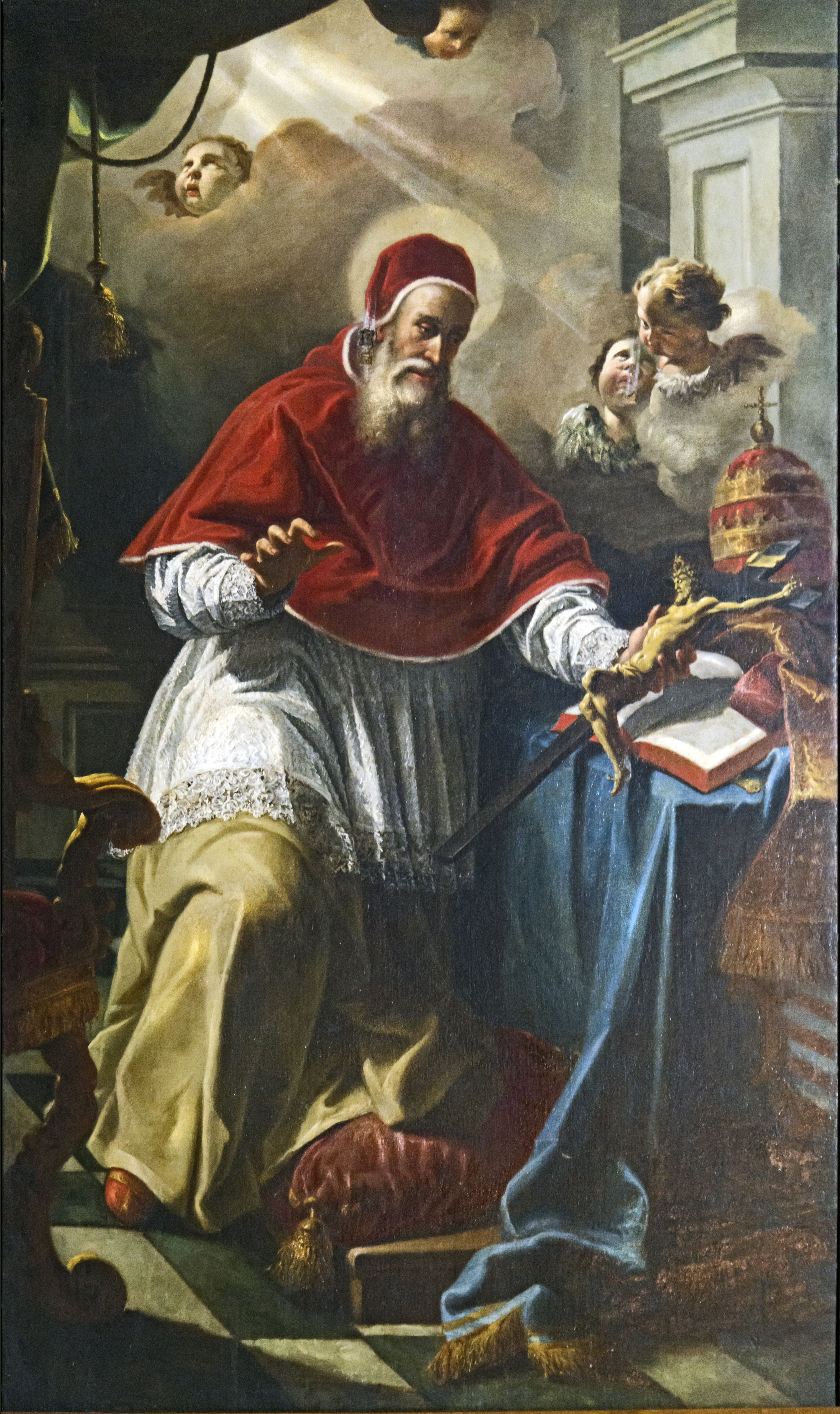
Szkoła Paola Veronese, Św. Pius V
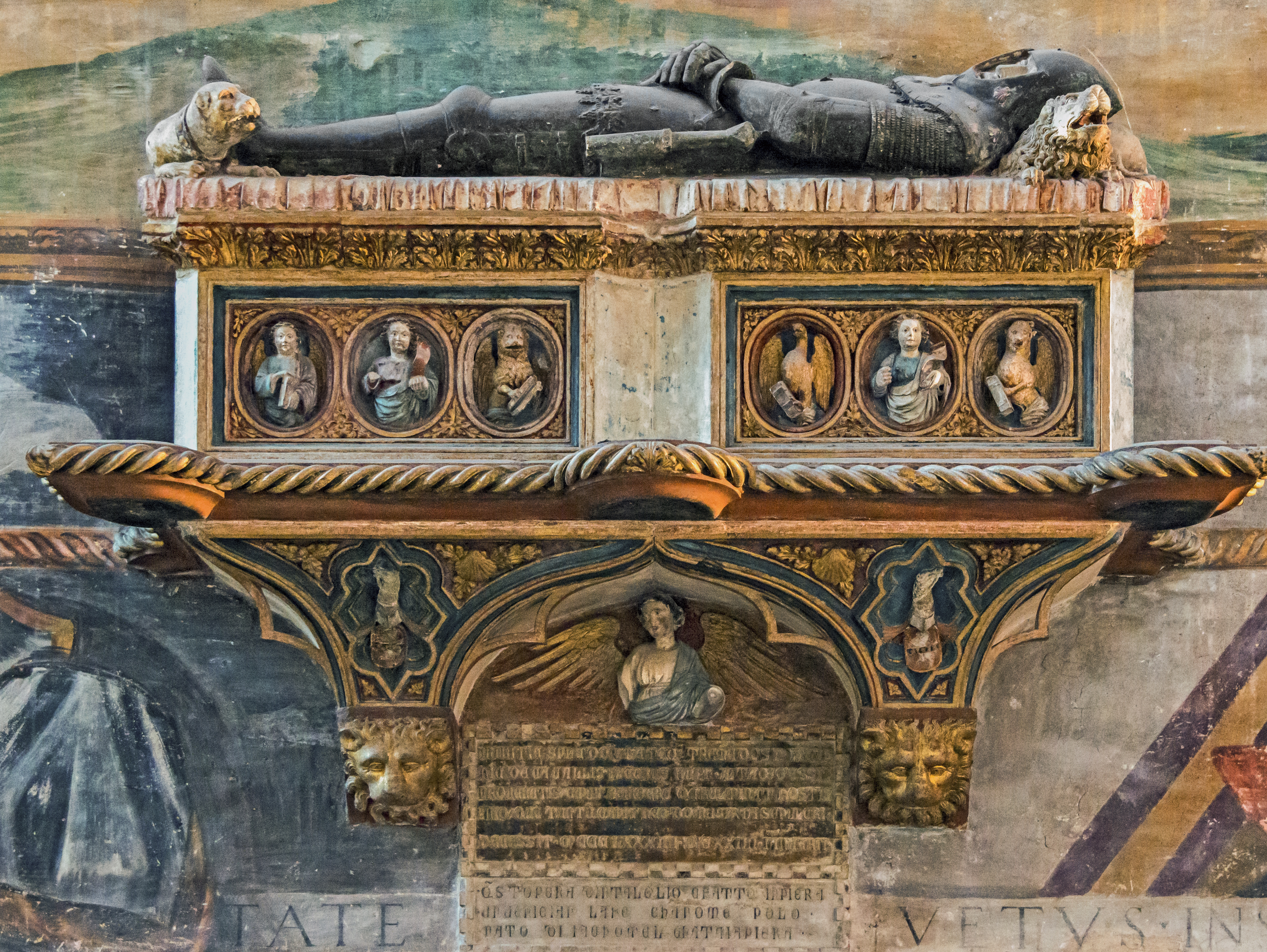
Sarkofag Jacopa Cavallego
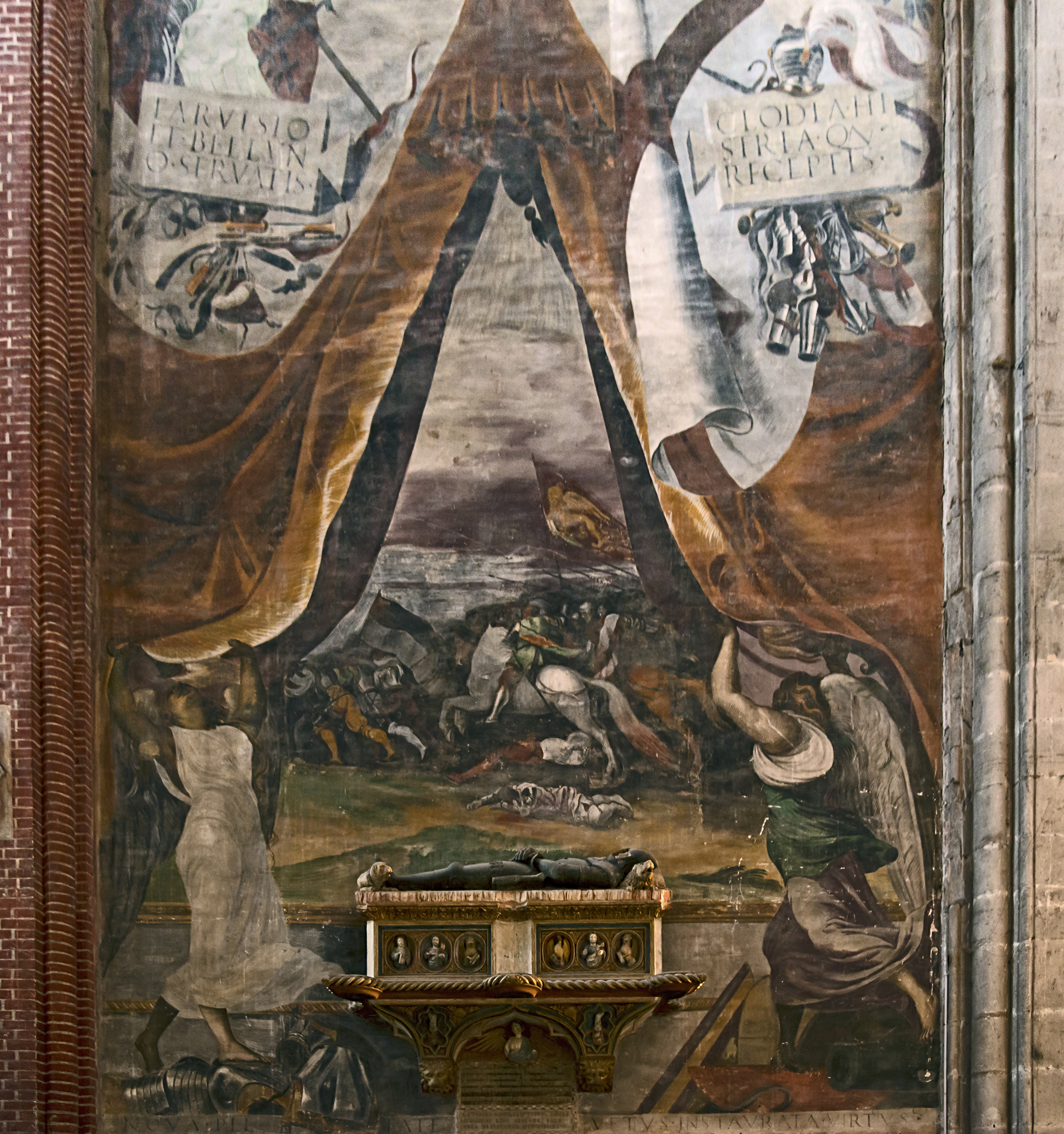
Lorenzo Vecellio, Bitwa pod Chioggią
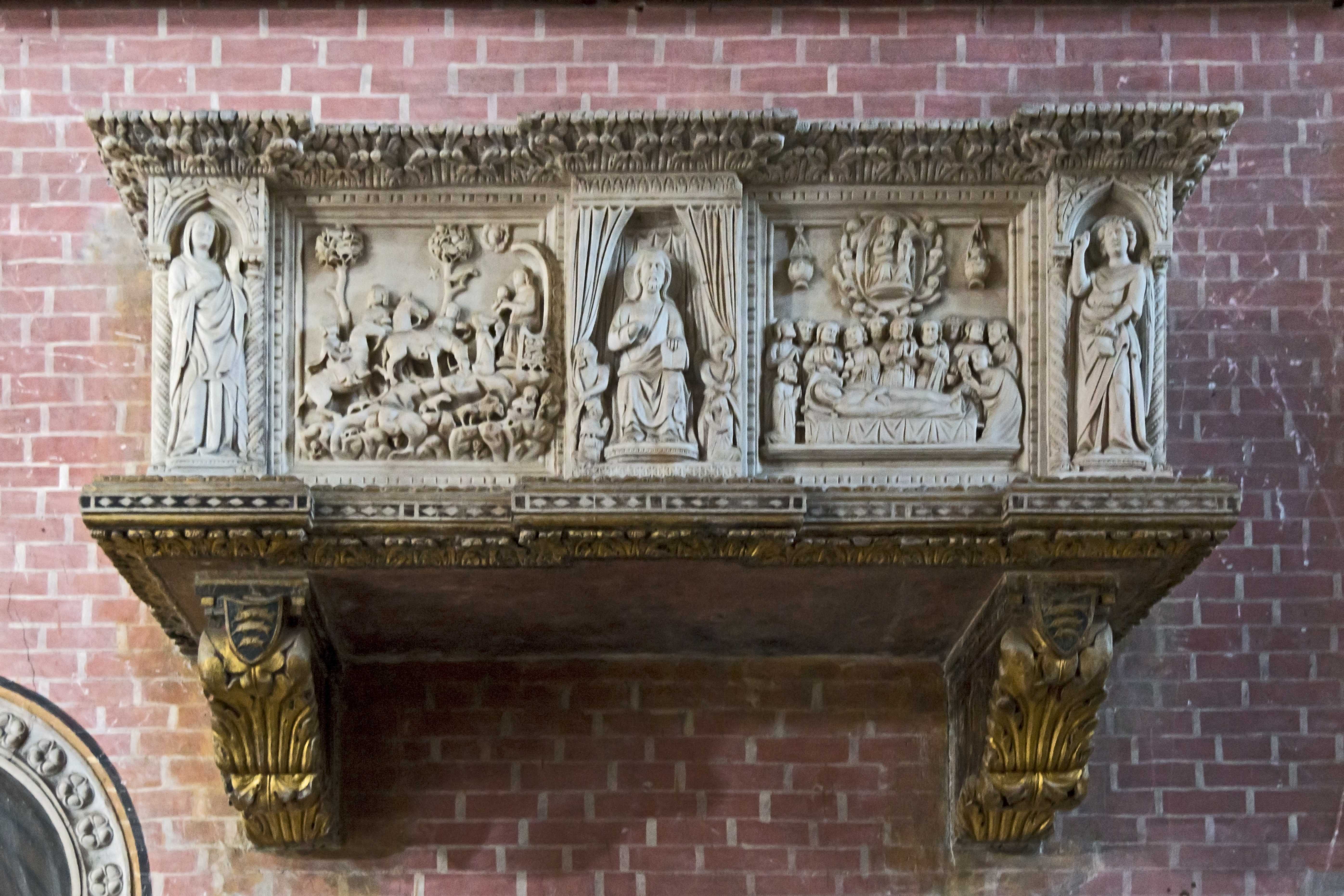
Sarkofag doży Giovanniego Dolfina
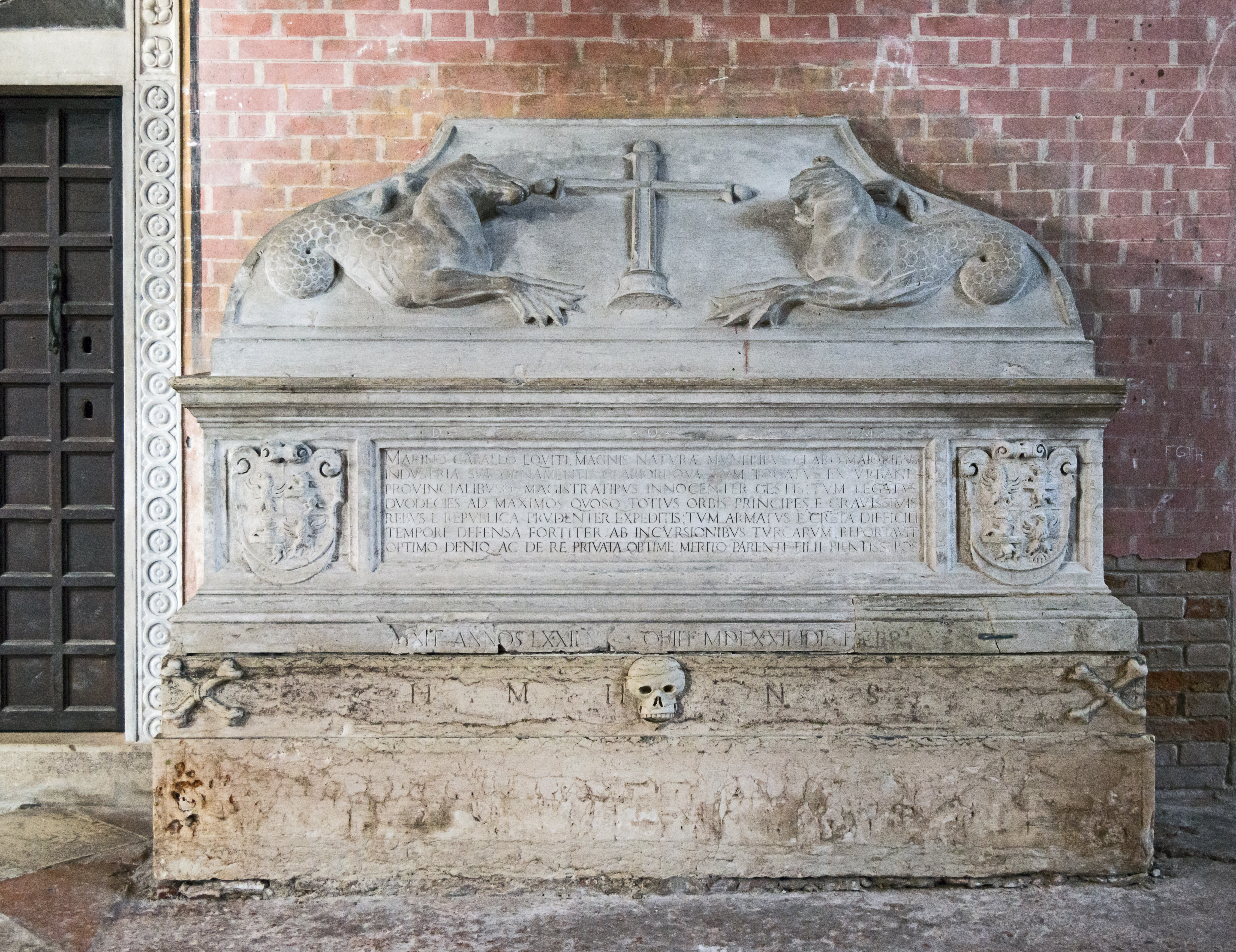
Grobowiec senatora Marina Cavallego

#### Lewe ramię transeptu
Na ścianie lewego ramienia transeptu (17), po prawej stronie, znajduje się posąg generała i późniejszego doży, Sebastiana Veniera, wodza floty weneckiej i zwycięzcy w bitwie pod Lepanto, odlany z brązu przez Antonia Dal Zotto.
Z lewej strony znajduje pomnik żony Antonio Veniera, dogaressy Agnese i ich córki Orsoli. Na frontonie sarkofagu widnieje płaskorzeźba Jezusa Martwego, flankowana figurami proroka Izajasza i św. Piotra Męczennika. Ponad sarkofagiem, w polu ograniczonym gotyckim ostrołukiem, znajduje się płaskorzeźba przedstawiająca Madonnę z Dzieciątkiem, św. Marka i św. Antoniego. Nad wierzchołkiem ostrołuku znajduje się medalion-płaskorzeźba z wyobrażeniem Boga Ojca, a ponad nim - figura św. Agnieszki. Po obu stronach łuku są dwie edykuły, posadowione na kolumnach i ozdobione rzeźbami Zwiastowania oraz herbami rodu Venier. Na ścianie bocznej znajduje się pomnik konny, przedstawiający Leonarda Prata, dowódcę piechoty weneckiej, który poległ w obronie Padwy przeciwko Lidze w Cambrai.
Pomiędzy nimi, pod wielkim zegarem astronomicznym z przełomu XV i XVI wieku znajduje się grobowiec doży Antonia Veniera, dzieło Dalle Masegne. Zwieńczenie pomnika stanowi rzeźba Madonna stojącej pomiędzy Świętymi Piotrem i Pawłem; postać doży ukazana jest w pozycji leżącej na wieku sarkofagu. Poniżej, w gotyckich niszach, przedstawione zostały cnoty teologalne i kardynalne, natomiast po bokach, na kolumnach, posągi św. Dominika i św. Antoniego. Pod grobowcem znajduje się portal prowadzący do kaplicy Różańcowej.

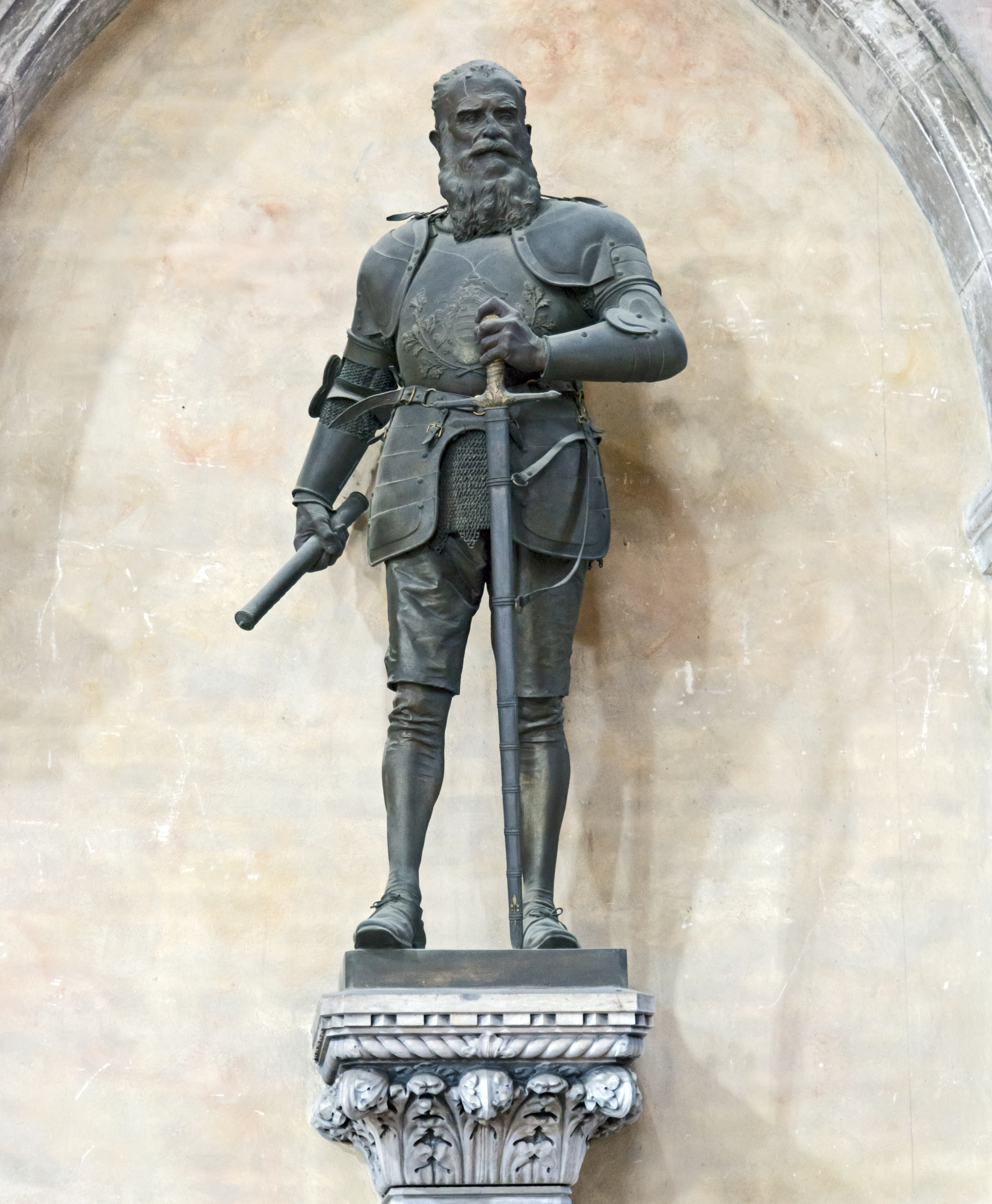
Pomnik doży Sebastiana Veniera
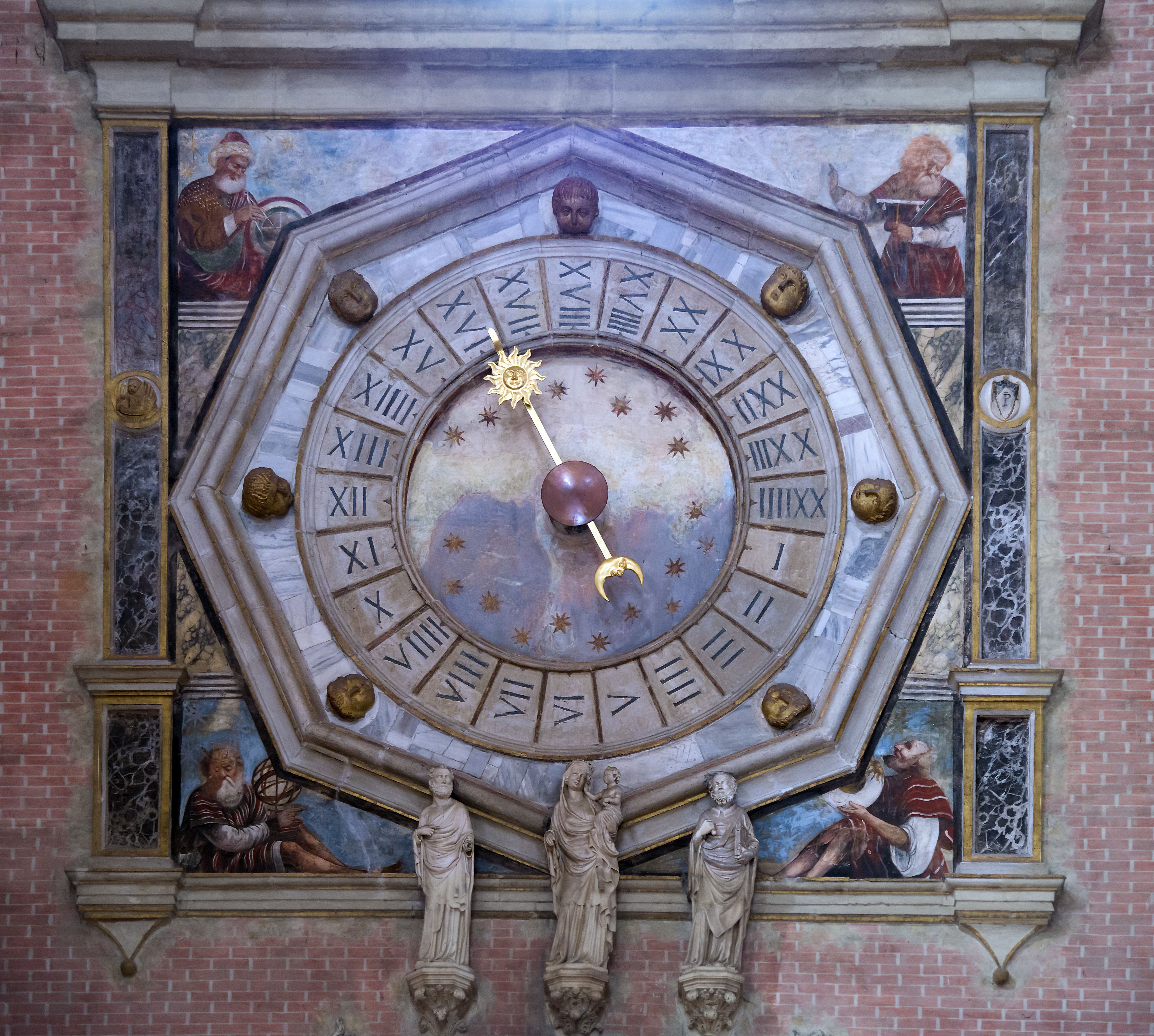
Zegar astronomiczny
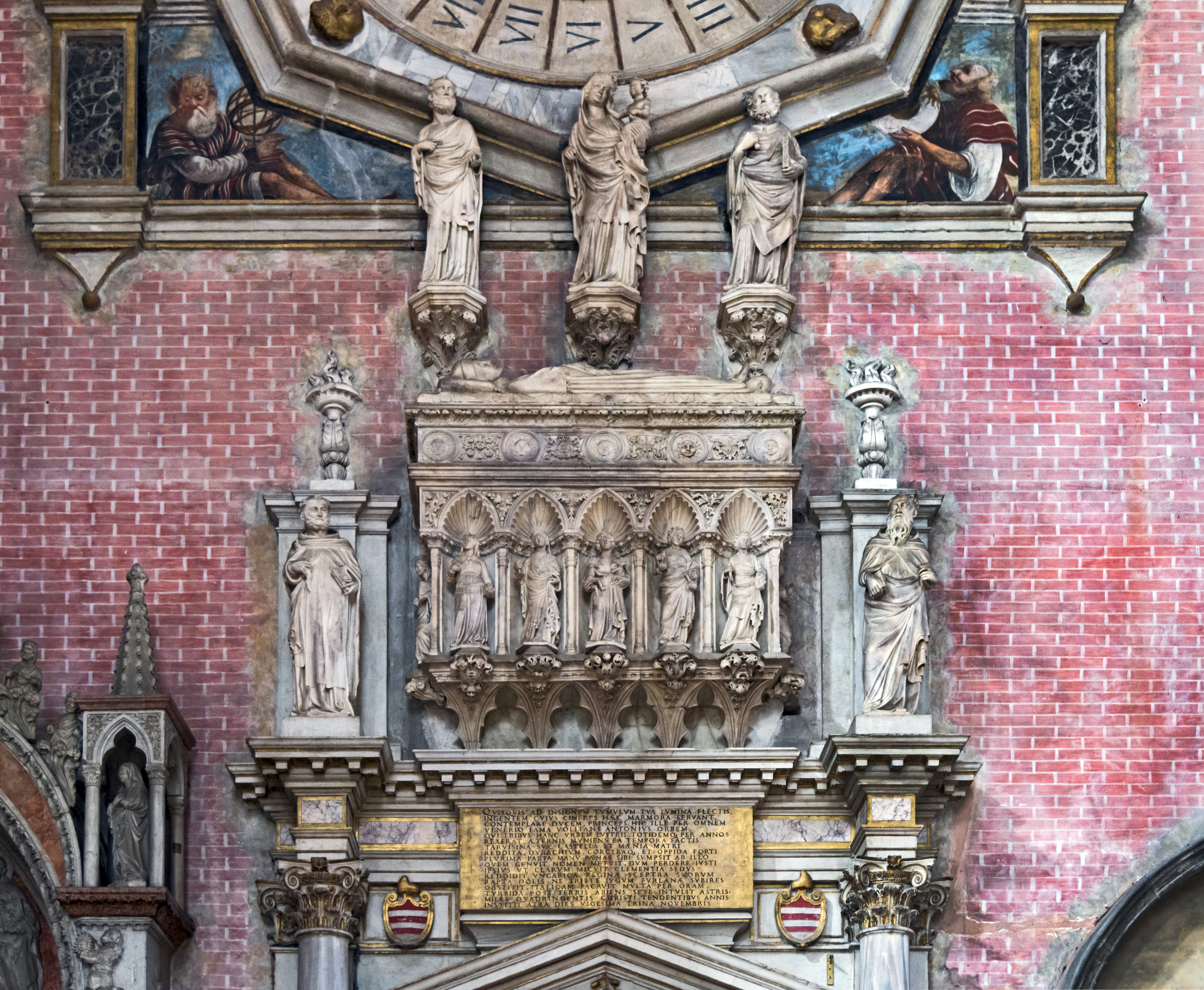
Grobowiec doży Antonia Veniera
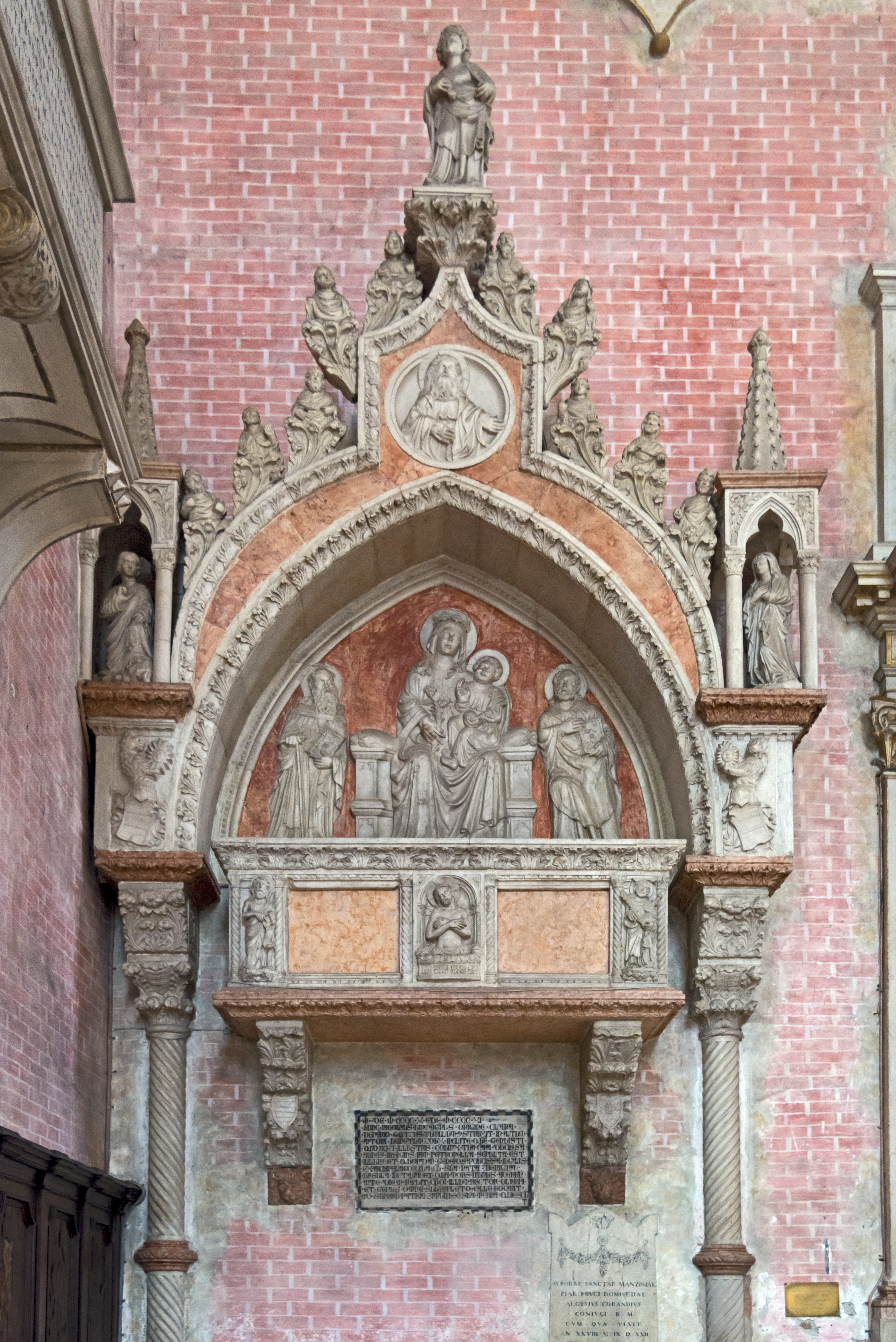
Pomnik dogaressy Agnese Venier
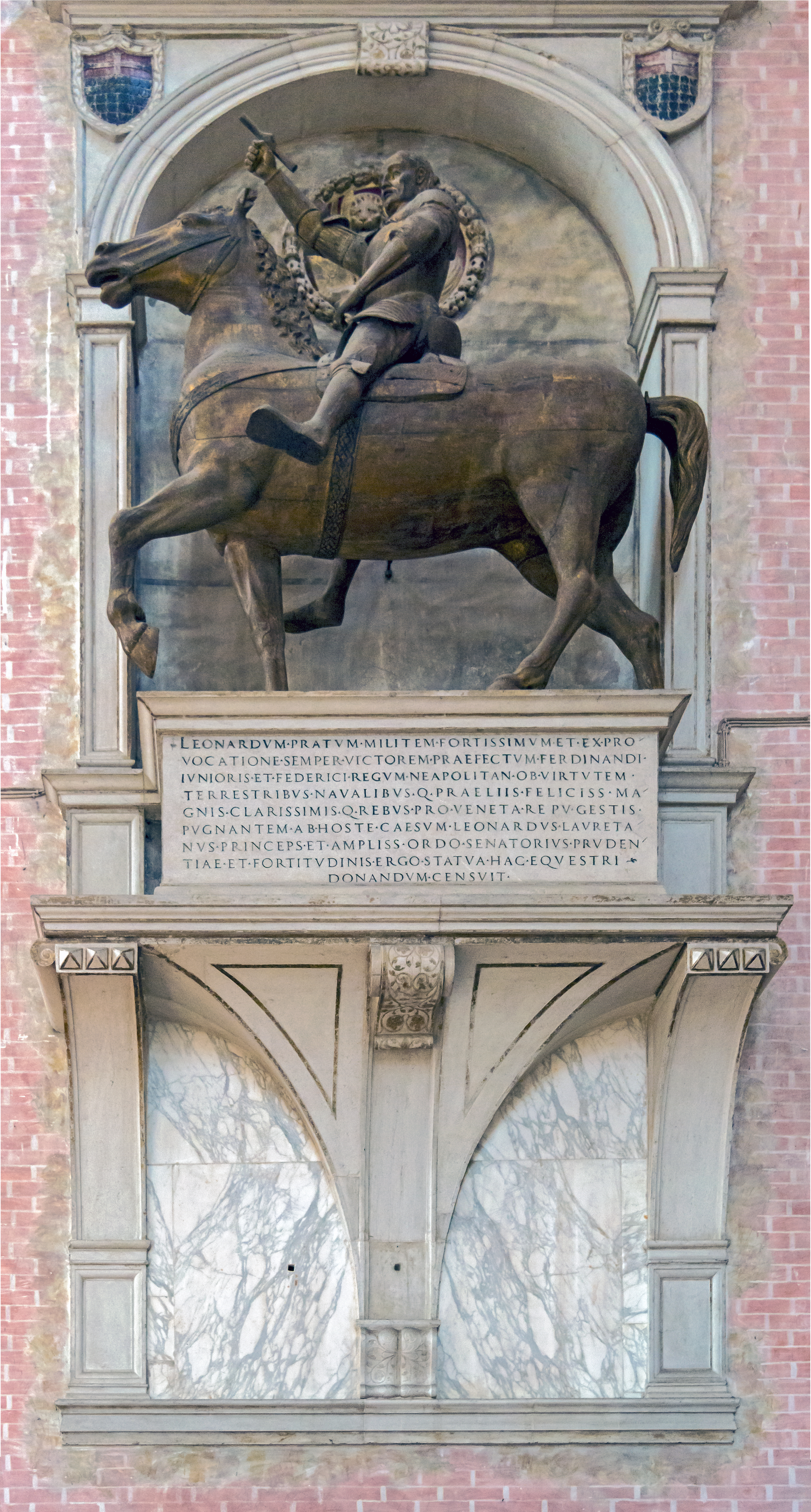
Pomnik Leonarda Prata

#### Kaplica Różańcowa

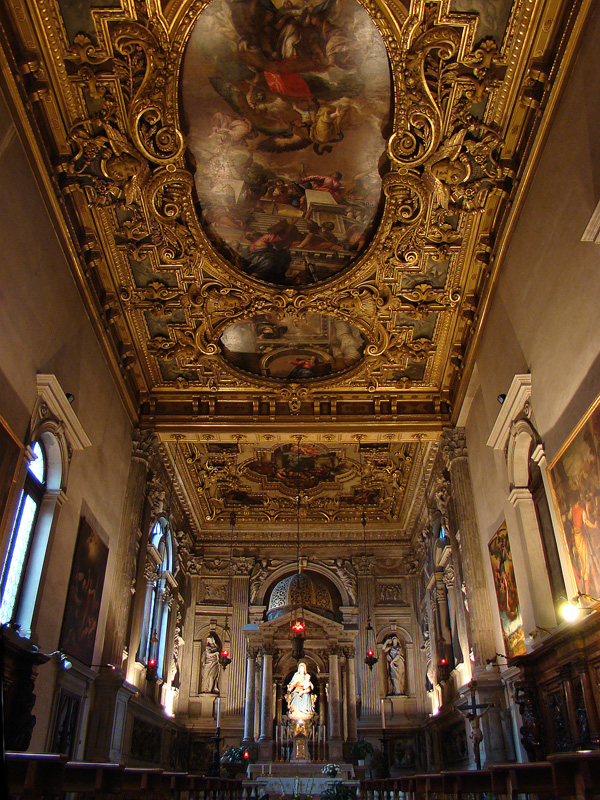
Wnętrze kaplicy

Kaplica Różańcowa (Cappella della SS. Vergine del Rosario, 18) została zbudowana przez Bractwo Różańcowe w podzięce za zwycięstwo nad Turkami w bitwie pod Lepanto 7 października 1571 roku (w święto Matki Bożej Różańcowej). Prowadzi do niej portal pod pomnikiem doży Antonia Veniera.
Kaplica powstała w 1582 roku z przekształcenia XIV-wiecznej kaplicy św. Dominika według projektu Alessandra Vittorii. Udekorowana licznymi arcydziełami stanowiła klejnot architektury. W nocy z 15 na 16 sierpnia 1867 roku kaplicę zniszczył pożar; spłonął pozłacany, drewniany strop, zawierający ponad 30 obrazów takich mistrzów jak: Jacopo Tintoretto (Matka Boża Różańcowa), Palma Młodszy, Leonardo Corona, Francesco Bassano, Domenico Tintoretto, Jan Soens. Spłonęły również obrazy przyjęte do renowacji, Męczeństwo św. Piotra Tycjana oraz Madonna i święci Giovanniego Belliniego.
Kaplica została zrekonstruowana w 1913 roku. 4 października 1959 roku, po odrestaurowaniu kaplica została ponownie otwarta.
Kaplica składa się z nawy i prezbiterium. Obecny strop, wyrzeźbiony przez Carla Lorenzettiego i oddany do użytku w 1932 roku zawiera trzy arcydzieła Veronese: Pokłon pasterzy, Wniebowzięcie Najświętszej Maryi Panny oraz Zwiastowanie. Płótna te pierwotnie znajdowały się w zniesionym kościele Umiltà alle Zattere, skąd zostały w 1838 roku wywiezione do Wiednia i zwrócone Wenecji w 1919 roku. W czerwcu 1925 roku zostały przeniesione do tutejszego kościoła.
Na tylnej ścianie, na lewo od wejścia, wisi druga wersja Pokłonu pasterzy Veronese. Na prawej ścianie, nad drzwiami wejściowymi znajdują się obrazy: Martwy Jezus Giovanniego Battisty Zelottiego, Jezus spotykający Weronikę Carla Caliariego, syna Veronese i Św. Michał Archanioł zwyciężający Lucyfera Bonifacia Veronese.
Na lewej ścianie, naprzeciwko drzwi wejściowych, wiszą obrazy: Męczeństwo św. Krystyny Sante Perandy, Obmycie stóp i Wieczerza Eucharystyczna Benedetta Caliariego i Św. Dominik ratuje żeglarzy zapraszając ich do modlitwy różańcowej Alessandra Varotariego.
Wzdłuż ścian bocznych znajdują się, wyrzeźbione w drewnie przez Giacoma Piazzettę sceny z życia Jezusa i Maryi.

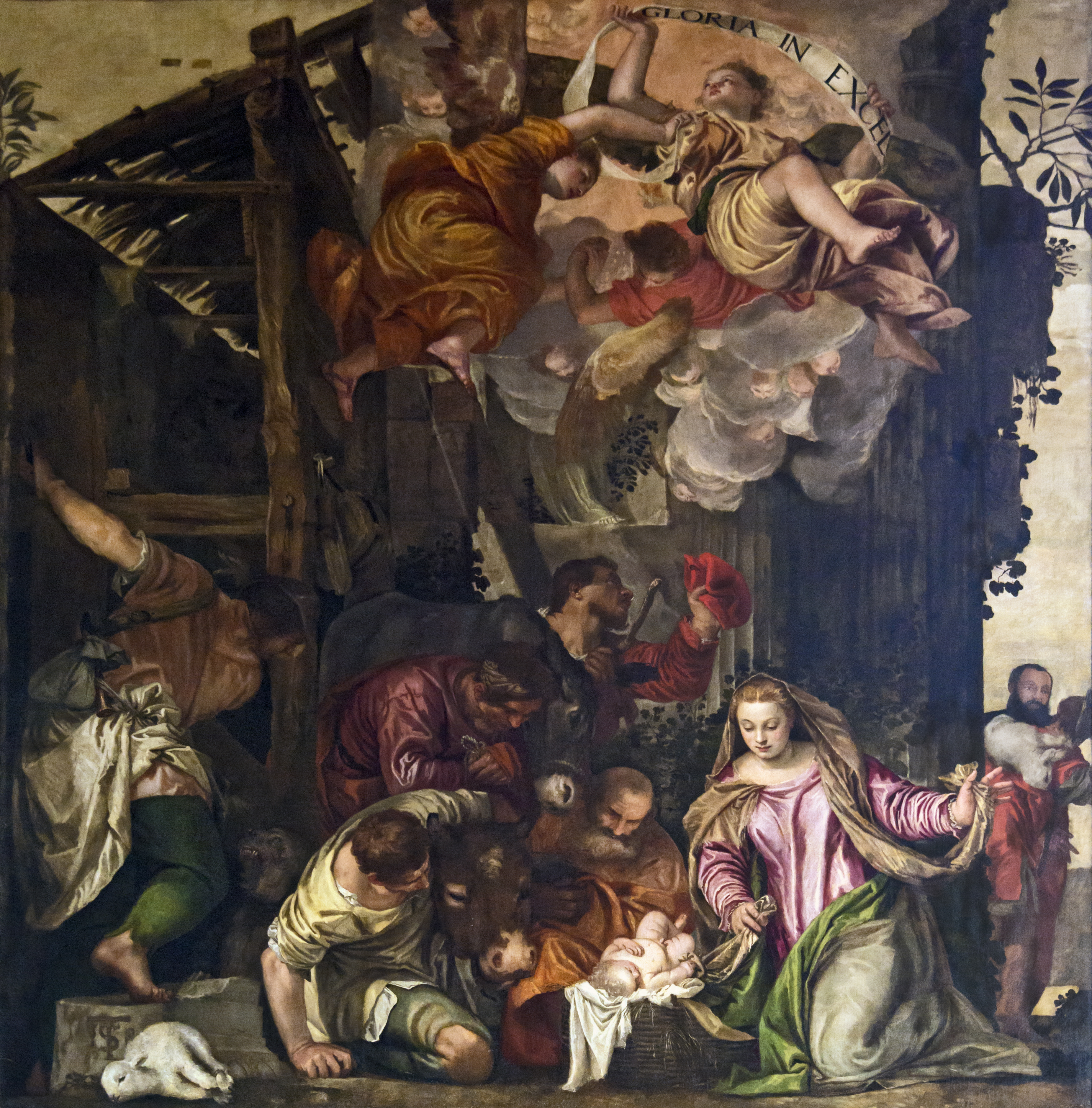
Paolo Veronese, Pokłon pasterzy
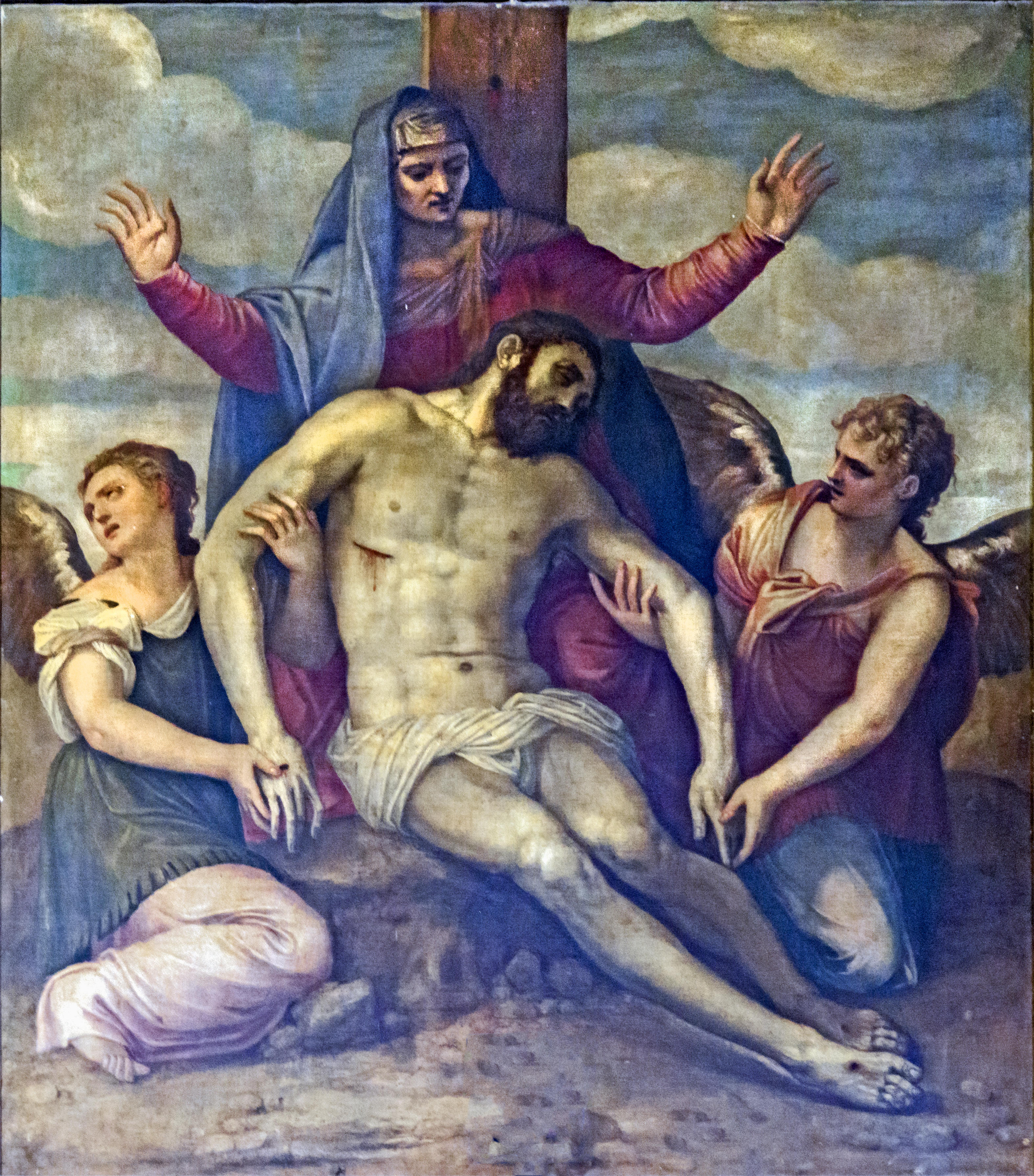
Giovanni Battista Zelotti, Martwy Jezus
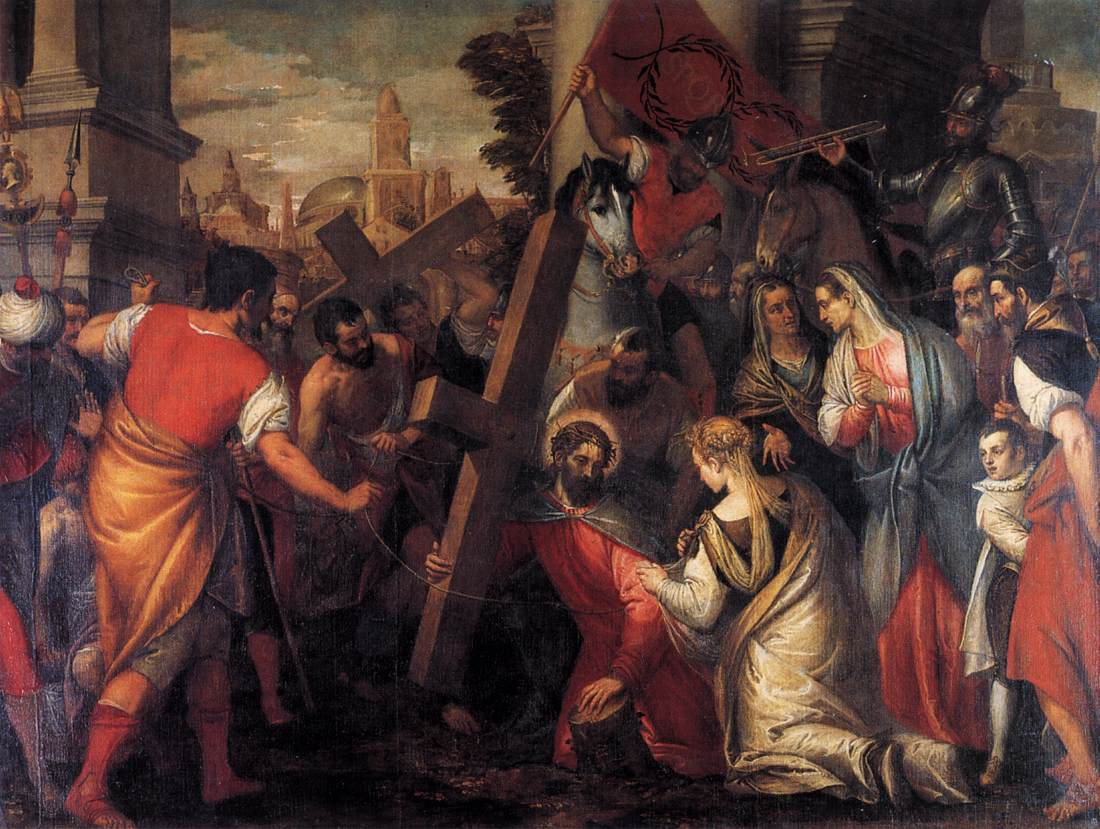
Carlo Caliari, Jezus spotykający Weronikę
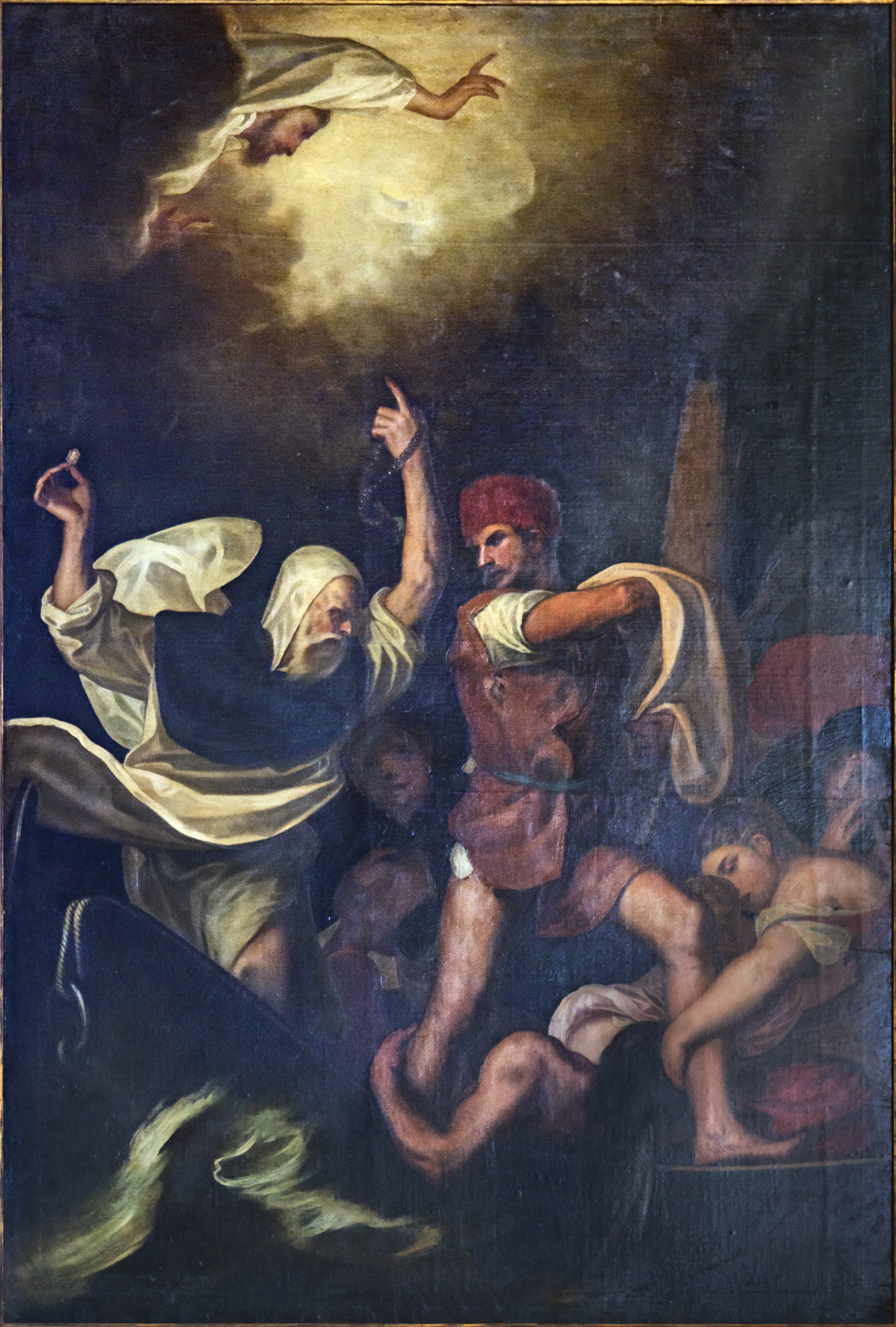
Alessandro Varotari, Św. Dominik ratuje żeglarzy zapraszając ich do modlitwy różańcowej
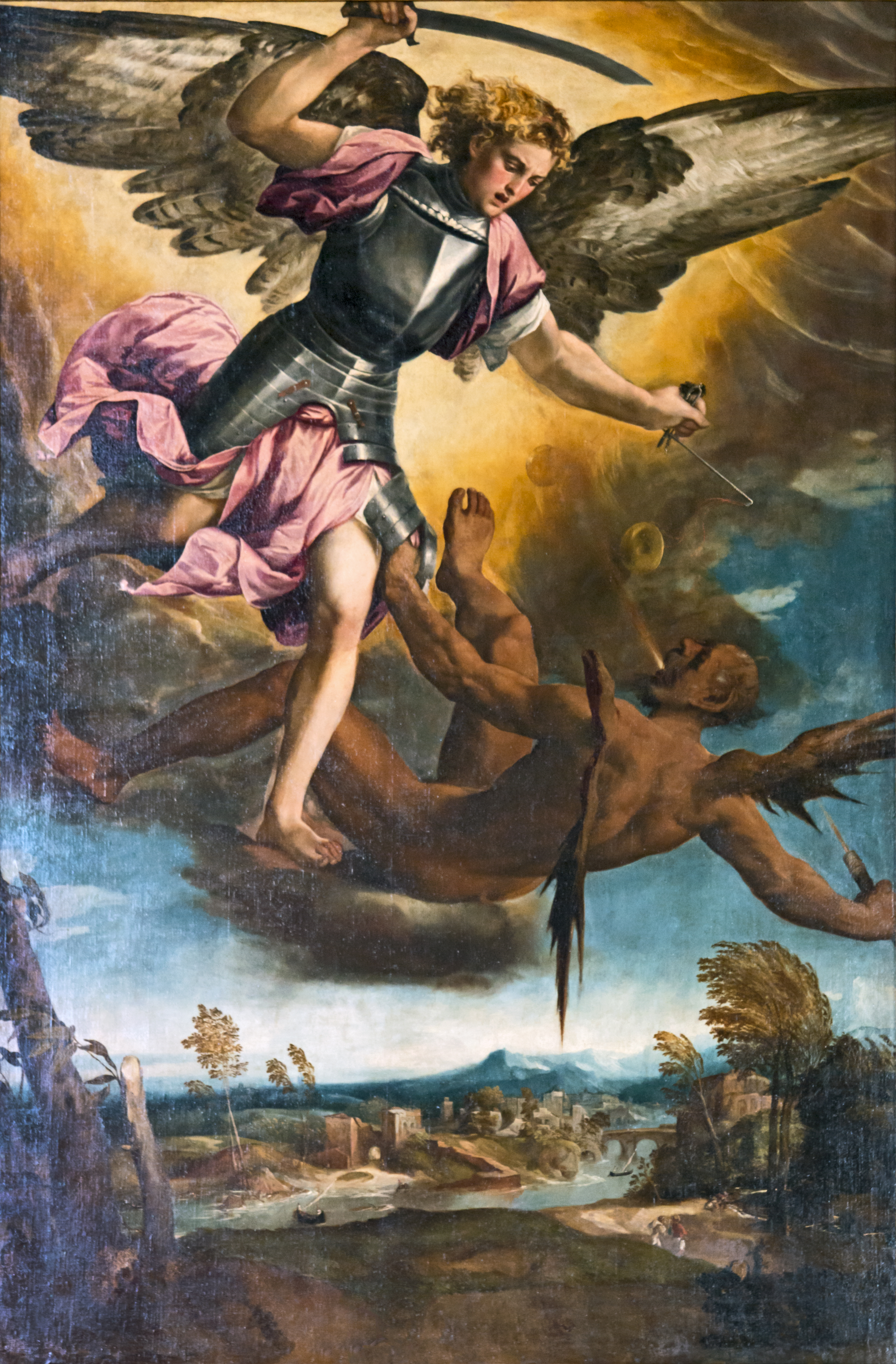
Bonifacio Veronese, Św. Michał Archanioł zwyciężający Lucyfera

##### Prezbiterium kaplicy

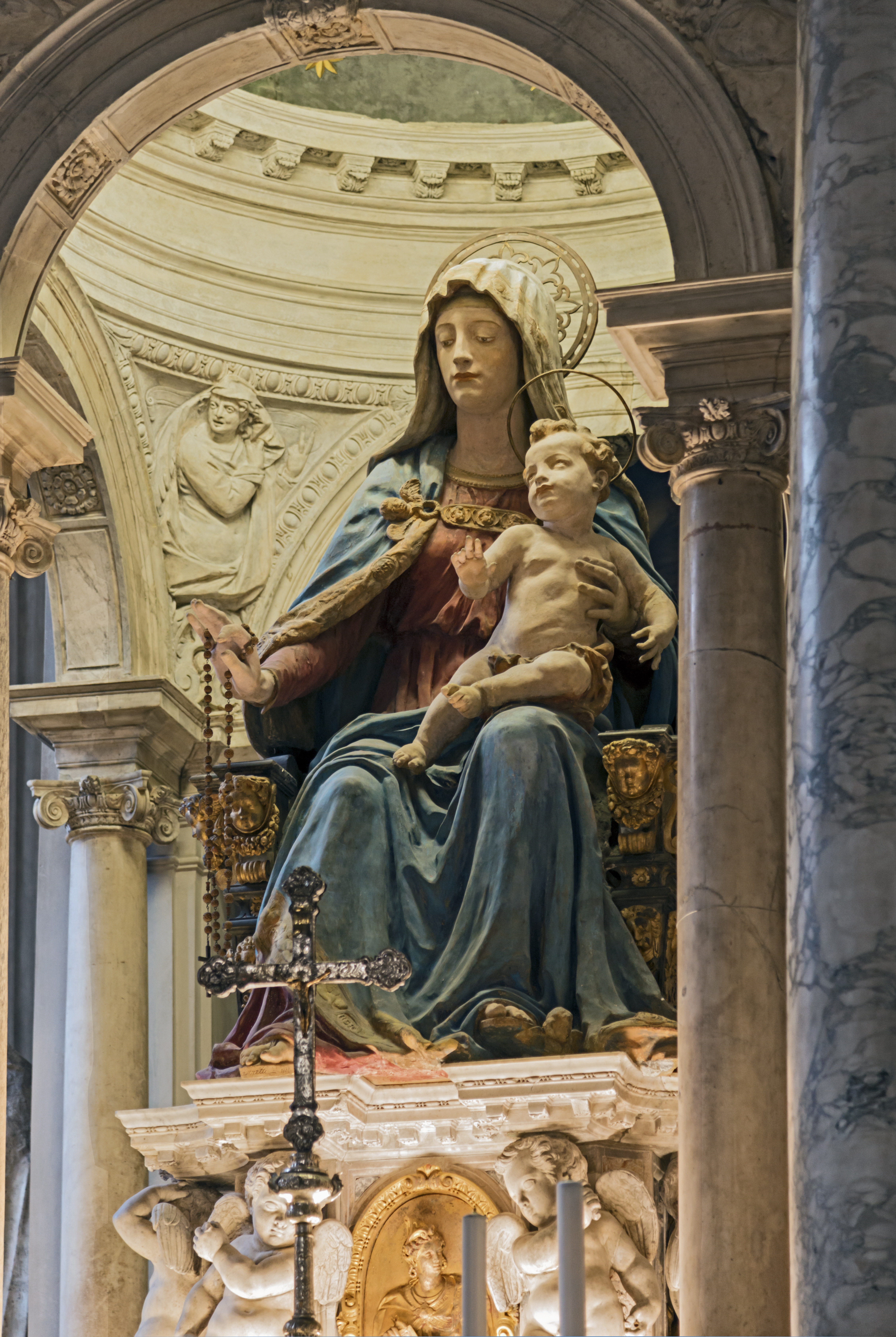
Figura Matki Bożej Różańcowej

Dekoracyjny strop prezbiterium graniczy z tym z nawy. W jego centrum znajduje się Pokłon Trzech Króli z 1582 roku, a po bokach wyobrażenia czterech ewangelistów. Obrazy te pochodzą ze zniesionego kościoła San Nicolo in Lattuga. Ołtarz, mający kształt małej świątyni na podstawie kwadratu, zwieńczonej kopułą, jest dziełem Girolama Campagni. Znajdująca się w nim figura Matki Bożej Różańcowej, z polichromowanej terakoty, została zrekonstruowana przez Carla Lorenzettiego. Na oryginalnej bazie tronu Matki Bożej umieszczone są cztery putta o głowach Sybilli. Dolna część ścian prezbiterium została udekorowana dziesięcioma płaskorzeźbami z XVIII wieku, częściowo zrekonstruowanymi po pożarze. Są to, od lewej: Zwiastowanie (Giovanni Bonazza), Pokłon pasterzy (z 1700 roku; Giovanni Bonazza i synowie: Antonio, Francesco i Tommaso), Spotkanie Maryi i Elżbiety, (Luigi i Carlo Tagliapietra), Sen świętego Józefa, (Francesco Bonazza), Maryja jako dziewczynka w świątyni, Małżeństwo Maryi i Józefa (Giuseppe Torretto), Odpoczynek w Egipcie Giovanni Maria Morlaiter), Ofiarowania Dzieciątka Jezus w świątyni (Luigi i Carlo Tagliapietra), Pokłon Trzech Króli (Giovanni Bonazza) i Spór Jezusa z lekarzami (Giovanni Maria Morlaiter). Dekoracji ścian dopełniają rzeźby trzech proroków i trzech Sybilli, stojące w niszach oraz dwa kandelabry z brązu (autorstwa Alessandra Vittorii), a także rzeźby świętych (w tym. św. Dominika i św. Tomasza z Akwinu) i scen biblijnych (Nawiedzenie Najświętszej Maryi Panny, Ucieczka do Egiptu, Pokłon pasterzy i innych).

#### Zakrystia
Portal zakrystii (19) składa się z nagrobka, który Palma Młodszy zamierzał wybudować dla siebie, Palmy Starszego i Tycjana. Vincenzo Scamozzi wygrawerował projekt architektoniczny, Jacopo Alberelli wyrzeźbił popiersia Palmy Młodszy i Starszego, a Alessandro Vittoria przypuszczalnie Tycjana. Palma Młodszy, który został pochowany pod posadzką, namalował wiszący powyżej obraz Alegoria sławy. Pokryty sztukaterią strop zdobi obraz Marca Vecelia, siostrzeńca i zwolennika Tycjana, Święci Dominik i Franciszek ratujący ludzkość od kary boskiej. Na prawo od drzwi wejściowych do zakrystii wisi obraz Andrei Michieli Doża Jacopo Tiepolo przekazuje dominikanom ziemię pod kościół i klasztor (1606). Na ścianie ołtarzowej, po prawej stronie znajduje się obraz Zmartwychwstanie Palmy Młodszego; pośrodku, tego samego autora, Adoracja Krzyża przez świętych dominikańskich, a po lewej – Święci dominikańscy całujący rany Chrystusa, Odoarda Fialettiego. Na ścianie naprzeciwko wejścia znajdują się obrazy: Cud książki Odoarda Fialettiego, Narodziny św. Róży z Limy Francesca Fontebassa oraz Honoriusz III zatwierdzający w 1216 roku Regułę św. Dominika i Święci męczennicy rzymscy Jan i Paweł Leandra Bassana. Również na ścianie naprzeciwko ołtarza wisi kilka obrazów, w tym Wiara Francesca Fontebasso. Nad drzwiami umieszczono obraz Św. Dominik i św. Franciszek, pędzla Angela Liona.

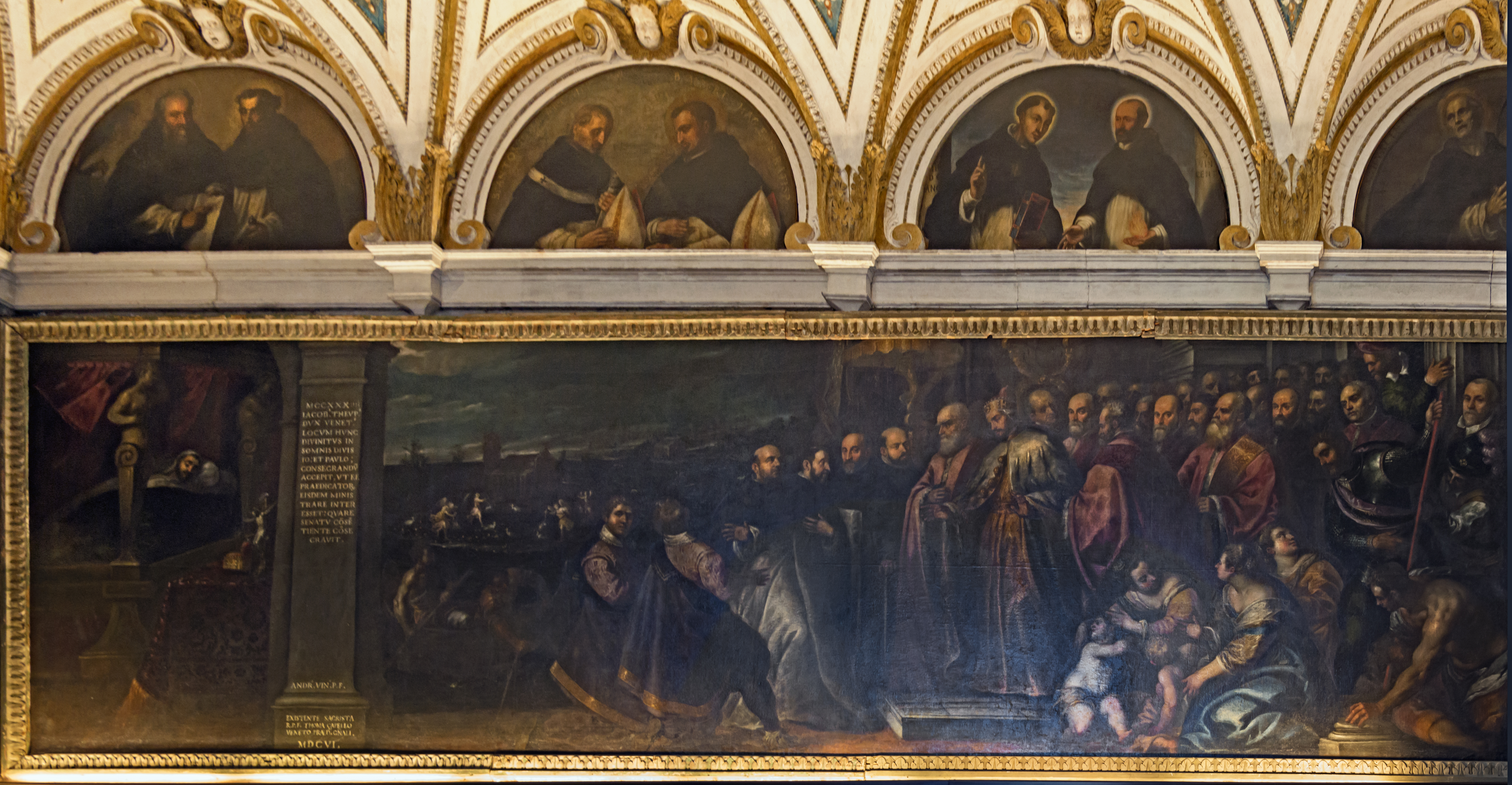
Andrea Vicentino, Sen doży Jacopa Tiepola, ok. 1606. Powyżej: Gian Sisto de Laudis, Portrety dominikanów, ok. 1610
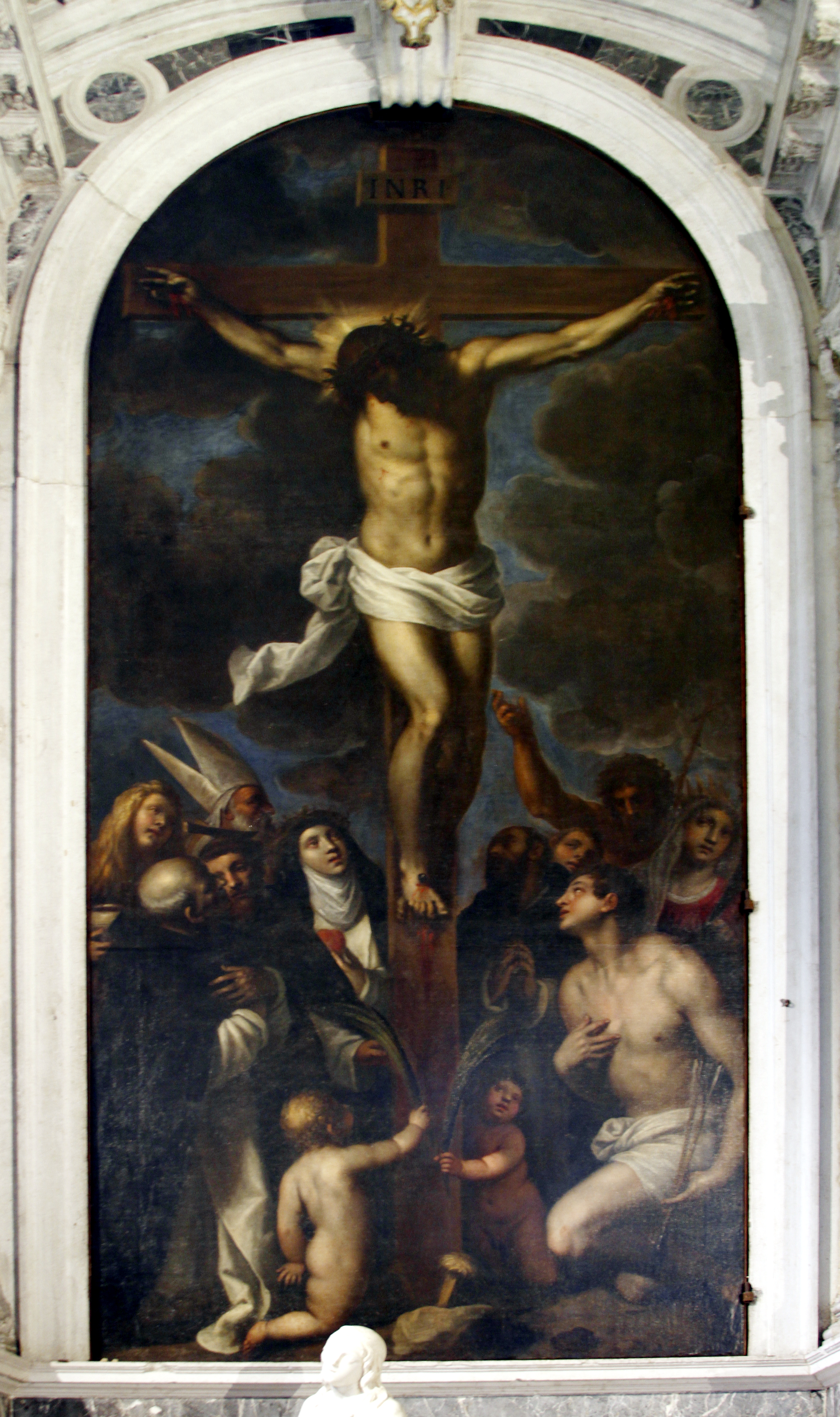
Palma Młodszy, Adoracja Krzyża przez świętych dominikańskich, 1620
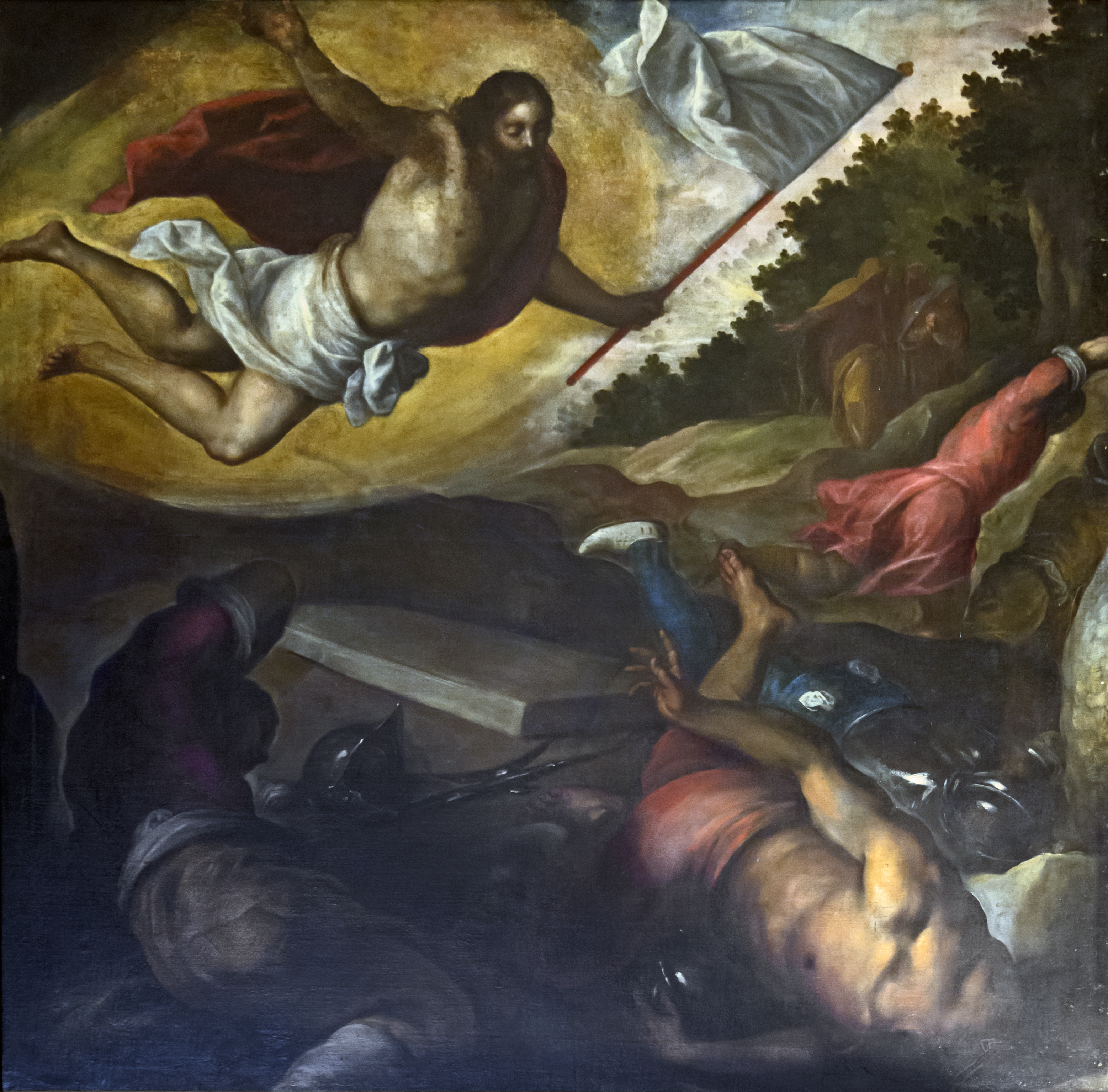
Palma Młodszy, Zmartwychwstanie, 1620
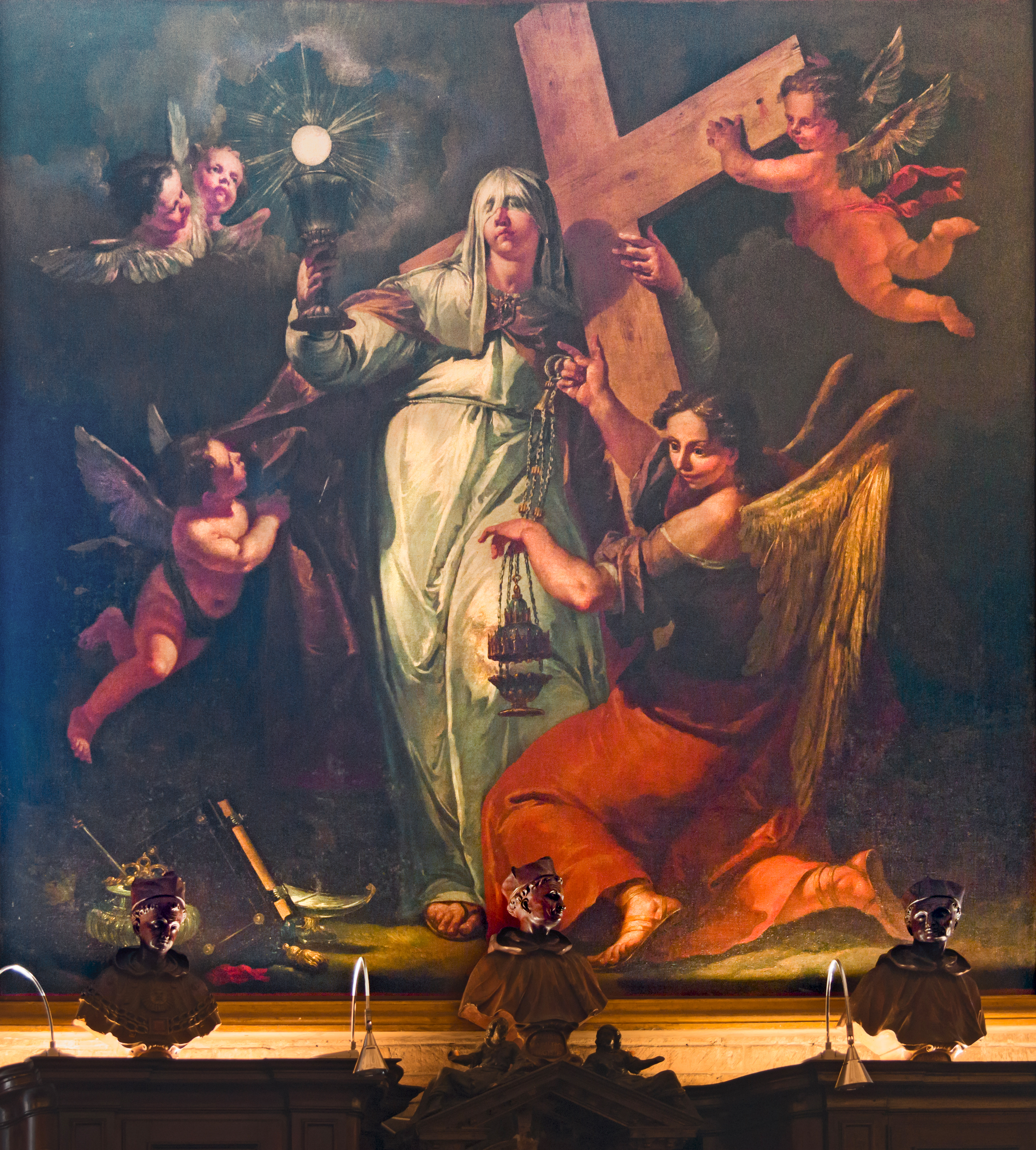
Francesco Fontebasso, Alegoria wiary, 1750

#### Nawa lewa

##### Ołtarz św. Józefa, organy i fragment poliptyku
Po wyjściu z Kaplicy Różańcowej, w narożniku lewej nawy (20), jako pierwszy stoi XVI-wieczny, marmurowy ołtarz św. Józefa, który dawniej należał do chóru. Na górze, w przestrzeni pierwszego przęsła, znajduje się masywna empora z organami, zbudowanymi przez Gaetana Calida w XVIII wieku. Poniżej widnieje tablica upamiętniająca poświęcenie bazyliki w 1430 roku. Poniżej, z prawej strony, znajdują się trzy panele namalowane w 1473 roku przez Bartolomea Vivariniego, będące szczątkami słynnego 9-częściowego poliptyku pod wezwaniem św. Augustyna, który stał na ołtarzu przy drzwiach; zachowane fragmenty to: Św. Augustyn (w środku), Św. Wawrzyniec (z prawej) i Św. Dominik (z lewej).

##### Pomnik doży Pasquala Malipiera
Po wyjściu z zakrystii, z prawej strony, znajduje się, zamontowany na ścianie, renesansowy (pierwszy w Wenecji) pomnik doży Pasquala Malipiera, dłuta Pietra Lombarda. W lunecie widnieje płaskorzeźba Pietà. Po obu stronach łuku lunety i na jego wierzchołku stoją trzy figurki: Sprawiedliwość, Obfitość i Pokój. Tonda wypełniają herby i lew św. Marka.

##### Pomnik senatora Giambattisty Bonziego
Pomnik senatora Giambattisty Bonziego został zbudowany w 1525 roku, prawdopodobnie przez Gian Marię Moscę. Fronton sarkofagu zdobią cztery cnoty: Umiarkowanie, Nadzieja, Sprawiedliwość i Miłość, a na górze Wiara. Dwie inne cnoty zaginęły podczas przenoszenia pomnika. Po bokach znajdującej się poniżej pomnika podwójnej arkady stoją posągi św. Tomasza z Akwinu i św Dominika, przypisywane Antoniowi Lombardo. W pierwszej arkadzie po prawej stronie znajduje się grób doży Michele Steno. Pomnik został przebudowany w 1811 roku, gdy po rozbiórce kościoła Santa Marina został przeniesiony do tutejszego kościoła. W drugiej arkadzie znajduje się grób pisarza Alvise Trevisana.

##### Pomnik generała Pompea Giustinianiego
Pozłacany, drewniany pomnik konny generała Pompea Giustinianiego, który zmarł w 1616 roku podczas oblężenia Gorizii, został wzniesiony na koszt Signorii i jest dziełem Francesca Terilli. Znaczącą wartość historyczną mają trzy kamienie nagrobne: pierwszy upamiętnia pobyt kardynała Chiaramonti (późniejszego papieża Piusa VII) w sąsiednim klasztorze, drugi, przyniesiony z pobliskiego klasztoru, znajdował się niegdyś na grobie doży Giovanniego Dandolo, trzeci natomiast upamiętnia zatrzymanie się w tutejszym kościele papieża Piusa VI, powracającego w 1782 roku z Wiednia.

##### Pomnik doży Tommasa Moceniga
Pomnik doży Tommasa Moceniga, datowany na 1423 rok, jest dziełem mistrzów toskańskich: Piero di Nicolò Lambertiego i Giovanniego di Martino da Fiesole. Elegancki w formie, reprezentuje styl przejściowy łącząc w sobie elementy gotyku i renesansu. Spięty u góry baldachim podtrzymywany przez dwa anioły, osłania leżący posąg doży. Tło baldachimu tworzy obszerna, przypominająca ołtarz, kompozycja architektoniczna, którą wypełniają posągi sześciu świętych, umieszczone w niszach pod ozdobnymi muszlami. Fronton sarkofagu ozdobiony jest pięcioma niszami z alegoriami cnót teologalnych i kardynalnych. Wierzchołek baldachimu wieńczy figura Sprawiedliwości, podtrzymywana przez dwa lwy.

##### Pomnik doży Niccolò Marcella
Kolejnym jest pomnik doży Niccolò Marcella, dzieło Pietra Lombarda. W lunecie znajduje się płaskorzeźba Madonna na tronie ze św. Markiem prezentującym dożę i św. Teodorem. Dekorację uzupełniają cztery posągi przedstawiające cnoty kardynalne. Powyżej, w lunecie znajduje się płaskorzeźba Bóg Ojciec błogosławiący.

##### Ołtarz
W renesansowym ołtarzu dominuje obraz Męczeństwo św. Piotra pędzla Nicolò Kassali, będący kopią arcydzieła Tycjana z 1530 roku, zniszczonego podczas pożaru w Kaplicy Różańcowej. Barokowy pomnik konny upamiętnia generała piechoty weneckiej, Orazia Baglioniego.

##### Pomnik Attilia i Emilia Bandiery i Domenica Mora
Kolejny pomnik upamiętnia braci Attilia i Emilia Bandiera oraz Domenica Moro, bohaterów walk poprzedzających Zjednoczenie Włoch, rozstrzelanych 25 lipca 1844 roku w Vallone di Rovito. Pomnik w formie prostej piramidy wykonał Augusto Benvenuti, a jego odsłonięcie miało miejsce 25 czerwca 1890 roku.

##### Ołtarz Verde Scaligery
Ostatnim ołtarzem lewej nawy jest ołtarz poświęcony Verde Scaligerze, córce Mastina della Scala. Ołtarz jest dziełem Guglielmo dei Grigi i pochodzi z kościoła dei Servi. Ołtarz wypełnia płaskorzeźba Wniebowzięcie Najświętszej Maryi Panny, dłuta Alessandra Vittorii z 1576 roku. W pobliżu znajdują się pomniki markiza Gabriele di Chasteller i admirała Girolama Canala.

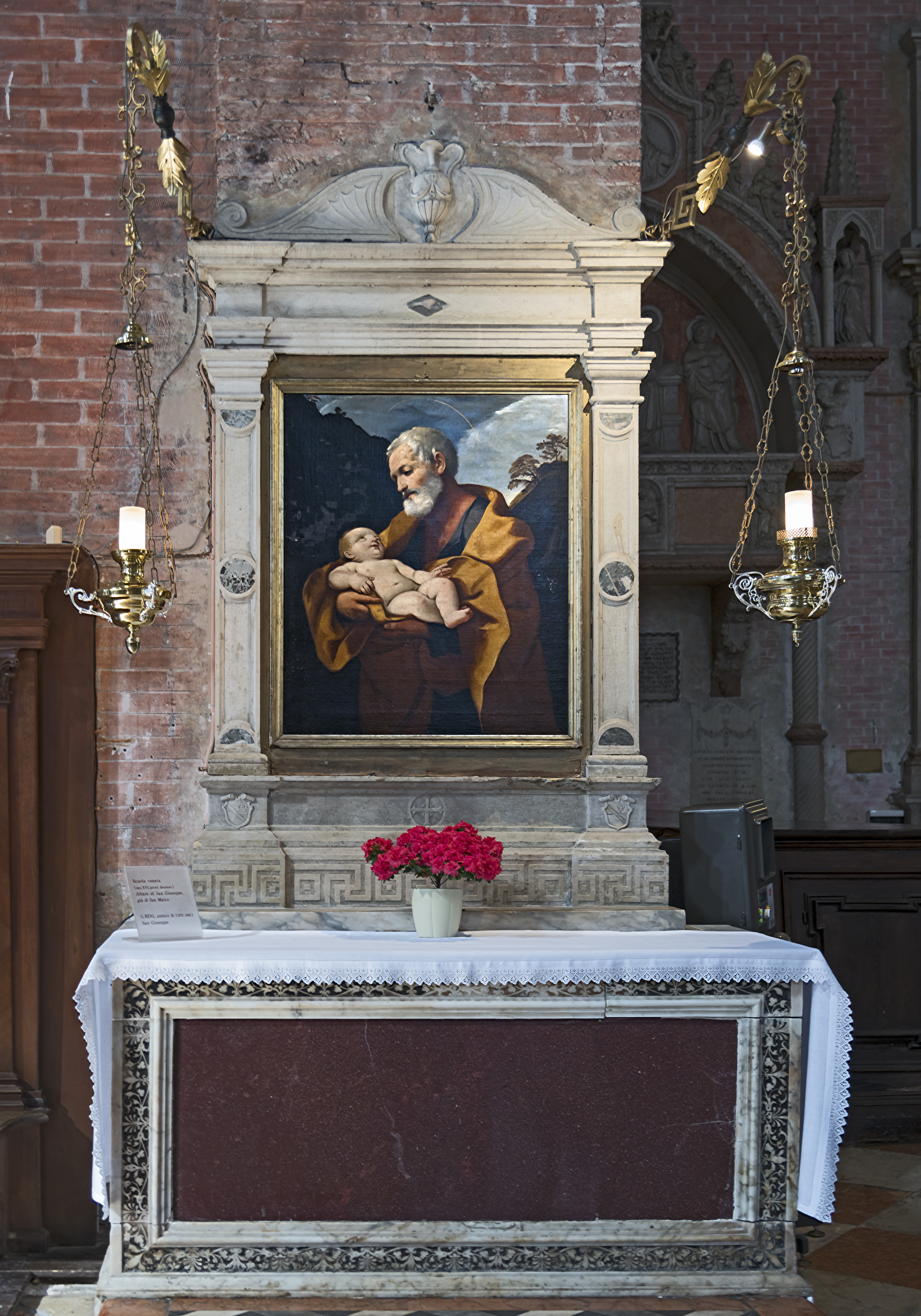
Ołtarz św. Józefa
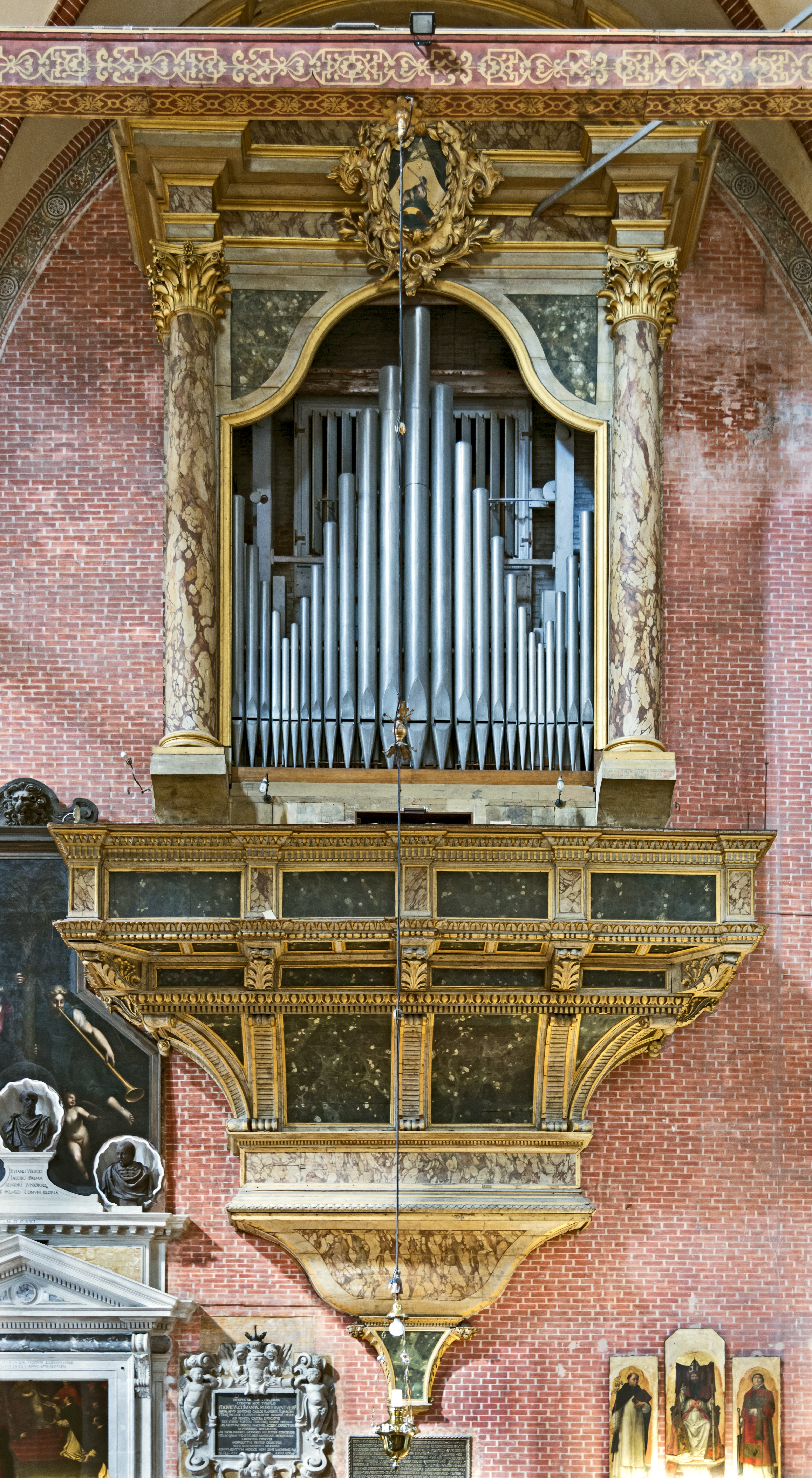
Organy
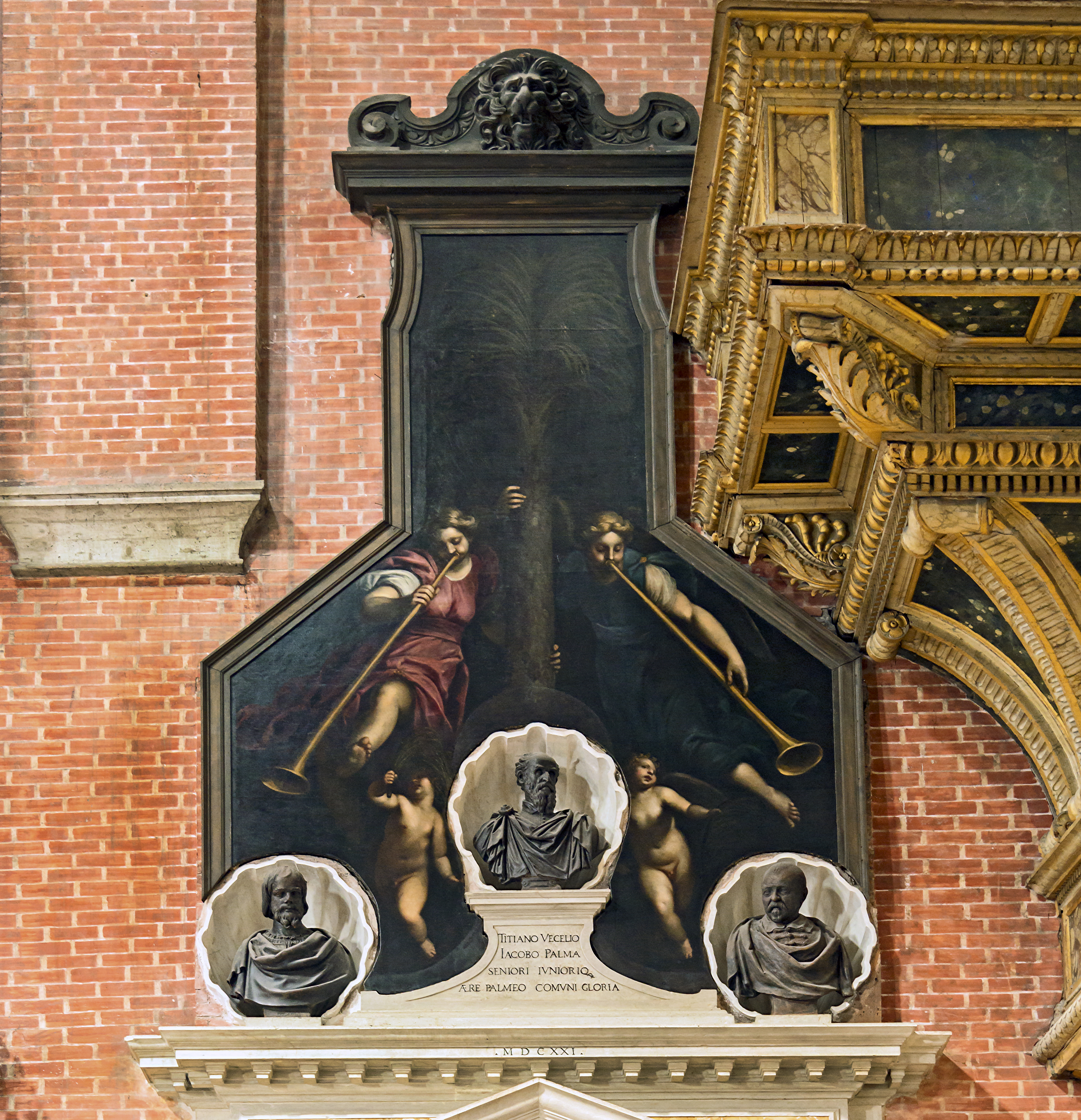
Pomnik Palmy Młodszego, Palmy Starszego i Tycjana
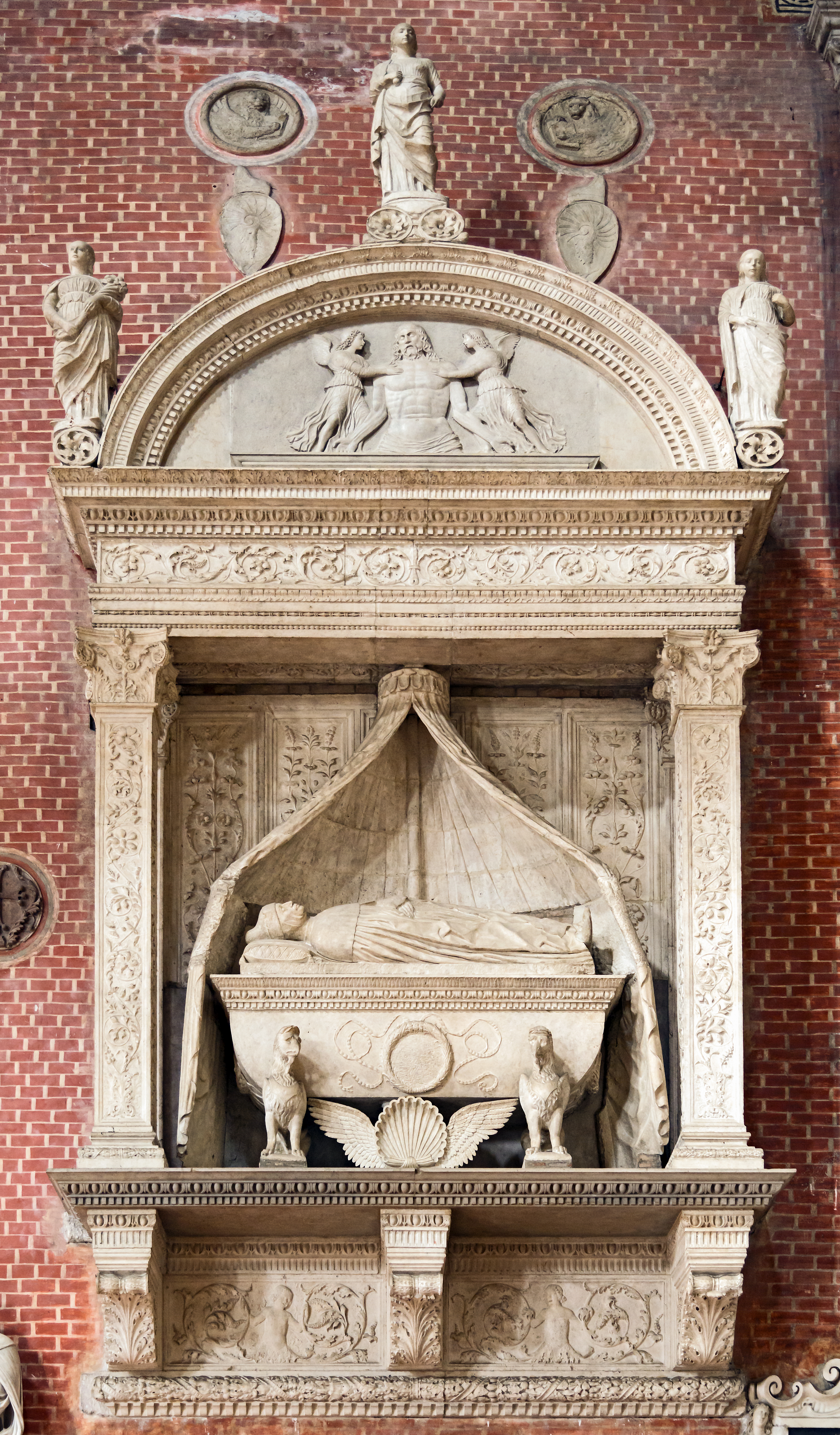
Pomnik doży Pasquala Malipiera
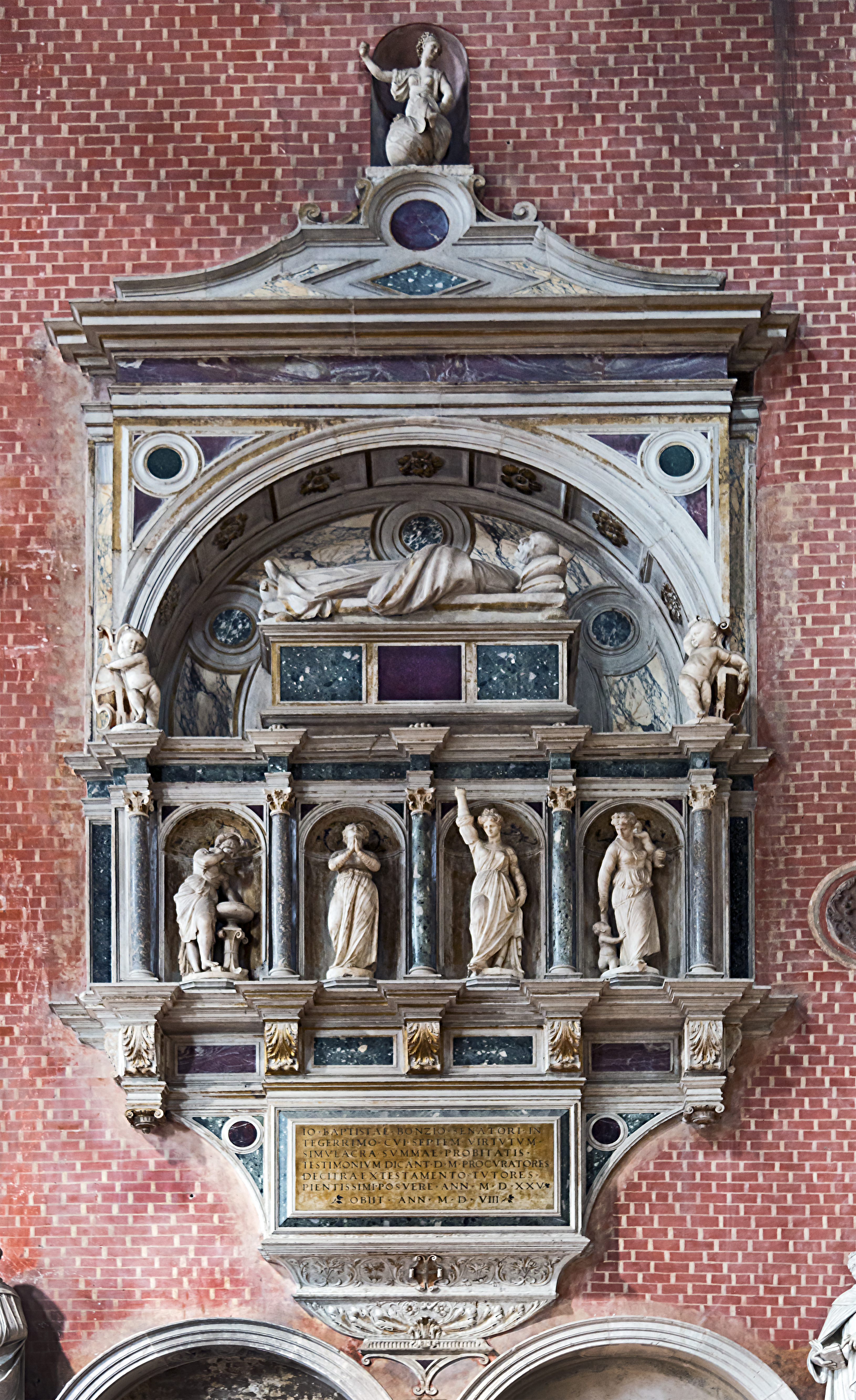
Pomnik senatora Giambattisty Bonziego
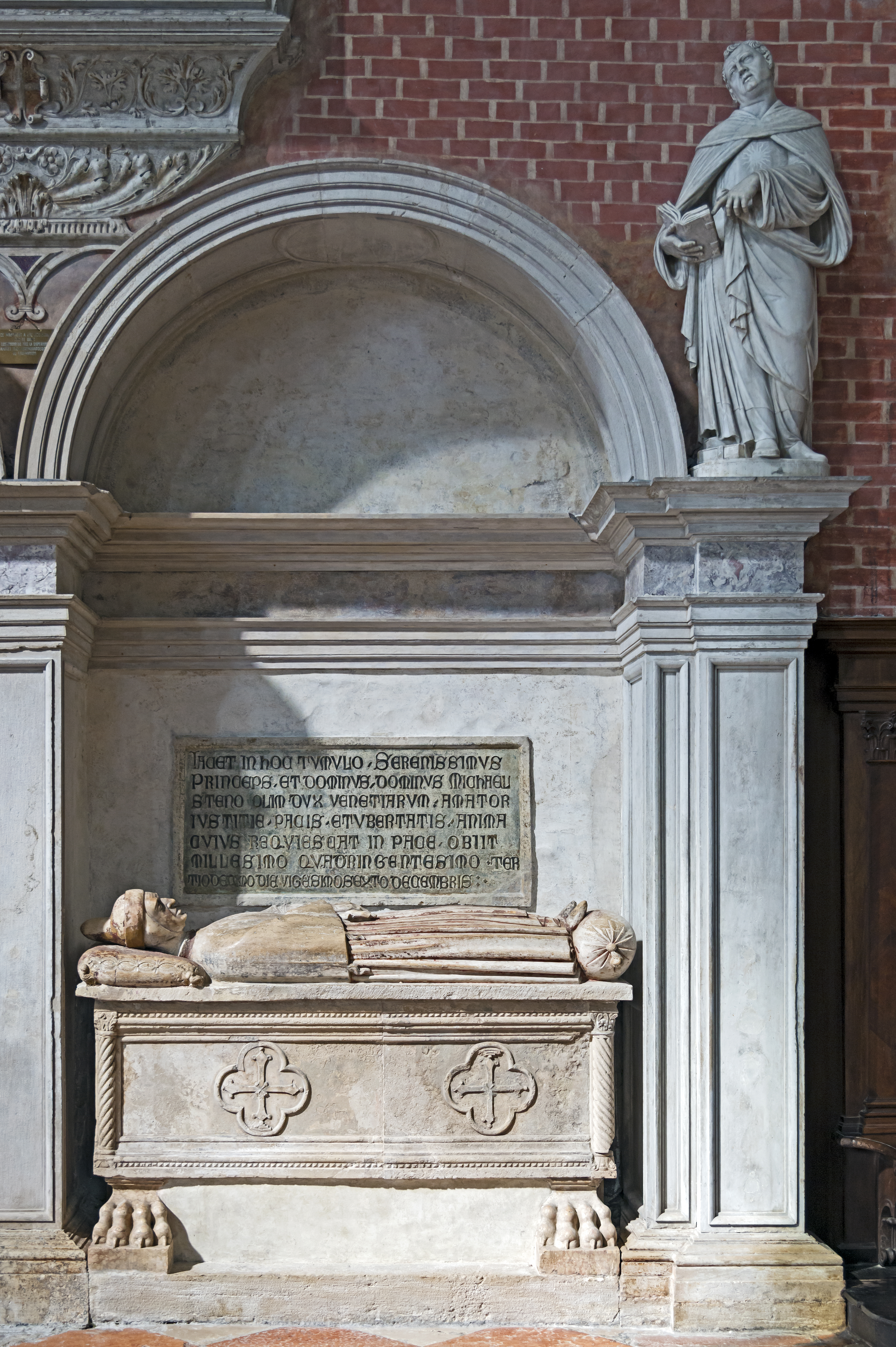
Pomnik doży Michele Stena
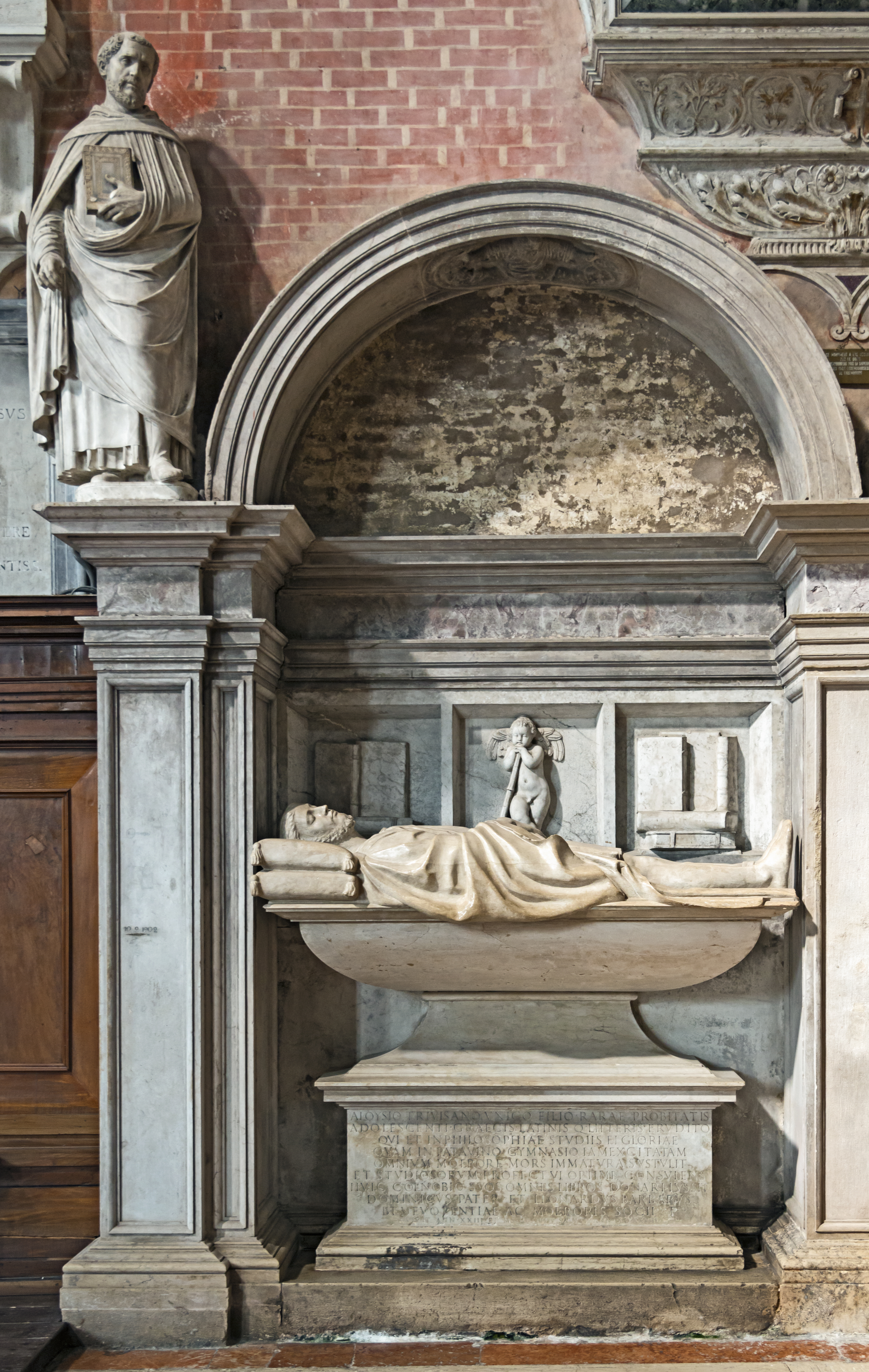
Pomnik Alvise Trevisana
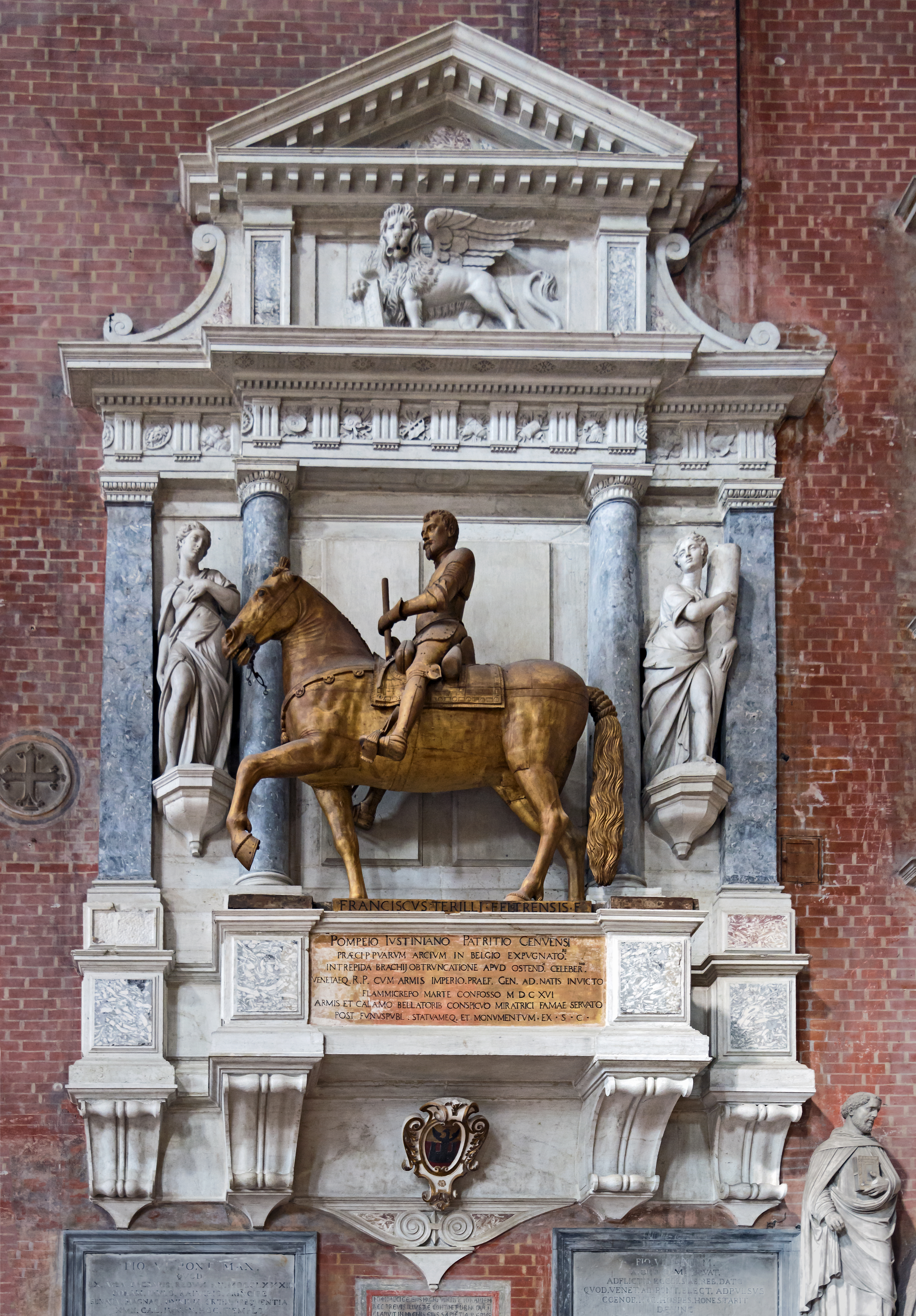
Pomnik Pompea Giustinianiego
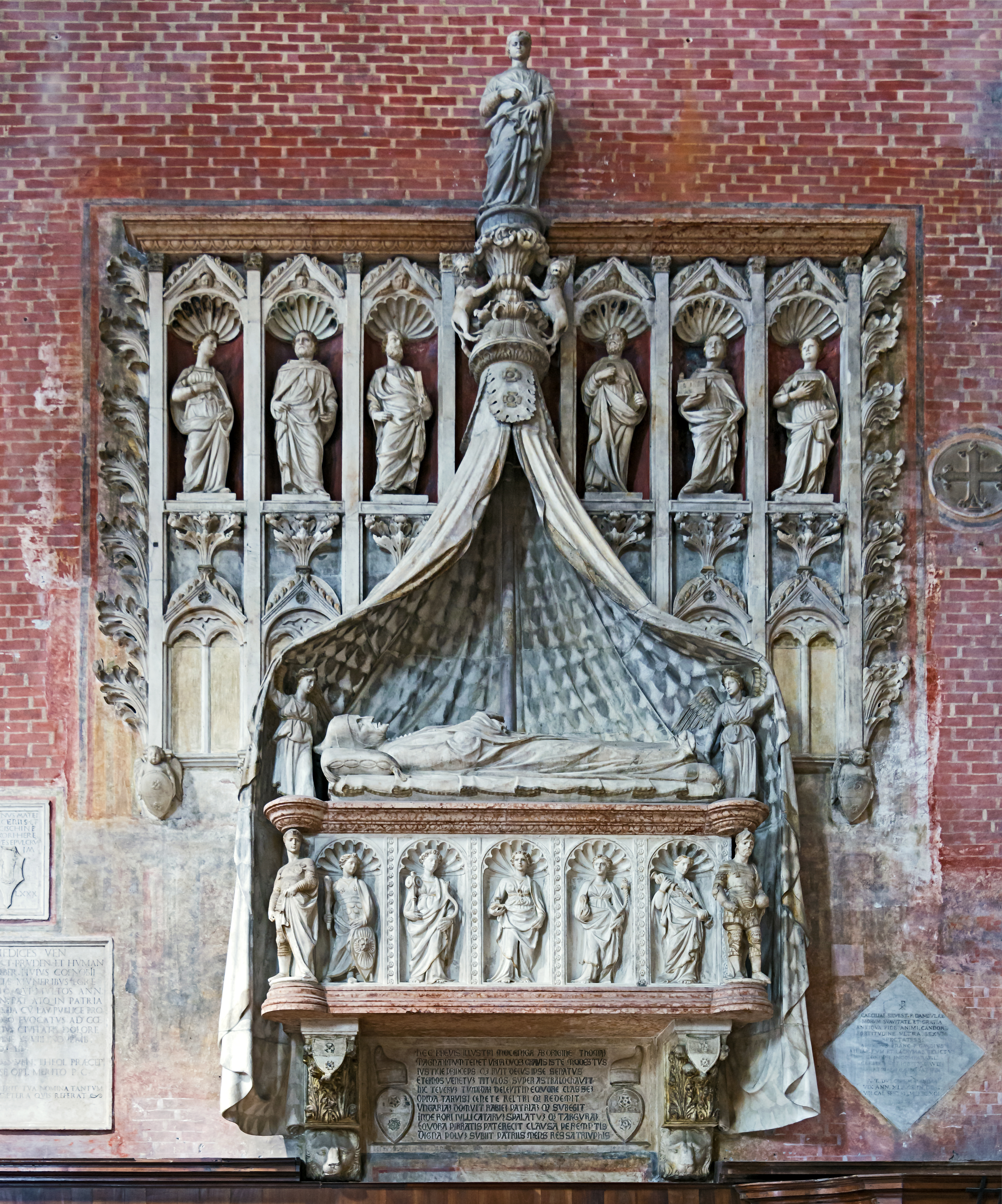
Pomnik doży Tommasa Moceniga
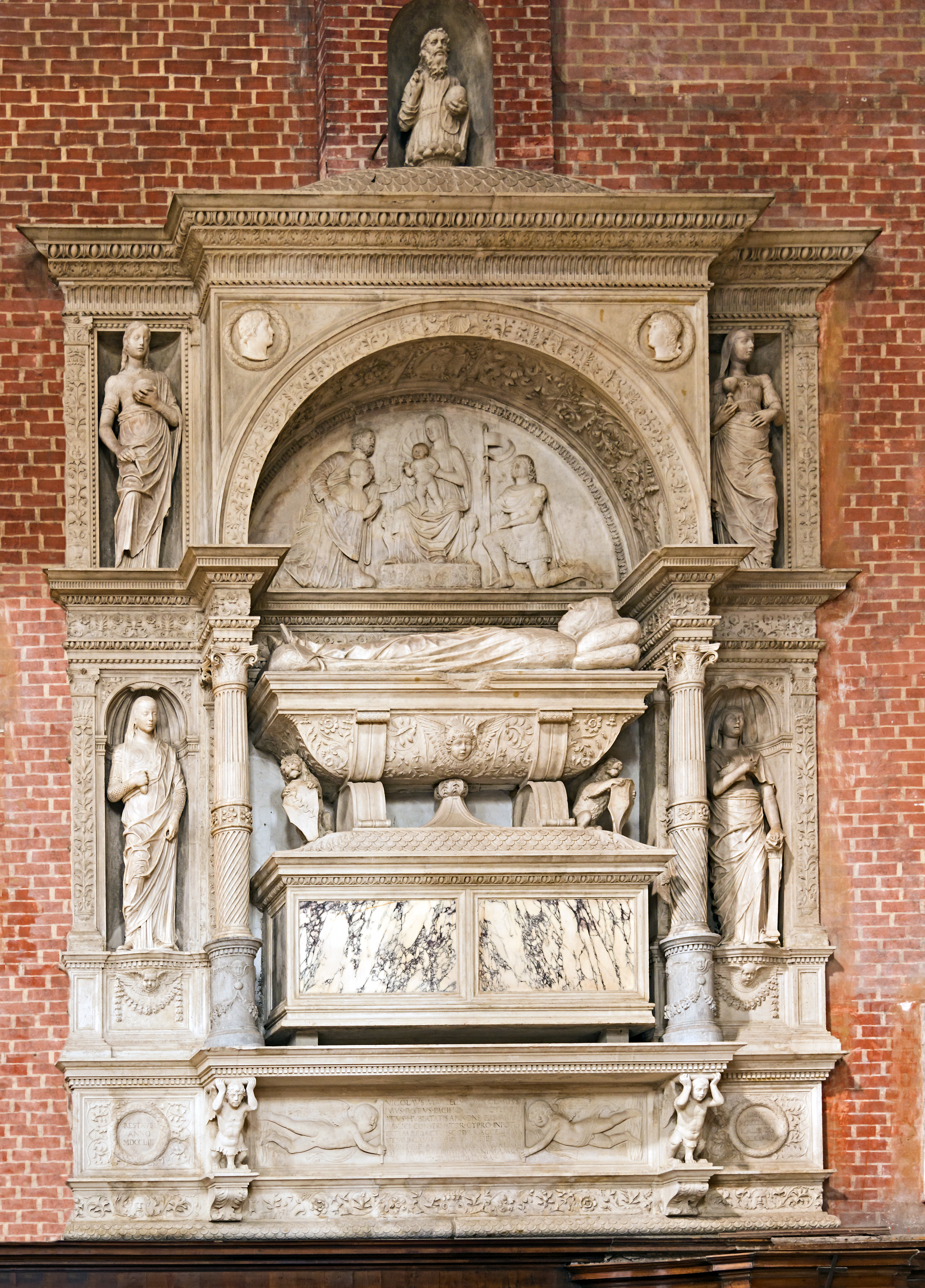
Pomnik doży Nicolò Marcella
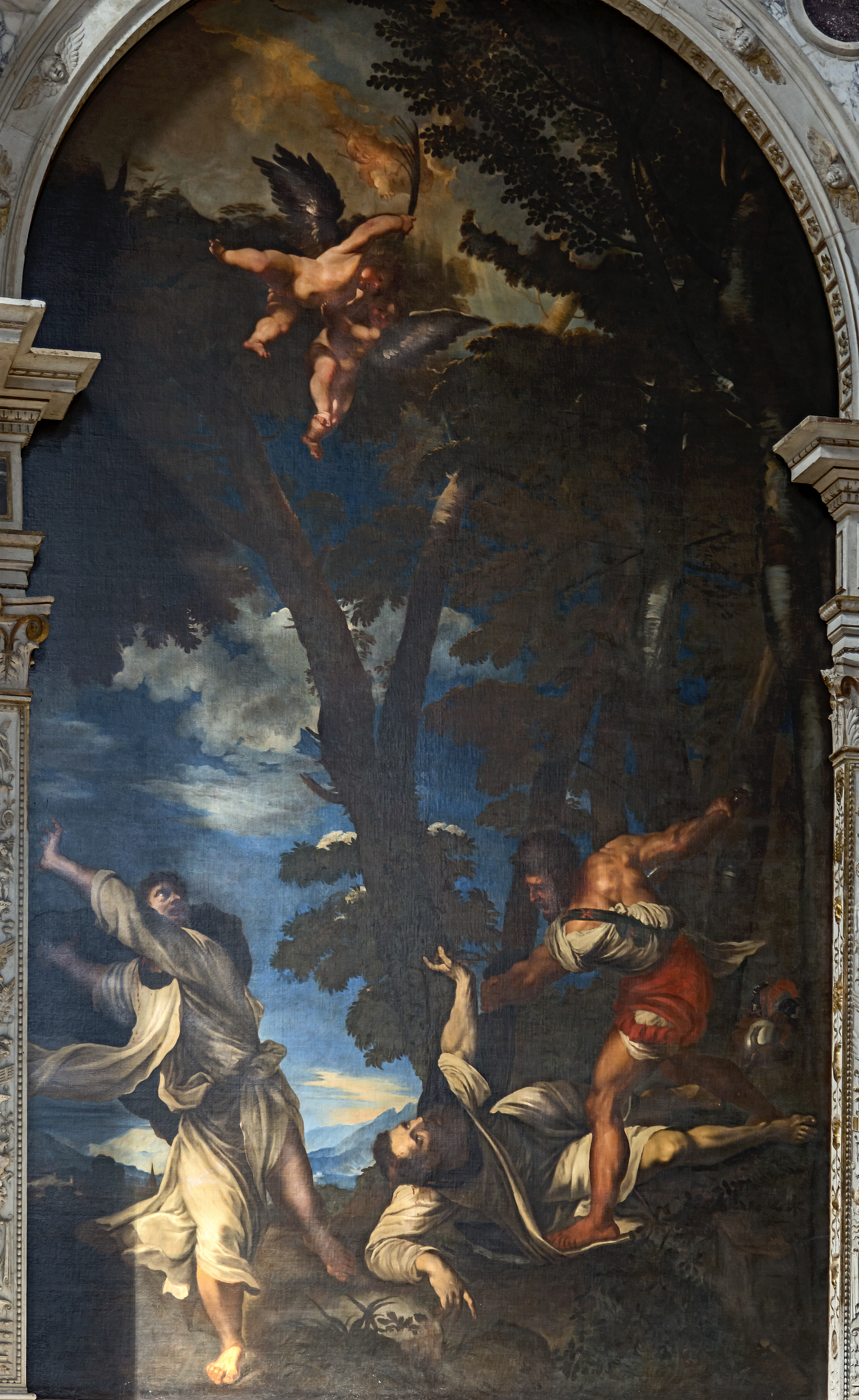
Obraz Męczeństwo św. Piotra
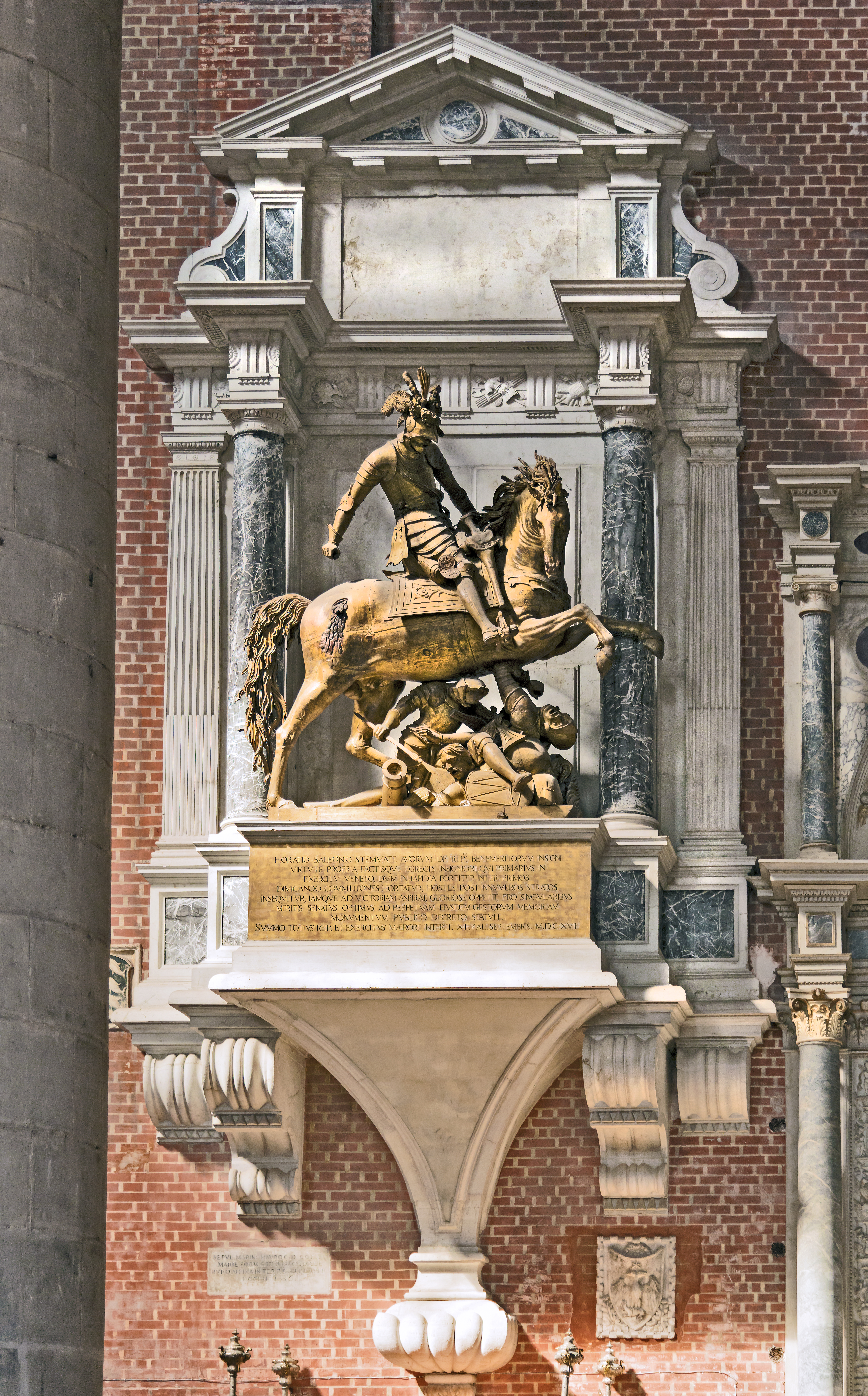
Pomnik generala Orazia Baglioniego.
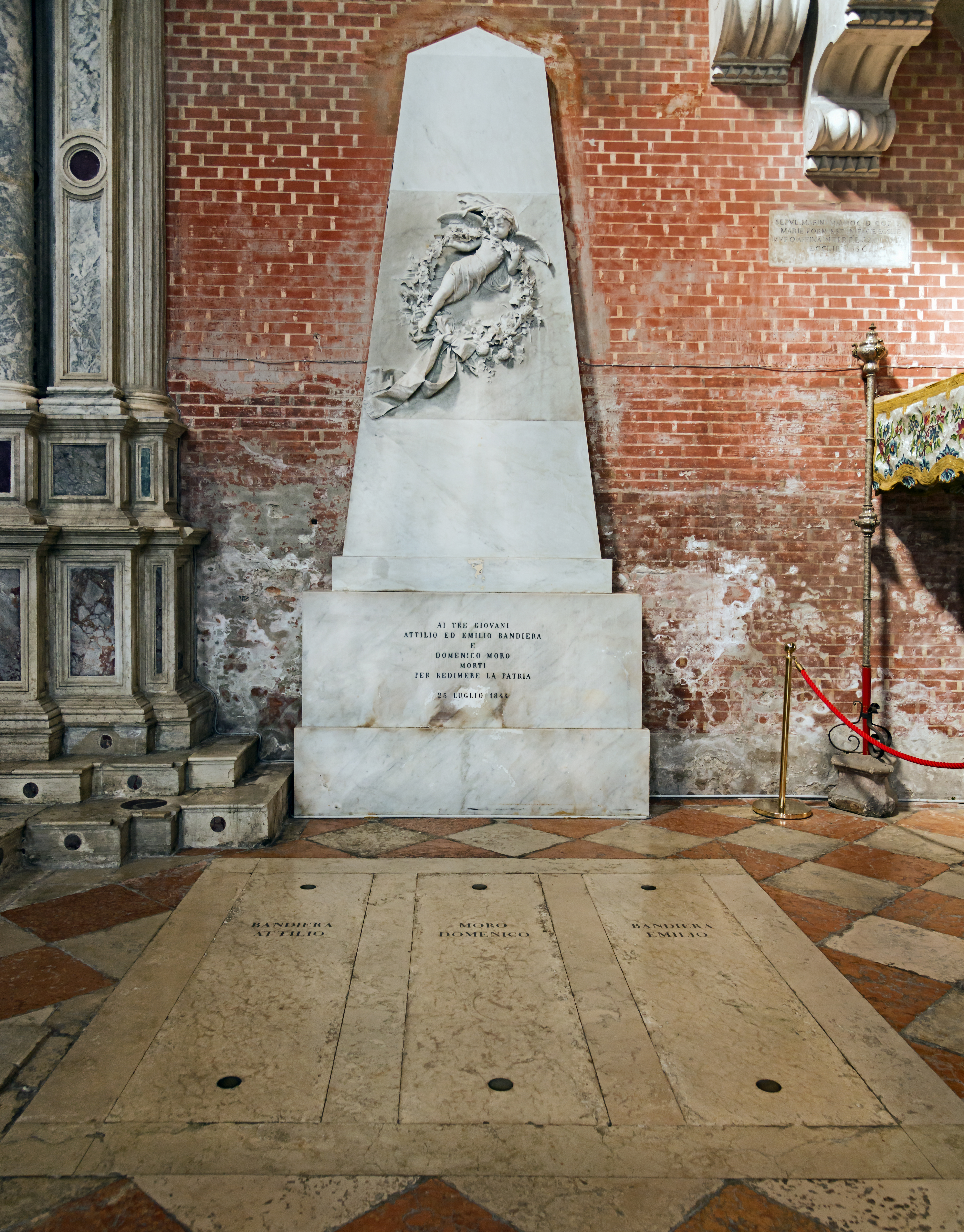
Pomnik braci Bandiera i Domenica Mora
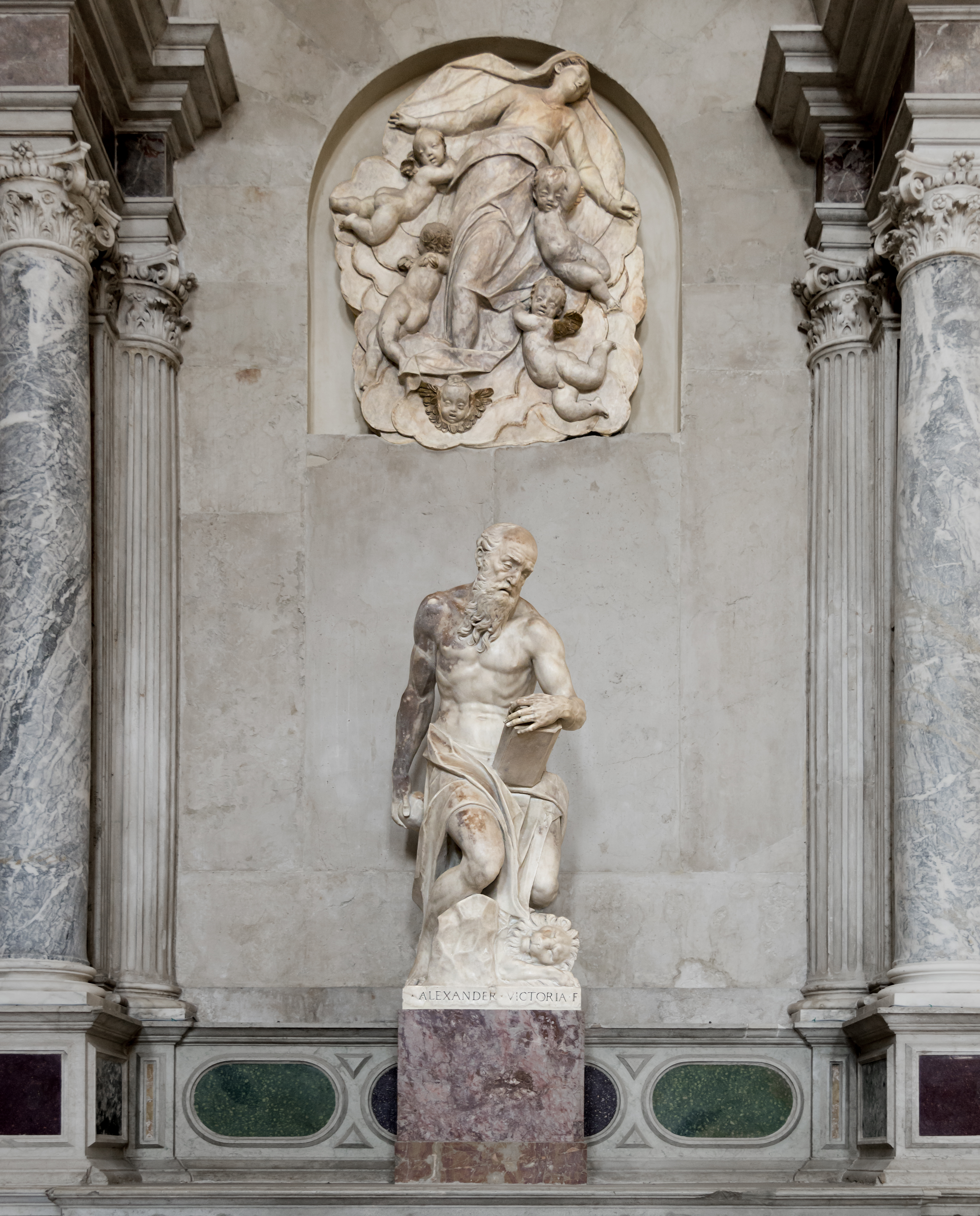
Ołtarz Verde Scaligery – św. Hieronim
Pomnik Gabriele di Chastellera
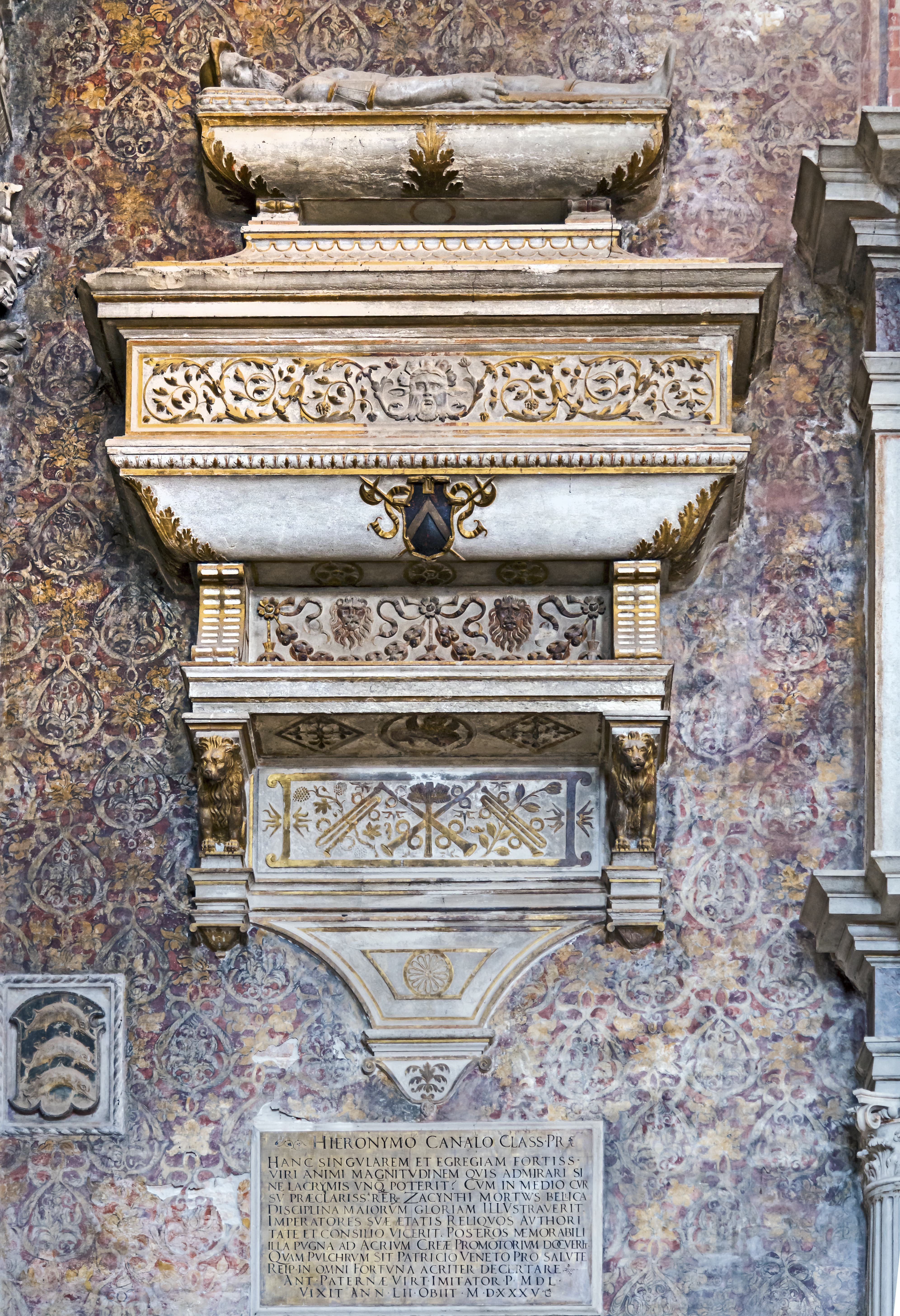
Pomnik Girolama Canala